# Rypouš sloní
Rypouš sloní (Mirounga leonina) je mohutný mořský savec z čeledi tuleňovitých, největší ploutvonožec a největší zástupce řádu šelmy na světě. Spolu s příbuzným rypoušem severním představuje jednoho ze dvou zástupců rodu rypouš. Rypouši sloní se vyskytují pouze na jižní polokouli v oblastech blízkých Antarktidě, jako je Jižní oceán a jižní části Indického, Tichého a Atlantského oceánu. Celkovou populaci je složité určit, Mezinárodní svaz ochrany přírody (IUCN) ji k roku 2015 odhadoval na 325 000 dospělých jedinců žijících ve čtyřech subpopulacích.
Stejně jako ostatní tuleňovití mají rypouši protáhlé tělo aerodynamického tvaru obalené tlustou vrstvou podkožního tuku. Končetiny jsou zakončeny ploutvemi. Přední ploutve mají plnohodnotné drápy, na zadních jsou drápy zakrnělé. Samci rypoušů váží 1,5–3 tuny, výjimečně až 5 tun. Naproti tomu samice váží pouze 400–600 kg, výjimečně až 1 tunu. Samec tedy v krajním případě váží až 10× více než samice, což představuje jeden z největších velikostních nepoměrů mezi samci a samicemi ze všech savců. Pro samce je typický kožní vak (též zvaný chobot, odtud druhové jméno „sloní“) na konci čenichu, který slouží hlavně k zesilování řevu, jenž je důležitý pro vymezování hierarchie.
Rozmnožovací období začíná v srpnu až září, kdy na souš nejdříve připlavou samci, kteří začnou s boji o hierarchické postavení. Rypouši praktikují extrémní polygynii a pouze ti největší a nejsilnější samci se nakonec spáří. Alfa samec bývá většinou starší 12 let. Když do kolonie dorazí první samice, alfa samci je začnou nahánět do skupin zvaných harémy. Harémy mohou mít pouze několik rypoušic, avšak typicky čítají několik desítek či stovek samic. Největší zaznamenané harémy měly přes jeden tisíc samic. Rypoušice několik dní po příchodu na souš porodí mláďata, která jsou výsledkem předchozího rozmnožovacího období. Mládě saje mléko cca 23 dní. Koncem laktačního období se samice spáří se samci a odchází na moře. Po skončení rozmnožovacího období (cca listopad) odchází na moře i samci, mláďata zůstávají na břehu dalších 40–50 dní. Dospělí jedinci přicházejí zpět na břeh za několik týdnů, kdy dochází k línání, načež se opět vydají na moře. Rypouši tráví na moři asi 8–10 měsíců v roce a z toho cirka 90 % času stráví pod vodou, kde dokáží vydržet až 2 hodiny. Potápí se typicky do 400–600m hloubek, avšak byly zaznamenány ponory do hloubek přes 2 km. Živí se převážně desetiramenatci a rybami.
V 19. století byli rypouši hojně loveni pro svůj podkožní tuk, ze kterého se vyráběl olej používaný ve svítilnách a v textilním průmyslu. Zatímco většina populací je stabilní či dokonce mírně stoupá, populace z ostrova Macquarie trvale klesá nejpozději od 60. let 20. století. Příčiny nejsou zcela jasné, avšak bývají dávány do souvislosti s dostupností potravy, resp. změnou životního prostředí. Celková populace rypoušů je však stabilní a aktuálně ji nic neohrožuje, IUCN proto druh hodnotí jako málo dotčený. V budoucnu však rypouše ovlivní globální oteplování.

## Vědecká systematika

### Taxonomie a název
První vědecký popis rypouše sloního publikoval švédský přírodovědec Carl Linné v roce 1758 v 10. edici svého díla Systema naturae. Linné přiřadil druhu binomické jméno Phoca leonina (z latinských pojmů phoca, což v překladu znamená tuleň, a leonina, čili lví, doslova tedy „tuleň lví“). Jeden z prvních, ne-li vůbec první, detailních popisů biologie rypoušů sloních pochází z pera francouzského přírodovědce Françoise Pérona, který v roce 1802 navštívil ostrov King nedaleko břehů Tasmánie, kde měli rypouši kolonii. Péron druh pojmenoval jako Phoca proboscidea, čili „tuleň sloní“. Tento název se však neujal. Poté, co britský zoolog John Edward Gray v roce 1827 ustanovil rod Mirounga (česky zvaný jednoduše „rypouš“), kam přiřadil i rypouše sloního, vzniklo nynější vědecké jméno druhu Mirounga leonina. Gray název rodu Mirounga odvodil z jazyka domorodých Austrálců, kteří rypouše nazývali miouroung. Není nicméně jasné, z jaké konkrétní jazykové skupiny tento název pochází, avšak dá se předpokládat, že název má původ u Austrálců žijících v oblasti Tasmánie a Bassova průlivu.

Vybraná dobová vyobrazení
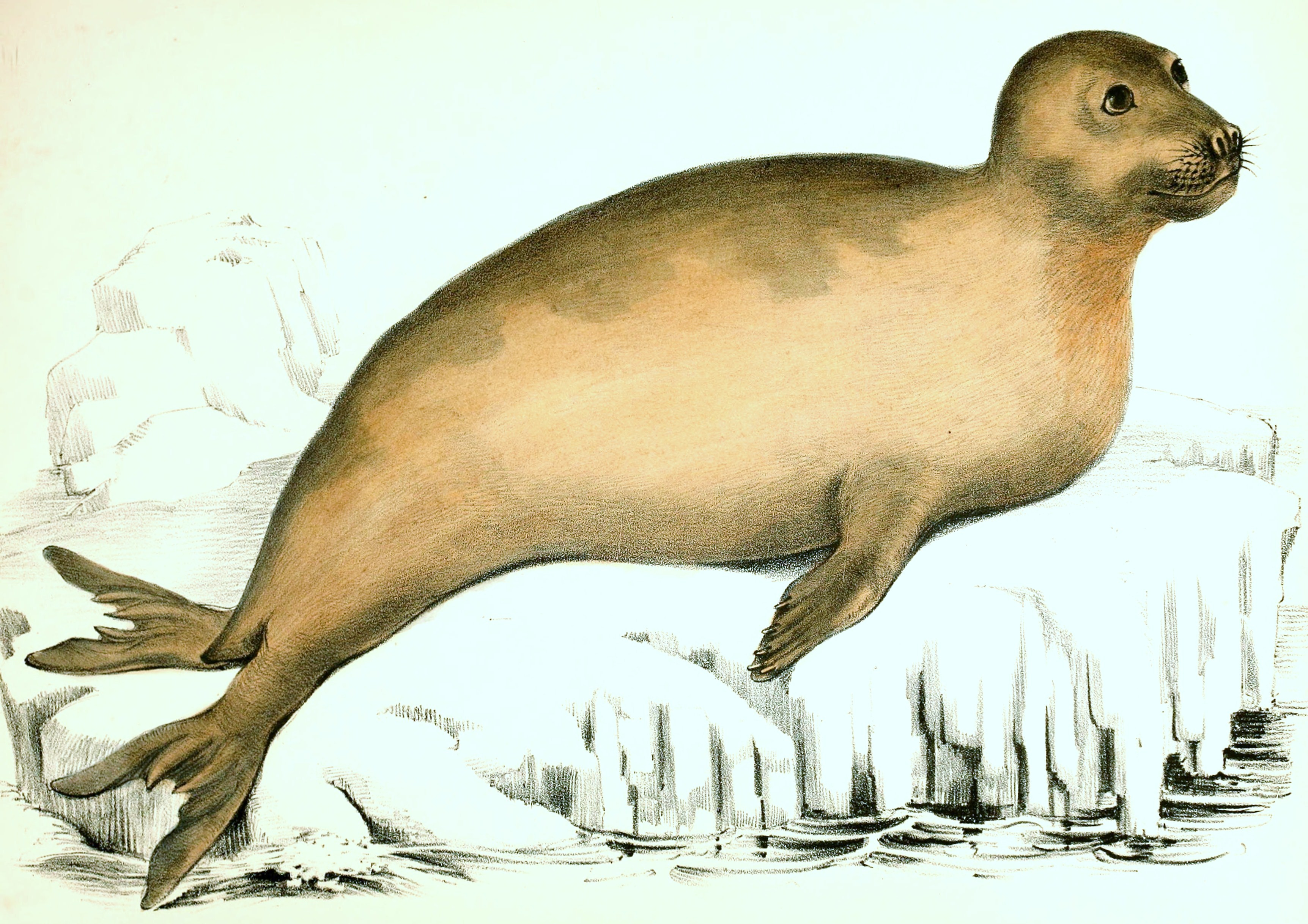
Kolorovaná kresba (Benjamin Waterhouse Hawkins, 1844)
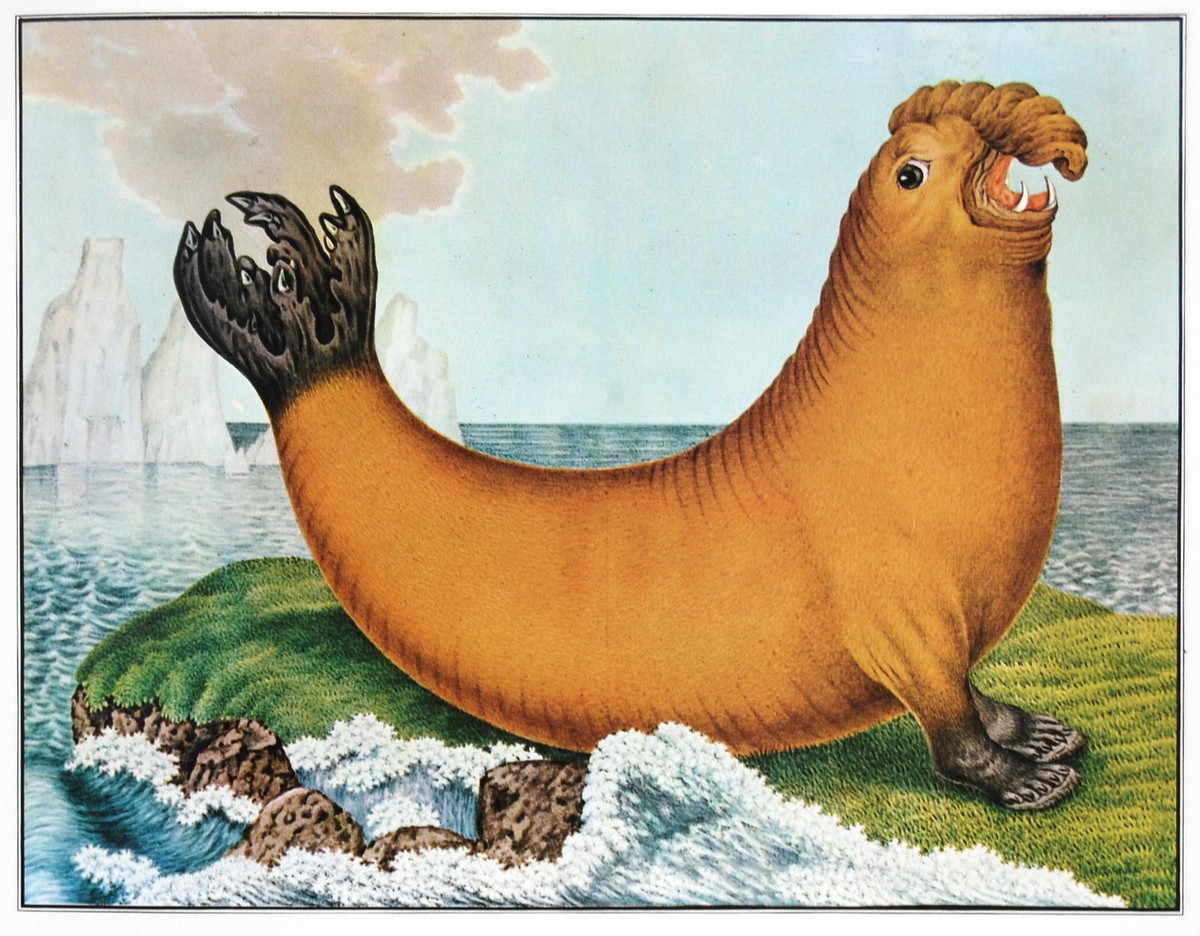
Pestrý akvarel (Aloys Zötl, 1879)
Ilustrace ze sbírky Iconographia Zoologica (1700–1880)
Ilustrace ze sbírky Iconographia Zoologica (1700–1880)
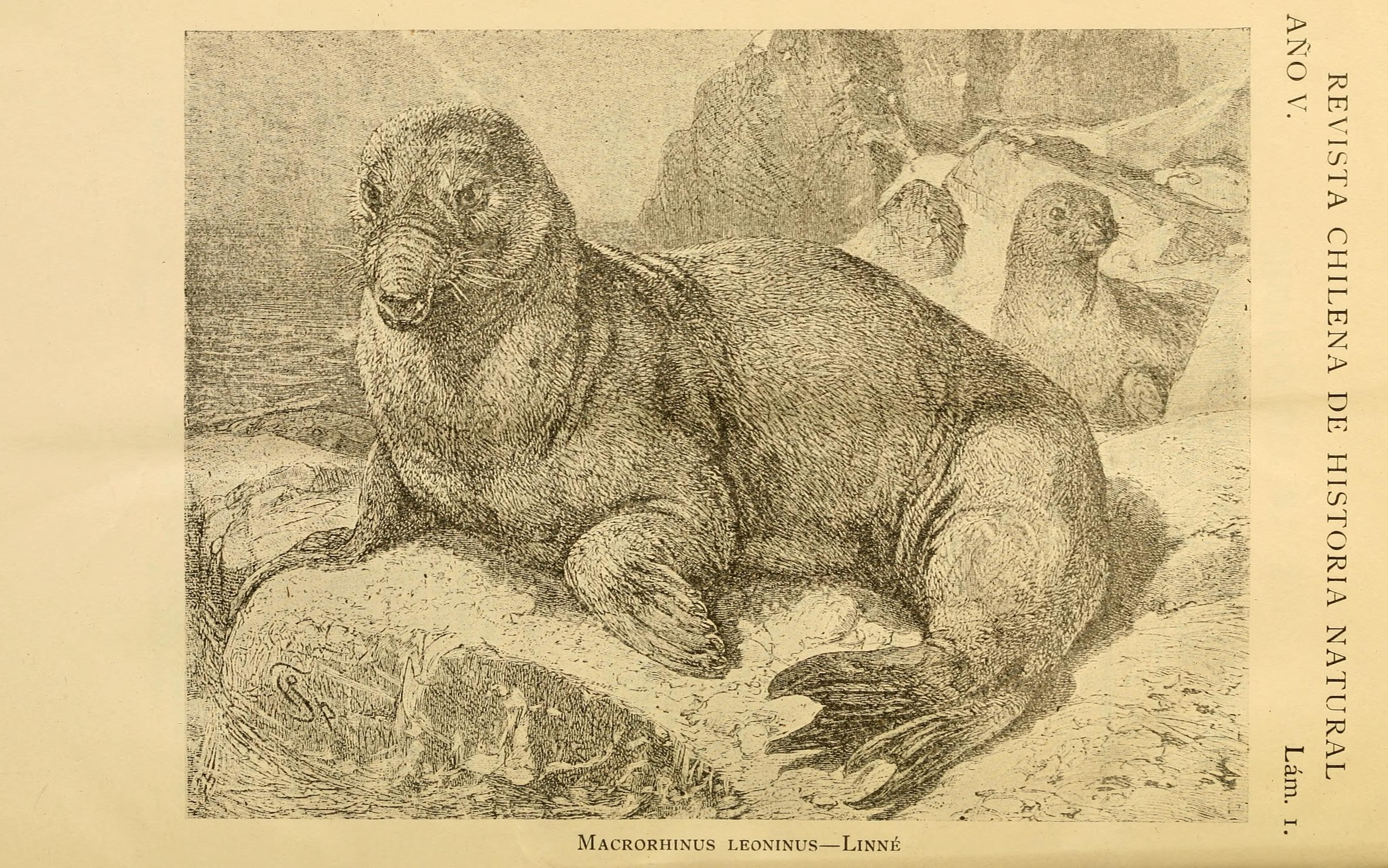
Ilustrace z chilského historického muzea (1901)

V maorštině, domorodém jazyce Nového Zélandu, se druh označuje jako ihupuku (v překladu „oteklý nos“; samice rypoušů pravděpodobně měly ještě jiné jméno, patrně ihupiro). K dalším maorským názvům druhu patří ihu koropuka. České rodové jméno „rypouš“ odkazuje ke kožnímu vaku, který se nachází na konci čenichu samců. Tento vak je někdy označován jako chobot, odtud tedy druhové jméno „sloní“.

### Fylogeneze a evoluce
Fylogeneze tuleňovitých podle Churchilla a Berty (2012)

|  | \| \| Tuleň kroužkovaný \| \| \| \| \| \| Tuleň bajkalský \| \| \| \| |
|  |                                                                       |
|  | Tuleň kaspický                                                        |
|  |                                                                       |
|  | Tuleň kroužkovaný                                                     |
|  |                                                                       |
|  | Tuleň bajkalský                                                       |
|  |                                                                       |

|  | Tuleň kroužkovaný |
|  |                   |
|  | Tuleň bajkalský   |
|  |                   |

|  | Tuleň pacifický |
|  |                 |
|  | Tuleň obecný    |
|  |                 |

|  | \| \| Tuleň kroužkovaný \| \| \| \| \| \| Tuleň bajkalský \| \| \| \| |
|  |                                                                       |
|  | Tuleň kaspický                                                        |
|  |                                                                       |
|  | Tuleň kroužkovaný                                                     |
|  |                                                                       |
|  | Tuleň bajkalský                                                       |
|  |                                                                       |

|  | Tuleň kroužkovaný |
|  |                   |
|  | Tuleň bajkalský   |
|  |                   |

|  | Tuleň pacifický |
|  |                 |
|  | Tuleň obecný    |
|  |                 |

|  | \| \| Tuleň kroužkovaný \| \| \| \| \| \| Tuleň bajkalský \| \| \| \| |
|  |                                                                       |
|  | Tuleň kaspický                                                        |
|  |                                                                       |
|  | Tuleň kroužkovaný                                                     |
|  |                                                                       |
|  | Tuleň bajkalský                                                       |
|  |                                                                       |

|  | Tuleň kroužkovaný |
|  |                   |
|  | Tuleň bajkalský   |
|  |                   |

|  | Tuleň pacifický |
|  |                 |
|  | Tuleň obecný    |
|  |                 |

|  | \| \| Tuleň kroužkovaný \| \| \| \| \| \| Tuleň bajkalský \| \| \| \| |
|  |                                                                       |
|  | Tuleň kaspický                                                        |
|  |                                                                       |
|  | Tuleň kroužkovaný                                                     |
|  |                                                                       |
|  | Tuleň bajkalský                                                       |
|  |                                                                       |

|  | Tuleň kroužkovaný |
|  |                   |
|  | Tuleň bajkalský   |
|  |                   |

|  | Tuleň pacifický |
|  |                 |
|  | Tuleň obecný    |
|  |                 |

|  | Tuleň pruhovaný |
|  |                 |
|  | Tuleň grónský   |
|  |                 |

|  | \| \| Tuleň kroužkovaný \| \| \| \| \| \| Tuleň bajkalský \| \| \| \| |
|  |                                                                       |
|  | Tuleň kaspický                                                        |
|  |                                                                       |
|  | Tuleň kroužkovaný                                                     |
|  |                                                                       |
|  | Tuleň bajkalský                                                       |
|  |                                                                       |

|  | Tuleň kroužkovaný |
|  |                   |
|  | Tuleň bajkalský   |
|  |                   |

|  | Tuleň pacifický |
|  |                 |
|  | Tuleň obecný    |
|  |                 |

|  | \| \| Tuleň kroužkovaný \| \| \| \| \| \| Tuleň bajkalský \| \| \| \| |
|  |                                                                       |
|  | Tuleň kaspický                                                        |
|  |                                                                       |
|  | Tuleň kroužkovaný                                                     |
|  |                                                                       |
|  | Tuleň bajkalský                                                       |
|  |                                                                       |

|  | Tuleň kroužkovaný |
|  |                   |
|  | Tuleň bajkalský   |
|  |                   |

|  | Tuleň pacifický |
|  |                 |
|  | Tuleň obecný    |
|  |                 |

|  | \| \| Tuleň kroužkovaný \| \| \| \| \| \| Tuleň bajkalský \| \| \| \| |
|  |                                                                       |
|  | Tuleň kaspický                                                        |
|  |                                                                       |
|  | Tuleň kroužkovaný                                                     |
|  |                                                                       |
|  | Tuleň bajkalský                                                       |
|  |                                                                       |

|  | Tuleň kroužkovaný |
|  |                   |
|  | Tuleň bajkalský   |
|  |                   |

|  | Tuleň pacifický |
|  |                 |
|  | Tuleň obecný    |
|  |                 |

|  | \| \| Tuleň kroužkovaný \| \| \| \| \| \| Tuleň bajkalský \| \| \| \| |
|  |                                                                       |
|  | Tuleň kaspický                                                        |
|  |                                                                       |
|  | Tuleň kroužkovaný                                                     |
|  |                                                                       |
|  | Tuleň bajkalský                                                       |
|  |                                                                       |

|  | Tuleň kroužkovaný |
|  |                   |
|  | Tuleň bajkalský   |
|  |                   |

|  | Tuleň pacifický |
|  |                 |
|  | Tuleň obecný    |
|  |                 |

|  | Tuleň pruhovaný |
|  |                 |
|  | Tuleň grónský   |
|  |                 |

|  | \| \| Tuleň kroužkovaný \| \| \| \| \| \| Tuleň bajkalský \| \| \| \| |
|  |                                                                       |
|  | Tuleň kaspický                                                        |
|  |                                                                       |
|  | Tuleň kroužkovaný                                                     |
|  |                                                                       |
|  | Tuleň bajkalský                                                       |
|  |                                                                       |

|  | Tuleň kroužkovaný |
|  |                   |
|  | Tuleň bajkalský   |
|  |                   |

|  | Tuleň pacifický |
|  |                 |
|  | Tuleň obecný    |
|  |                 |

|  | \| \| Tuleň kroužkovaný \| \| \| \| \| \| Tuleň bajkalský \| \| \| \| |
|  |                                                                       |
|  | Tuleň kaspický                                                        |
|  |                                                                       |
|  | Tuleň kroužkovaný                                                     |
|  |                                                                       |
|  | Tuleň bajkalský                                                       |
|  |                                                                       |

|  | Tuleň kroužkovaný |
|  |                   |
|  | Tuleň bajkalský   |
|  |                   |

|  | Tuleň pacifický |
|  |                 |
|  | Tuleň obecný    |
|  |                 |

|  | \| \| Tuleň kroužkovaný \| \| \| \| \| \| Tuleň bajkalský \| \| \| \| |
|  |                                                                       |
|  | Tuleň kaspický                                                        |
|  |                                                                       |
|  | Tuleň kroužkovaný                                                     |
|  |                                                                       |
|  | Tuleň bajkalský                                                       |
|  |                                                                       |

|  | Tuleň kroužkovaný |
|  |                   |
|  | Tuleň bajkalský   |
|  |                   |

|  | Tuleň pacifický |
|  |                 |
|  | Tuleň obecný    |
|  |                 |

|  | \| \| Tuleň kroužkovaný \| \| \| \| \| \| Tuleň bajkalský \| \| \| \| |
|  |                                                                       |
|  | Tuleň kaspický                                                        |
|  |                                                                       |
|  | Tuleň kroužkovaný                                                     |
|  |                                                                       |
|  | Tuleň bajkalský                                                       |
|  |                                                                       |

|  | Tuleň kroužkovaný |
|  |                   |
|  | Tuleň bajkalský   |
|  |                   |

|  | Tuleň pacifický |
|  |                 |
|  | Tuleň obecný    |
|  |                 |

|  | Tuleň pruhovaný |
|  |                 |
|  | Tuleň grónský   |
|  |                 |

|  | \| \| Tuleň kroužkovaný \| \| \| \| \| \| Tuleň bajkalský \| \| \| \| |
|  |                                                                       |
|  | Tuleň kaspický                                                        |
|  |                                                                       |
|  | Tuleň kroužkovaný                                                     |
|  |                                                                       |
|  | Tuleň bajkalský                                                       |
|  |                                                                       |

|  | Tuleň kroužkovaný |
|  |                   |
|  | Tuleň bajkalský   |
|  |                   |

|  | Tuleň pacifický |
|  |                 |
|  | Tuleň obecný    |
|  |                 |

|  | \| \| Tuleň kroužkovaný \| \| \| \| \| \| Tuleň bajkalský \| \| \| \| |
|  |                                                                       |
|  | Tuleň kaspický                                                        |
|  |                                                                       |
|  | Tuleň kroužkovaný                                                     |
|  |                                                                       |
|  | Tuleň bajkalský                                                       |
|  |                                                                       |

|  | Tuleň kroužkovaný |
|  |                   |
|  | Tuleň bajkalský   |
|  |                   |

|  | Tuleň pacifický |
|  |                 |
|  | Tuleň obecný    |
|  |                 |

|  | \| \| Tuleň kroužkovaný \| \| \| \| \| \| Tuleň bajkalský \| \| \| \| |
|  |                                                                       |
|  | Tuleň kaspický                                                        |
|  |                                                                       |
|  | Tuleň kroužkovaný                                                     |
|  |                                                                       |
|  | Tuleň bajkalský                                                       |
|  |                                                                       |

|  | Tuleň kroužkovaný |
|  |                   |
|  | Tuleň bajkalský   |
|  |                   |

|  | Tuleň pacifický |
|  |                 |
|  | Tuleň obecný    |
|  |                 |

|  | \| \| Tuleň kroužkovaný \| \| \| \| \| \| Tuleň bajkalský \| \| \| \| |
|  |                                                                       |
|  | Tuleň kaspický                                                        |
|  |                                                                       |
|  | Tuleň kroužkovaný                                                     |
|  |                                                                       |
|  | Tuleň bajkalský                                                       |
|  |                                                                       |

|  | Tuleň kroužkovaný |
|  |                   |
|  | Tuleň bajkalský   |
|  |                   |

|  | Tuleň pacifický |
|  |                 |
|  | Tuleň obecný    |
|  |                 |

|  | Tuleň pruhovaný |
|  |                 |
|  | Tuleň grónský   |
|  |                 |

|  | \| \| Tuleň kroužkovaný \| \| \| \| \| \| Tuleň bajkalský \| \| \| \| |
|  |                                                                       |
|  | Tuleň kaspický                                                        |
|  |                                                                       |
|  | Tuleň kroužkovaný                                                     |
|  |                                                                       |
|  | Tuleň bajkalský                                                       |
|  |                                                                       |

|  | Tuleň kroužkovaný |
|  |                   |
|  | Tuleň bajkalský   |
|  |                   |

|  | Tuleň pacifický |
|  |                 |
|  | Tuleň obecný    |
|  |                 |

|  | \| \| Tuleň kroužkovaný \| \| \| \| \| \| Tuleň bajkalský \| \| \| \| |
|  |                                                                       |
|  | Tuleň kaspický                                                        |
|  |                                                                       |
|  | Tuleň kroužkovaný                                                     |
|  |                                                                       |
|  | Tuleň bajkalský                                                       |
|  |                                                                       |

|  | Tuleň kroužkovaný |
|  |                   |
|  | Tuleň bajkalský   |
|  |                   |

|  | Tuleň pacifický |
|  |                 |
|  | Tuleň obecný    |
|  |                 |

|  | \| \| Tuleň kroužkovaný \| \| \| \| \| \| Tuleň bajkalský \| \| \| \| |
|  |                                                                       |
|  | Tuleň kaspický                                                        |
|  |                                                                       |
|  | Tuleň kroužkovaný                                                     |
|  |                                                                       |
|  | Tuleň bajkalský                                                       |
|  |                                                                       |

|  | Tuleň kroužkovaný |
|  |                   |
|  | Tuleň bajkalský   |
|  |                   |

|  | Tuleň pacifický |
|  |                 |
|  | Tuleň obecný    |
|  |                 |

|  | \| \| Tuleň kroužkovaný \| \| \| \| \| \| Tuleň bajkalský \| \| \| \| |
|  |                                                                       |
|  | Tuleň kaspický                                                        |
|  |                                                                       |
|  | Tuleň kroužkovaný                                                     |
|  |                                                                       |
|  | Tuleň bajkalský                                                       |
|  |                                                                       |

|  | Tuleň kroužkovaný |
|  |                   |
|  | Tuleň bajkalský   |
|  |                   |

|  | Tuleň pacifický |
|  |                 |
|  | Tuleň obecný    |
|  |                 |

|  | Tuleň pruhovaný |
|  |                 |
|  | Tuleň grónský   |
|  |                 |

|  | \| \| Tuleň kroužkovaný \| \| \| \| \| \| Tuleň bajkalský \| \| \| \| |
|  |                                                                       |
|  | Tuleň kaspický                                                        |
|  |                                                                       |
|  | Tuleň kroužkovaný                                                     |
|  |                                                                       |
|  | Tuleň bajkalský                                                       |
|  |                                                                       |

|  | Tuleň kroužkovaný |
|  |                   |
|  | Tuleň bajkalský   |
|  |                   |

|  | Tuleň pacifický |
|  |                 |
|  | Tuleň obecný    |
|  |                 |

|  | \| \| Tuleň kroužkovaný \| \| \| \| \| \| Tuleň bajkalský \| \| \| \| |
|  |                                                                       |
|  | Tuleň kaspický                                                        |
|  |                                                                       |
|  | Tuleň kroužkovaný                                                     |
|  |                                                                       |
|  | Tuleň bajkalský                                                       |
|  |                                                                       |

|  | Tuleň kroužkovaný |
|  |                   |
|  | Tuleň bajkalský   |
|  |                   |

|  | Tuleň pacifický |
|  |                 |
|  | Tuleň obecný    |
|  |                 |

|  | \| \| Tuleň kroužkovaný \| \| \| \| \| \| Tuleň bajkalský \| \| \| \| |
|  |                                                                       |
|  | Tuleň kaspický                                                        |
|  |                                                                       |
|  | Tuleň kroužkovaný                                                     |
|  |                                                                       |
|  | Tuleň bajkalský                                                       |
|  |                                                                       |

|  | Tuleň kroužkovaný |
|  |                   |
|  | Tuleň bajkalský   |
|  |                   |

|  | Tuleň pacifický |
|  |                 |
|  | Tuleň obecný    |
|  |                 |

|  | \| \| Tuleň kroužkovaný \| \| \| \| \| \| Tuleň bajkalský \| \| \| \| |
|  |                                                                       |
|  | Tuleň kaspický                                                        |
|  |                                                                       |
|  | Tuleň kroužkovaný                                                     |
|  |                                                                       |
|  | Tuleň bajkalský                                                       |
|  |                                                                       |

|  | Tuleň kroužkovaný |
|  |                   |
|  | Tuleň bajkalský   |
|  |                   |

|  | Tuleň pacifický |
|  |                 |
|  | Tuleň obecný    |
|  |                 |

|  | Tuleň pruhovaný |
|  |                 |
|  | Tuleň grónský   |
|  |                 |

|  | \| \| Tuleň kroužkovaný \| \| \| \| \| \| Tuleň bajkalský \| \| \| \| |
|  |                                                                       |
|  | Tuleň kaspický                                                        |
|  |                                                                       |
|  | Tuleň kroužkovaný                                                     |
|  |                                                                       |
|  | Tuleň bajkalský                                                       |
|  |                                                                       |

|  | Tuleň kroužkovaný |
|  |                   |
|  | Tuleň bajkalský   |
|  |                   |

|  | Tuleň pacifický |
|  |                 |
|  | Tuleň obecný    |
|  |                 |

|  | \| \| Tuleň kroužkovaný \| \| \| \| \| \| Tuleň bajkalský \| \| \| \| |
|  |                                                                       |
|  | Tuleň kaspický                                                        |
|  |                                                                       |
|  | Tuleň kroužkovaný                                                     |
|  |                                                                       |
|  | Tuleň bajkalský                                                       |
|  |                                                                       |

|  | Tuleň kroužkovaný |
|  |                   |
|  | Tuleň bajkalský   |
|  |                   |

|  | Tuleň pacifický |
|  |                 |
|  | Tuleň obecný    |
|  |                 |

|  | \| \| Tuleň kroužkovaný \| \| \| \| \| \| Tuleň bajkalský \| \| \| \| |
|  |                                                                       |
|  | Tuleň kaspický                                                        |
|  |                                                                       |
|  | Tuleň kroužkovaný                                                     |
|  |                                                                       |
|  | Tuleň bajkalský                                                       |
|  |                                                                       |

|  | Tuleň kroužkovaný |
|  |                   |
|  | Tuleň bajkalský   |
|  |                   |

|  | Tuleň pacifický |
|  |                 |
|  | Tuleň obecný    |
|  |                 |

|  | \| \| Tuleň kroužkovaný \| \| \| \| \| \| Tuleň bajkalský \| \| \| \| |
|  |                                                                       |
|  | Tuleň kaspický                                                        |
|  |                                                                       |
|  | Tuleň kroužkovaný                                                     |
|  |                                                                       |
|  | Tuleň bajkalský                                                       |
|  |                                                                       |

|  | Tuleň kroužkovaný |
|  |                   |
|  | Tuleň bajkalský   |
|  |                   |

|  | Tuleň pacifický |
|  |                 |
|  | Tuleň obecný    |
|  |                 |

|  | Tuleň pruhovaný |
|  |                 |
|  | Tuleň grónský   |
|  |                 |

|  | \| \| Tuleň kroužkovaný \| \| \| \| \| \| Tuleň bajkalský \| \| \| \| |
|  |                                                                       |
|  | Tuleň kaspický                                                        |
|  |                                                                       |
|  | Tuleň kroužkovaný                                                     |
|  |                                                                       |
|  | Tuleň bajkalský                                                       |
|  |                                                                       |

|  | Tuleň kroužkovaný |
|  |                   |
|  | Tuleň bajkalský   |
|  |                   |

|  | Tuleň pacifický |
|  |                 |
|  | Tuleň obecný    |
|  |                 |

|  | \| \| Tuleň kroužkovaný \| \| \| \| \| \| Tuleň bajkalský \| \| \| \| |
|  |                                                                       |
|  | Tuleň kaspický                                                        |
|  |                                                                       |
|  | Tuleň kroužkovaný                                                     |
|  |                                                                       |
|  | Tuleň bajkalský                                                       |
|  |                                                                       |

|  | Tuleň kroužkovaný |
|  |                   |
|  | Tuleň bajkalský   |
|  |                   |

|  | Tuleň pacifický |
|  |                 |
|  | Tuleň obecný    |
|  |                 |

|  | \| \| Tuleň kroužkovaný \| \| \| \| \| \| Tuleň bajkalský \| \| \| \| |
|  |                                                                       |
|  | Tuleň kaspický                                                        |
|  |                                                                       |
|  | Tuleň kroužkovaný                                                     |
|  |                                                                       |
|  | Tuleň bajkalský                                                       |
|  |                                                                       |

|  | Tuleň kroužkovaný |
|  |                   |
|  | Tuleň bajkalský   |
|  |                   |

|  | Tuleň pacifický |
|  |                 |
|  | Tuleň obecný    |
|  |                 |

|  | \| \| Tuleň kroužkovaný \| \| \| \| \| \| Tuleň bajkalský \| \| \| \| |
|  |                                                                       |
|  | Tuleň kaspický                                                        |
|  |                                                                       |
|  | Tuleň kroužkovaný                                                     |
|  |                                                                       |
|  | Tuleň bajkalský                                                       |
|  |                                                                       |

|  | Tuleň kroužkovaný |
|  |                   |
|  | Tuleň bajkalský   |
|  |                   |

|  | Tuleň pacifický |
|  |                 |
|  | Tuleň obecný    |
|  |                 |

|  | Tuleň pruhovaný |
|  |                 |
|  | Tuleň grónský   |
|  |                 |

|  | \| \| Tuleň Weddellův \| \| \| \| \| \| Tuleň leopardí \| \| \| \| |
|  |                                                                    |
|  | Tuleň krabožravý                                                   |
|  |                                                                    |
|  | Tuleň Weddellův                                                    |
|  |                                                                    |
|  | Tuleň leopardí                                                     |
|  |                                                                    |

|  | Tuleň Weddellův |
|  |                 |
|  | Tuleň leopardí  |
|  |                 |

|  | \| \| Tuleň Weddellův \| \| \| \| \| \| Tuleň leopardí \| \| \| \| |
|  |                                                                    |
|  | Tuleň krabožravý                                                   |
|  |                                                                    |
|  | Tuleň Weddellův                                                    |
|  |                                                                    |
|  | Tuleň leopardí                                                     |
|  |                                                                    |

|  | Tuleň Weddellův |
|  |                 |
|  | Tuleň leopardí  |
|  |                 |

|  | \| \| Tuleň kroužkovaný \| \| \| \| \| \| Tuleň bajkalský \| \| \| \| |
|  |                                                                       |
|  | Tuleň kaspický                                                        |
|  |                                                                       |
|  | Tuleň kroužkovaný                                                     |
|  |                                                                       |
|  | Tuleň bajkalský                                                       |
|  |                                                                       |

|  | Tuleň kroužkovaný |
|  |                   |
|  | Tuleň bajkalský   |
|  |                   |

|  | Tuleň pacifický |
|  |                 |
|  | Tuleň obecný    |
|  |                 |

|  | \| \| Tuleň kroužkovaný \| \| \| \| \| \| Tuleň bajkalský \| \| \| \| |
|  |                                                                       |
|  | Tuleň kaspický                                                        |
|  |                                                                       |
|  | Tuleň kroužkovaný                                                     |
|  |                                                                       |
|  | Tuleň bajkalský                                                       |
|  |                                                                       |

|  | Tuleň kroužkovaný |
|  |                   |
|  | Tuleň bajkalský   |
|  |                   |

|  | Tuleň pacifický |
|  |                 |
|  | Tuleň obecný    |
|  |                 |

|  | \| \| Tuleň kroužkovaný \| \| \| \| \| \| Tuleň bajkalský \| \| \| \| |
|  |                                                                       |
|  | Tuleň kaspický                                                        |
|  |                                                                       |
|  | Tuleň kroužkovaný                                                     |
|  |                                                                       |
|  | Tuleň bajkalský                                                       |
|  |                                                                       |

|  | Tuleň kroužkovaný |
|  |                   |
|  | Tuleň bajkalský   |
|  |                   |

|  | Tuleň pacifický |
|  |                 |
|  | Tuleň obecný    |
|  |                 |

|  | \| \| Tuleň kroužkovaný \| \| \| \| \| \| Tuleň bajkalský \| \| \| \| |
|  |                                                                       |
|  | Tuleň kaspický                                                        |
|  |                                                                       |
|  | Tuleň kroužkovaný                                                     |
|  |                                                                       |
|  | Tuleň bajkalský                                                       |
|  |                                                                       |

|  | Tuleň kroužkovaný |
|  |                   |
|  | Tuleň bajkalský   |
|  |                   |

|  | Tuleň pacifický |
|  |                 |
|  | Tuleň obecný    |
|  |                 |

|  | Tuleň pruhovaný |
|  |                 |
|  | Tuleň grónský   |
|  |                 |

|  | \| \| Tuleň kroužkovaný \| \| \| \| \| \| Tuleň bajkalský \| \| \| \| |
|  |                                                                       |
|  | Tuleň kaspický                                                        |
|  |                                                                       |
|  | Tuleň kroužkovaný                                                     |
|  |                                                                       |
|  | Tuleň bajkalský                                                       |
|  |                                                                       |

|  | Tuleň kroužkovaný |
|  |                   |
|  | Tuleň bajkalský   |
|  |                   |

|  | Tuleň pacifický |
|  |                 |
|  | Tuleň obecný    |
|  |                 |

|  | \| \| Tuleň kroužkovaný \| \| \| \| \| \| Tuleň bajkalský \| \| \| \| |
|  |                                                                       |
|  | Tuleň kaspický                                                        |
|  |                                                                       |
|  | Tuleň kroužkovaný                                                     |
|  |                                                                       |
|  | Tuleň bajkalský                                                       |
|  |                                                                       |

|  | Tuleň kroužkovaný |
|  |                   |
|  | Tuleň bajkalský   |
|  |                   |

|  | Tuleň pacifický |
|  |                 |
|  | Tuleň obecný    |
|  |                 |

|  | \| \| Tuleň kroužkovaný \| \| \| \| \| \| Tuleň bajkalský \| \| \| \| |
|  |                                                                       |
|  | Tuleň kaspický                                                        |
|  |                                                                       |
|  | Tuleň kroužkovaný                                                     |
|  |                                                                       |
|  | Tuleň bajkalský                                                       |
|  |                                                                       |

|  | Tuleň kroužkovaný |
|  |                   |
|  | Tuleň bajkalský   |
|  |                   |

|  | Tuleň pacifický |
|  |                 |
|  | Tuleň obecný    |
|  |                 |

|  | \| \| Tuleň kroužkovaný \| \| \| \| \| \| Tuleň bajkalský \| \| \| \| |
|  |                                                                       |
|  | Tuleň kaspický                                                        |
|  |                                                                       |
|  | Tuleň kroužkovaný                                                     |
|  |                                                                       |
|  | Tuleň bajkalský                                                       |
|  |                                                                       |

|  | Tuleň kroužkovaný |
|  |                   |
|  | Tuleň bajkalský   |
|  |                   |

|  | Tuleň pacifický |
|  |                 |
|  | Tuleň obecný    |
|  |                 |

|  | Tuleň pruhovaný |
|  |                 |
|  | Tuleň grónský   |
|  |                 |

|  | \| \| Tuleň kroužkovaný \| \| \| \| \| \| Tuleň bajkalský \| \| \| \| |
|  |                                                                       |
|  | Tuleň kaspický                                                        |
|  |                                                                       |
|  | Tuleň kroužkovaný                                                     |
|  |                                                                       |
|  | Tuleň bajkalský                                                       |
|  |                                                                       |

|  | Tuleň kroužkovaný |
|  |                   |
|  | Tuleň bajkalský   |
|  |                   |

|  | Tuleň pacifický |
|  |                 |
|  | Tuleň obecný    |
|  |                 |

|  | \| \| Tuleň kroužkovaný \| \| \| \| \| \| Tuleň bajkalský \| \| \| \| |
|  |                                                                       |
|  | Tuleň kaspický                                                        |
|  |                                                                       |
|  | Tuleň kroužkovaný                                                     |
|  |                                                                       |
|  | Tuleň bajkalský                                                       |
|  |                                                                       |

|  | Tuleň kroužkovaný |
|  |                   |
|  | Tuleň bajkalský   |
|  |                   |

|  | Tuleň pacifický |
|  |                 |
|  | Tuleň obecný    |
|  |                 |

|  | \| \| Tuleň kroužkovaný \| \| \| \| \| \| Tuleň bajkalský \| \| \| \| |
|  |                                                                       |
|  | Tuleň kaspický                                                        |
|  |                                                                       |
|  | Tuleň kroužkovaný                                                     |
|  |                                                                       |
|  | Tuleň bajkalský                                                       |
|  |                                                                       |

|  | Tuleň kroužkovaný |
|  |                   |
|  | Tuleň bajkalský   |
|  |                   |

|  | Tuleň pacifický |
|  |                 |
|  | Tuleň obecný    |
|  |                 |

|  | \| \| Tuleň kroužkovaný \| \| \| \| \| \| Tuleň bajkalský \| \| \| \| |
|  |                                                                       |
|  | Tuleň kaspický                                                        |
|  |                                                                       |
|  | Tuleň kroužkovaný                                                     |
|  |                                                                       |
|  | Tuleň bajkalský                                                       |
|  |                                                                       |

|  | Tuleň kroužkovaný |
|  |                   |
|  | Tuleň bajkalský   |
|  |                   |

|  | Tuleň pacifický |
|  |                 |
|  | Tuleň obecný    |
|  |                 |

|  | Tuleň pruhovaný |
|  |                 |
|  | Tuleň grónský   |
|  |                 |

|  | \| \| Tuleň kroužkovaný \| \| \| \| \| \| Tuleň bajkalský \| \| \| \| |
|  |                                                                       |
|  | Tuleň kaspický                                                        |
|  |                                                                       |
|  | Tuleň kroužkovaný                                                     |
|  |                                                                       |
|  | Tuleň bajkalský                                                       |
|  |                                                                       |

|  | Tuleň kroužkovaný |
|  |                   |
|  | Tuleň bajkalský   |
|  |                   |

|  | Tuleň pacifický |
|  |                 |
|  | Tuleň obecný    |
|  |                 |

|  | \| \| Tuleň kroužkovaný \| \| \| \| \| \| Tuleň bajkalský \| \| \| \| |
|  |                                                                       |
|  | Tuleň kaspický                                                        |
|  |                                                                       |
|  | Tuleň kroužkovaný                                                     |
|  |                                                                       |
|  | Tuleň bajkalský                                                       |
|  |                                                                       |

|  | Tuleň kroužkovaný |
|  |                   |
|  | Tuleň bajkalský   |
|  |                   |

|  | Tuleň pacifický |
|  |                 |
|  | Tuleň obecný    |
|  |                 |

|  | \| \| Tuleň kroužkovaný \| \| \| \| \| \| Tuleň bajkalský \| \| \| \| |
|  |                                                                       |
|  | Tuleň kaspický                                                        |
|  |                                                                       |
|  | Tuleň kroužkovaný                                                     |
|  |                                                                       |
|  | Tuleň bajkalský                                                       |
|  |                                                                       |

|  | Tuleň kroužkovaný |
|  |                   |
|  | Tuleň bajkalský   |
|  |                   |

|  | Tuleň pacifický |
|  |                 |
|  | Tuleň obecný    |
|  |                 |

|  | \| \| Tuleň kroužkovaný \| \| \| \| \| \| Tuleň bajkalský \| \| \| \| |
|  |                                                                       |
|  | Tuleň kaspický                                                        |
|  |                                                                       |
|  | Tuleň kroužkovaný                                                     |
|  |                                                                       |
|  | Tuleň bajkalský                                                       |
|  |                                                                       |

|  | Tuleň kroužkovaný |
|  |                   |
|  | Tuleň bajkalský   |
|  |                   |

|  | Tuleň pacifický |
|  |                 |
|  | Tuleň obecný    |
|  |                 |

|  | Tuleň pruhovaný |
|  |                 |
|  | Tuleň grónský   |
|  |                 |

|  | \| \| Tuleň kroužkovaný \| \| \| \| \| \| Tuleň bajkalský \| \| \| \| |
|  |                                                                       |
|  | Tuleň kaspický                                                        |
|  |                                                                       |
|  | Tuleň kroužkovaný                                                     |
|  |                                                                       |
|  | Tuleň bajkalský                                                       |
|  |                                                                       |

|  | Tuleň kroužkovaný |
|  |                   |
|  | Tuleň bajkalský   |
|  |                   |

|  | Tuleň pacifický |
|  |                 |
|  | Tuleň obecný    |
|  |                 |

|  | \| \| Tuleň kroužkovaný \| \| \| \| \| \| Tuleň bajkalský \| \| \| \| |
|  |                                                                       |
|  | Tuleň kaspický                                                        |
|  |                                                                       |
|  | Tuleň kroužkovaný                                                     |
|  |                                                                       |
|  | Tuleň bajkalský                                                       |
|  |                                                                       |

|  | Tuleň kroužkovaný |
|  |                   |
|  | Tuleň bajkalský   |
|  |                   |

|  | Tuleň pacifický |
|  |                 |
|  | Tuleň obecný    |
|  |                 |

|  | \| \| Tuleň kroužkovaný \| \| \| \| \| \| Tuleň bajkalský \| \| \| \| |
|  |                                                                       |
|  | Tuleň kaspický                                                        |
|  |                                                                       |
|  | Tuleň kroužkovaný                                                     |
|  |                                                                       |
|  | Tuleň bajkalský                                                       |
|  |                                                                       |

|  | Tuleň kroužkovaný |
|  |                   |
|  | Tuleň bajkalský   |
|  |                   |

|  | Tuleň pacifický |
|  |                 |
|  | Tuleň obecný    |
|  |                 |

|  | \| \| Tuleň kroužkovaný \| \| \| \| \| \| Tuleň bajkalský \| \| \| \| |
|  |                                                                       |
|  | Tuleň kaspický                                                        |
|  |                                                                       |
|  | Tuleň kroužkovaný                                                     |
|  |                                                                       |
|  | Tuleň bajkalský                                                       |
|  |                                                                       |

|  | Tuleň kroužkovaný |
|  |                   |
|  | Tuleň bajkalský   |
|  |                   |

|  | Tuleň pacifický |
|  |                 |
|  | Tuleň obecný    |
|  |                 |

|  | Tuleň pruhovaný |
|  |                 |
|  | Tuleň grónský   |
|  |                 |

|  | \| \| Tuleň kroužkovaný \| \| \| \| \| \| Tuleň bajkalský \| \| \| \| |
|  |                                                                       |
|  | Tuleň kaspický                                                        |
|  |                                                                       |
|  | Tuleň kroužkovaný                                                     |
|  |                                                                       |
|  | Tuleň bajkalský                                                       |
|  |                                                                       |

|  | Tuleň kroužkovaný |
|  |                   |
|  | Tuleň bajkalský   |
|  |                   |

|  | Tuleň pacifický |
|  |                 |
|  | Tuleň obecný    |
|  |                 |

|  | \| \| Tuleň kroužkovaný \| \| \| \| \| \| Tuleň bajkalský \| \| \| \| |
|  |                                                                       |
|  | Tuleň kaspický                                                        |
|  |                                                                       |
|  | Tuleň kroužkovaný                                                     |
|  |                                                                       |
|  | Tuleň bajkalský                                                       |
|  |                                                                       |

|  | Tuleň kroužkovaný |
|  |                   |
|  | Tuleň bajkalský   |
|  |                   |

|  | Tuleň pacifický |
|  |                 |
|  | Tuleň obecný    |
|  |                 |

|  | \| \| Tuleň kroužkovaný \| \| \| \| \| \| Tuleň bajkalský \| \| \| \| |
|  |                                                                       |
|  | Tuleň kaspický                                                        |
|  |                                                                       |
|  | Tuleň kroužkovaný                                                     |
|  |                                                                       |
|  | Tuleň bajkalský                                                       |
|  |                                                                       |

|  | Tuleň kroužkovaný |
|  |                   |
|  | Tuleň bajkalský   |
|  |                   |

|  | Tuleň pacifický |
|  |                 |
|  | Tuleň obecný    |
|  |                 |

|  | \| \| Tuleň kroužkovaný \| \| \| \| \| \| Tuleň bajkalský \| \| \| \| |
|  |                                                                       |
|  | Tuleň kaspický                                                        |
|  |                                                                       |
|  | Tuleň kroužkovaný                                                     |
|  |                                                                       |
|  | Tuleň bajkalský                                                       |
|  |                                                                       |

|  | Tuleň kroužkovaný |
|  |                   |
|  | Tuleň bajkalský   |
|  |                   |

|  | Tuleň pacifický |
|  |                 |
|  | Tuleň obecný    |
|  |                 |

|  | Tuleň pruhovaný |
|  |                 |
|  | Tuleň grónský   |
|  |                 |

|  | \| \| Tuleň kroužkovaný \| \| \| \| \| \| Tuleň bajkalský \| \| \| \| |
|  |                                                                       |
|  | Tuleň kaspický                                                        |
|  |                                                                       |
|  | Tuleň kroužkovaný                                                     |
|  |                                                                       |
|  | Tuleň bajkalský                                                       |
|  |                                                                       |

|  | Tuleň kroužkovaný |
|  |                   |
|  | Tuleň bajkalský   |
|  |                   |

|  | Tuleň pacifický |
|  |                 |
|  | Tuleň obecný    |
|  |                 |

|  | \| \| Tuleň kroužkovaný \| \| \| \| \| \| Tuleň bajkalský \| \| \| \| |
|  |                                                                       |
|  | Tuleň kaspický                                                        |
|  |                                                                       |
|  | Tuleň kroužkovaný                                                     |
|  |                                                                       |
|  | Tuleň bajkalský                                                       |
|  |                                                                       |

|  | Tuleň kroužkovaný |
|  |                   |
|  | Tuleň bajkalský   |
|  |                   |

|  | Tuleň pacifický |
|  |                 |
|  | Tuleň obecný    |
|  |                 |

|  | \| \| Tuleň kroužkovaný \| \| \| \| \| \| Tuleň bajkalský \| \| \| \| |
|  |                                                                       |
|  | Tuleň kaspický                                                        |
|  |                                                                       |
|  | Tuleň kroužkovaný                                                     |
|  |                                                                       |
|  | Tuleň bajkalský                                                       |
|  |                                                                       |

|  | Tuleň kroužkovaný |
|  |                   |
|  | Tuleň bajkalský   |
|  |                   |

|  | Tuleň pacifický |
|  |                 |
|  | Tuleň obecný    |
|  |                 |

|  | \| \| Tuleň kroužkovaný \| \| \| \| \| \| Tuleň bajkalský \| \| \| \| |
|  |                                                                       |
|  | Tuleň kaspický                                                        |
|  |                                                                       |
|  | Tuleň kroužkovaný                                                     |
|  |                                                                       |
|  | Tuleň bajkalský                                                       |
|  |                                                                       |

|  | Tuleň kroužkovaný |
|  |                   |
|  | Tuleň bajkalský   |
|  |                   |

|  | Tuleň pacifický |
|  |                 |
|  | Tuleň obecný    |
|  |                 |

|  | Tuleň pruhovaný |
|  |                 |
|  | Tuleň grónský   |
|  |                 |

|  | \| \| Tuleň kroužkovaný \| \| \| \| \| \| Tuleň bajkalský \| \| \| \| |
|  |                                                                       |
|  | Tuleň kaspický                                                        |
|  |                                                                       |
|  | Tuleň kroužkovaný                                                     |
|  |                                                                       |
|  | Tuleň bajkalský                                                       |
|  |                                                                       |

|  | Tuleň kroužkovaný |
|  |                   |
|  | Tuleň bajkalský   |
|  |                   |

|  | Tuleň pacifický |
|  |                 |
|  | Tuleň obecný    |
|  |                 |

|  | \| \| Tuleň kroužkovaný \| \| \| \| \| \| Tuleň bajkalský \| \| \| \| |
|  |                                                                       |
|  | Tuleň kaspický                                                        |
|  |                                                                       |
|  | Tuleň kroužkovaný                                                     |
|  |                                                                       |
|  | Tuleň bajkalský                                                       |
|  |                                                                       |

|  | Tuleň kroužkovaný |
|  |                   |
|  | Tuleň bajkalský   |
|  |                   |

|  | Tuleň pacifický |
|  |                 |
|  | Tuleň obecný    |
|  |                 |

|  | \| \| Tuleň kroužkovaný \| \| \| \| \| \| Tuleň bajkalský \| \| \| \| |
|  |                                                                       |
|  | Tuleň kaspický                                                        |
|  |                                                                       |
|  | Tuleň kroužkovaný                                                     |
|  |                                                                       |
|  | Tuleň bajkalský                                                       |
|  |                                                                       |

|  | Tuleň kroužkovaný |
|  |                   |
|  | Tuleň bajkalský   |
|  |                   |

|  | Tuleň pacifický |
|  |                 |
|  | Tuleň obecný    |
|  |                 |

|  | \| \| Tuleň kroužkovaný \| \| \| \| \| \| Tuleň bajkalský \| \| \| \| |
|  |                                                                       |
|  | Tuleň kaspický                                                        |
|  |                                                                       |
|  | Tuleň kroužkovaný                                                     |
|  |                                                                       |
|  | Tuleň bajkalský                                                       |
|  |                                                                       |

|  | Tuleň kroužkovaný |
|  |                   |
|  | Tuleň bajkalský   |
|  |                   |

|  | Tuleň pacifický |
|  |                 |
|  | Tuleň obecný    |
|  |                 |

|  | Tuleň pruhovaný |
|  |                 |
|  | Tuleň grónský   |
|  |                 |

|  | \| \| Tuleň Weddellův \| \| \| \| \| \| Tuleň leopardí \| \| \| \| |
|  |                                                                    |
|  | Tuleň krabožravý                                                   |
|  |                                                                    |
|  | Tuleň Weddellův                                                    |
|  |                                                                    |
|  | Tuleň leopardí                                                     |
|  |                                                                    |

|  | Tuleň Weddellův |
|  |                 |
|  | Tuleň leopardí  |
|  |                 |

|  | \| \| Tuleň Weddellův \| \| \| \| \| \| Tuleň leopardí \| \| \| \| |
|  |                                                                    |
|  | Tuleň krabožravý                                                   |
|  |                                                                    |
|  | Tuleň Weddellův                                                    |
|  |                                                                    |
|  | Tuleň leopardí                                                     |
|  |                                                                    |

|  | Tuleň Weddellův |
|  |                 |
|  | Tuleň leopardí  |
|  |                 |

|  | Rypouš sloní   |
|  |                |
|  | Rypouš severní |
|  |                |

|  | \| \| Tuleň kroužkovaný \| \| \| \| \| \| Tuleň bajkalský \| \| \| \| |
|  |                                                                       |
|  | Tuleň kaspický                                                        |
|  |                                                                       |
|  | Tuleň kroužkovaný                                                     |
|  |                                                                       |
|  | Tuleň bajkalský                                                       |
|  |                                                                       |

|  | Tuleň kroužkovaný |
|  |                   |
|  | Tuleň bajkalský   |
|  |                   |

|  | Tuleň pacifický |
|  |                 |
|  | Tuleň obecný    |
|  |                 |

|  | \| \| Tuleň kroužkovaný \| \| \| \| \| \| Tuleň bajkalský \| \| \| \| |
|  |                                                                       |
|  | Tuleň kaspický                                                        |
|  |                                                                       |
|  | Tuleň kroužkovaný                                                     |
|  |                                                                       |
|  | Tuleň bajkalský                                                       |
|  |                                                                       |

|  | Tuleň kroužkovaný |
|  |                   |
|  | Tuleň bajkalský   |
|  |                   |

|  | Tuleň pacifický |
|  |                 |
|  | Tuleň obecný    |
|  |                 |

|  | \| \| Tuleň kroužkovaný \| \| \| \| \| \| Tuleň bajkalský \| \| \| \| |
|  |                                                                       |
|  | Tuleň kaspický                                                        |
|  |                                                                       |
|  | Tuleň kroužkovaný                                                     |
|  |                                                                       |
|  | Tuleň bajkalský                                                       |
|  |                                                                       |

|  | Tuleň kroužkovaný |
|  |                   |
|  | Tuleň bajkalský   |
|  |                   |

|  | Tuleň pacifický |
|  |                 |
|  | Tuleň obecný    |
|  |                 |

|  | \| \| Tuleň kroužkovaný \| \| \| \| \| \| Tuleň bajkalský \| \| \| \| |
|  |                                                                       |
|  | Tuleň kaspický                                                        |
|  |                                                                       |
|  | Tuleň kroužkovaný                                                     |
|  |                                                                       |
|  | Tuleň bajkalský                                                       |
|  |                                                                       |

|  | Tuleň kroužkovaný |
|  |                   |
|  | Tuleň bajkalský   |
|  |                   |

|  | Tuleň pacifický |
|  |                 |
|  | Tuleň obecný    |
|  |                 |

|  | Tuleň pruhovaný |
|  |                 |
|  | Tuleň grónský   |
|  |                 |

|  | \| \| Tuleň kroužkovaný \| \| \| \| \| \| Tuleň bajkalský \| \| \| \| |
|  |                                                                       |
|  | Tuleň kaspický                                                        |
|  |                                                                       |
|  | Tuleň kroužkovaný                                                     |
|  |                                                                       |
|  | Tuleň bajkalský                                                       |
|  |                                                                       |

|  | Tuleň kroužkovaný |
|  |                   |
|  | Tuleň bajkalský   |
|  |                   |

|  | Tuleň pacifický |
|  |                 |
|  | Tuleň obecný    |
|  |                 |

|  | \| \| Tuleň kroužkovaný \| \| \| \| \| \| Tuleň bajkalský \| \| \| \| |
|  |                                                                       |
|  | Tuleň kaspický                                                        |
|  |                                                                       |
|  | Tuleň kroužkovaný                                                     |
|  |                                                                       |
|  | Tuleň bajkalský                                                       |
|  |                                                                       |

|  | Tuleň kroužkovaný |
|  |                   |
|  | Tuleň bajkalský   |
|  |                   |

|  | Tuleň pacifický |
|  |                 |
|  | Tuleň obecný    |
|  |                 |

|  | \| \| Tuleň kroužkovaný \| \| \| \| \| \| Tuleň bajkalský \| \| \| \| |
|  |                                                                       |
|  | Tuleň kaspický                                                        |
|  |                                                                       |
|  | Tuleň kroužkovaný                                                     |
|  |                                                                       |
|  | Tuleň bajkalský                                                       |
|  |                                                                       |

|  | Tuleň kroužkovaný |
|  |                   |
|  | Tuleň bajkalský   |
|  |                   |

|  | Tuleň pacifický |
|  |                 |
|  | Tuleň obecný    |
|  |                 |

|  | \| \| Tuleň kroužkovaný \| \| \| \| \| \| Tuleň bajkalský \| \| \| \| |
|  |                                                                       |
|  | Tuleň kaspický                                                        |
|  |                                                                       |
|  | Tuleň kroužkovaný                                                     |
|  |                                                                       |
|  | Tuleň bajkalský                                                       |
|  |                                                                       |

|  | Tuleň kroužkovaný |
|  |                   |
|  | Tuleň bajkalský   |
|  |                   |

|  | Tuleň pacifický |
|  |                 |
|  | Tuleň obecný    |
|  |                 |

|  | Tuleň pruhovaný |
|  |                 |
|  | Tuleň grónský   |
|  |                 |

|  | \| \| Tuleň kroužkovaný \| \| \| \| \| \| Tuleň bajkalský \| \| \| \| |
|  |                                                                       |
|  | Tuleň kaspický                                                        |
|  |                                                                       |
|  | Tuleň kroužkovaný                                                     |
|  |                                                                       |
|  | Tuleň bajkalský                                                       |
|  |                                                                       |

|  | Tuleň kroužkovaný |
|  |                   |
|  | Tuleň bajkalský   |
|  |                   |

|  | Tuleň pacifický |
|  |                 |
|  | Tuleň obecný    |
|  |                 |

|  | \| \| Tuleň kroužkovaný \| \| \| \| \| \| Tuleň bajkalský \| \| \| \| |
|  |                                                                       |
|  | Tuleň kaspický                                                        |
|  |                                                                       |
|  | Tuleň kroužkovaný                                                     |
|  |                                                                       |
|  | Tuleň bajkalský                                                       |
|  |                                                                       |

|  | Tuleň kroužkovaný |
|  |                   |
|  | Tuleň bajkalský   |
|  |                   |

|  | Tuleň pacifický |
|  |                 |
|  | Tuleň obecný    |
|  |                 |

|  | \| \| Tuleň kroužkovaný \| \| \| \| \| \| Tuleň bajkalský \| \| \| \| |
|  |                                                                       |
|  | Tuleň kaspický                                                        |
|  |                                                                       |
|  | Tuleň kroužkovaný                                                     |
|  |                                                                       |
|  | Tuleň bajkalský                                                       |
|  |                                                                       |

|  | Tuleň kroužkovaný |
|  |                   |
|  | Tuleň bajkalský   |
|  |                   |

|  | Tuleň pacifický |
|  |                 |
|  | Tuleň obecný    |
|  |                 |

|  | \| \| Tuleň kroužkovaný \| \| \| \| \| \| Tuleň bajkalský \| \| \| \| |
|  |                                                                       |
|  | Tuleň kaspický                                                        |
|  |                                                                       |
|  | Tuleň kroužkovaný                                                     |
|  |                                                                       |
|  | Tuleň bajkalský                                                       |
|  |                                                                       |

|  | Tuleň kroužkovaný |
|  |                   |
|  | Tuleň bajkalský   |
|  |                   |

|  | Tuleň pacifický |
|  |                 |
|  | Tuleň obecný    |
|  |                 |

|  | Tuleň pruhovaný |
|  |                 |
|  | Tuleň grónský   |
|  |                 |

|  | \| \| Tuleň kroužkovaný \| \| \| \| \| \| Tuleň bajkalský \| \| \| \| |
|  |                                                                       |
|  | Tuleň kaspický                                                        |
|  |                                                                       |
|  | Tuleň kroužkovaný                                                     |
|  |                                                                       |
|  | Tuleň bajkalský                                                       |
|  |                                                                       |

|  | Tuleň kroužkovaný |
|  |                   |
|  | Tuleň bajkalský   |
|  |                   |

|  | Tuleň pacifický |
|  |                 |
|  | Tuleň obecný    |
|  |                 |

|  | \| \| Tuleň kroužkovaný \| \| \| \| \| \| Tuleň bajkalský \| \| \| \| |
|  |                                                                       |
|  | Tuleň kaspický                                                        |
|  |                                                                       |
|  | Tuleň kroužkovaný                                                     |
|  |                                                                       |
|  | Tuleň bajkalský                                                       |
|  |                                                                       |

|  | Tuleň kroužkovaný |
|  |                   |
|  | Tuleň bajkalský   |
|  |                   |

|  | Tuleň pacifický |
|  |                 |
|  | Tuleň obecný    |
|  |                 |

|  | \| \| Tuleň kroužkovaný \| \| \| \| \| \| Tuleň bajkalský \| \| \| \| |
|  |                                                                       |
|  | Tuleň kaspický                                                        |
|  |                                                                       |
|  | Tuleň kroužkovaný                                                     |
|  |                                                                       |
|  | Tuleň bajkalský                                                       |
|  |                                                                       |

|  | Tuleň kroužkovaný |
|  |                   |
|  | Tuleň bajkalský   |
|  |                   |

|  | Tuleň pacifický |
|  |                 |
|  | Tuleň obecný    |
|  |                 |

|  | \| \| Tuleň kroužkovaný \| \| \| \| \| \| Tuleň bajkalský \| \| \| \| |
|  |                                                                       |
|  | Tuleň kaspický                                                        |
|  |                                                                       |
|  | Tuleň kroužkovaný                                                     |
|  |                                                                       |
|  | Tuleň bajkalský                                                       |
|  |                                                                       |

|  | Tuleň kroužkovaný |
|  |                   |
|  | Tuleň bajkalský   |
|  |                   |

|  | Tuleň pacifický |
|  |                 |
|  | Tuleň obecný    |
|  |                 |

|  | Tuleň pruhovaný |
|  |                 |
|  | Tuleň grónský   |
|  |                 |

|  | \| \| Tuleň kroužkovaný \| \| \| \| \| \| Tuleň bajkalský \| \| \| \| |
|  |                                                                       |
|  | Tuleň kaspický                                                        |
|  |                                                                       |
|  | Tuleň kroužkovaný                                                     |
|  |                                                                       |
|  | Tuleň bajkalský                                                       |
|  |                                                                       |

|  | Tuleň kroužkovaný |
|  |                   |
|  | Tuleň bajkalský   |
|  |                   |

|  | Tuleň pacifický |
|  |                 |
|  | Tuleň obecný    |
|  |                 |

|  | \| \| Tuleň kroužkovaný \| \| \| \| \| \| Tuleň bajkalský \| \| \| \| |
|  |                                                                       |
|  | Tuleň kaspický                                                        |
|  |                                                                       |
|  | Tuleň kroužkovaný                                                     |
|  |                                                                       |
|  | Tuleň bajkalský                                                       |
|  |                                                                       |

|  | Tuleň kroužkovaný |
|  |                   |
|  | Tuleň bajkalský   |
|  |                   |

|  | Tuleň pacifický |
|  |                 |
|  | Tuleň obecný    |
|  |                 |

|  | \| \| Tuleň kroužkovaný \| \| \| \| \| \| Tuleň bajkalský \| \| \| \| |
|  |                                                                       |
|  | Tuleň kaspický                                                        |
|  |                                                                       |
|  | Tuleň kroužkovaný                                                     |
|  |                                                                       |
|  | Tuleň bajkalský                                                       |
|  |                                                                       |

|  | Tuleň kroužkovaný |
|  |                   |
|  | Tuleň bajkalský   |
|  |                   |

|  | Tuleň pacifický |
|  |                 |
|  | Tuleň obecný    |
|  |                 |

|  | \| \| Tuleň kroužkovaný \| \| \| \| \| \| Tuleň bajkalský \| \| \| \| |
|  |                                                                       |
|  | Tuleň kaspický                                                        |
|  |                                                                       |
|  | Tuleň kroužkovaný                                                     |
|  |                                                                       |
|  | Tuleň bajkalský                                                       |
|  |                                                                       |

|  | Tuleň kroužkovaný |
|  |                   |
|  | Tuleň bajkalský   |
|  |                   |

|  | Tuleň pacifický |
|  |                 |
|  | Tuleň obecný    |
|  |                 |

|  | Tuleň pruhovaný |
|  |                 |
|  | Tuleň grónský   |
|  |                 |

|  | \| \| Tuleň kroužkovaný \| \| \| \| \| \| Tuleň bajkalský \| \| \| \| |
|  |                                                                       |
|  | Tuleň kaspický                                                        |
|  |                                                                       |
|  | Tuleň kroužkovaný                                                     |
|  |                                                                       |
|  | Tuleň bajkalský                                                       |
|  |                                                                       |

|  | Tuleň kroužkovaný |
|  |                   |
|  | Tuleň bajkalský   |
|  |                   |

|  | Tuleň pacifický |
|  |                 |
|  | Tuleň obecný    |
|  |                 |

|  | \| \| Tuleň kroužkovaný \| \| \| \| \| \| Tuleň bajkalský \| \| \| \| |
|  |                                                                       |
|  | Tuleň kaspický                                                        |
|  |                                                                       |
|  | Tuleň kroužkovaný                                                     |
|  |                                                                       |
|  | Tuleň bajkalský                                                       |
|  |                                                                       |

|  | Tuleň kroužkovaný |
|  |                   |
|  | Tuleň bajkalský   |
|  |                   |

|  | Tuleň pacifický |
|  |                 |
|  | Tuleň obecný    |
|  |                 |

|  | \| \| Tuleň kroužkovaný \| \| \| \| \| \| Tuleň bajkalský \| \| \| \| |
|  |                                                                       |
|  | Tuleň kaspický                                                        |
|  |                                                                       |
|  | Tuleň kroužkovaný                                                     |
|  |                                                                       |
|  | Tuleň bajkalský                                                       |
|  |                                                                       |

|  | Tuleň kroužkovaný |
|  |                   |
|  | Tuleň bajkalský   |
|  |                   |

|  | Tuleň pacifický |
|  |                 |
|  | Tuleň obecný    |
|  |                 |

|  | \| \| Tuleň kroužkovaný \| \| \| \| \| \| Tuleň bajkalský \| \| \| \| |
|  |                                                                       |
|  | Tuleň kaspický                                                        |
|  |                                                                       |
|  | Tuleň kroužkovaný                                                     |
|  |                                                                       |
|  | Tuleň bajkalský                                                       |
|  |                                                                       |

|  | Tuleň kroužkovaný |
|  |                   |
|  | Tuleň bajkalský   |
|  |                   |

|  | Tuleň pacifický |
|  |                 |
|  | Tuleň obecný    |
|  |                 |

|  | Tuleň pruhovaný |
|  |                 |
|  | Tuleň grónský   |
|  |                 |

|  | \| \| Tuleň kroužkovaný \| \| \| \| \| \| Tuleň bajkalský \| \| \| \| |
|  |                                                                       |
|  | Tuleň kaspický                                                        |
|  |                                                                       |
|  | Tuleň kroužkovaný                                                     |
|  |                                                                       |
|  | Tuleň bajkalský                                                       |
|  |                                                                       |

|  | Tuleň kroužkovaný |
|  |                   |
|  | Tuleň bajkalský   |
|  |                   |

|  | Tuleň pacifický |
|  |                 |
|  | Tuleň obecný    |
|  |                 |

|  | \| \| Tuleň kroužkovaný \| \| \| \| \| \| Tuleň bajkalský \| \| \| \| |
|  |                                                                       |
|  | Tuleň kaspický                                                        |
|  |                                                                       |
|  | Tuleň kroužkovaný                                                     |
|  |                                                                       |
|  | Tuleň bajkalský                                                       |
|  |                                                                       |

|  | Tuleň kroužkovaný |
|  |                   |
|  | Tuleň bajkalský   |
|  |                   |

|  | Tuleň pacifický |
|  |                 |
|  | Tuleň obecný    |
|  |                 |

|  | \| \| Tuleň kroužkovaný \| \| \| \| \| \| Tuleň bajkalský \| \| \| \| |
|  |                                                                       |
|  | Tuleň kaspický                                                        |
|  |                                                                       |
|  | Tuleň kroužkovaný                                                     |
|  |                                                                       |
|  | Tuleň bajkalský                                                       |
|  |                                                                       |

|  | Tuleň kroužkovaný |
|  |                   |
|  | Tuleň bajkalský   |
|  |                   |

|  | Tuleň pacifický |
|  |                 |
|  | Tuleň obecný    |
|  |                 |

|  | \| \| Tuleň kroužkovaný \| \| \| \| \| \| Tuleň bajkalský \| \| \| \| |
|  |                                                                       |
|  | Tuleň kaspický                                                        |
|  |                                                                       |
|  | Tuleň kroužkovaný                                                     |
|  |                                                                       |
|  | Tuleň bajkalský                                                       |
|  |                                                                       |

|  | Tuleň kroužkovaný |
|  |                   |
|  | Tuleň bajkalský   |
|  |                   |

|  | Tuleň pacifický |
|  |                 |
|  | Tuleň obecný    |
|  |                 |

|  | Tuleň pruhovaný |
|  |                 |
|  | Tuleň grónský   |
|  |                 |

|  | \| \| Tuleň kroužkovaný \| \| \| \| \| \| Tuleň bajkalský \| \| \| \| |
|  |                                                                       |
|  | Tuleň kaspický                                                        |
|  |                                                                       |
|  | Tuleň kroužkovaný                                                     |
|  |                                                                       |
|  | Tuleň bajkalský                                                       |
|  |                                                                       |

|  | Tuleň kroužkovaný |
|  |                   |
|  | Tuleň bajkalský   |
|  |                   |

|  | Tuleň pacifický |
|  |                 |
|  | Tuleň obecný    |
|  |                 |

|  | \| \| Tuleň kroužkovaný \| \| \| \| \| \| Tuleň bajkalský \| \| \| \| |
|  |                                                                       |
|  | Tuleň kaspický                                                        |
|  |                                                                       |
|  | Tuleň kroužkovaný                                                     |
|  |                                                                       |
|  | Tuleň bajkalský                                                       |
|  |                                                                       |

|  | Tuleň kroužkovaný |
|  |                   |
|  | Tuleň bajkalský   |
|  |                   |

|  | Tuleň pacifický |
|  |                 |
|  | Tuleň obecný    |
|  |                 |

|  | \| \| Tuleň kroužkovaný \| \| \| \| \| \| Tuleň bajkalský \| \| \| \| |
|  |                                                                       |
|  | Tuleň kaspický                                                        |
|  |                                                                       |
|  | Tuleň kroužkovaný                                                     |
|  |                                                                       |
|  | Tuleň bajkalský                                                       |
|  |                                                                       |

|  | Tuleň kroužkovaný |
|  |                   |
|  | Tuleň bajkalský   |
|  |                   |

|  | Tuleň pacifický |
|  |                 |
|  | Tuleň obecný    |
|  |                 |

|  | \| \| Tuleň kroužkovaný \| \| \| \| \| \| Tuleň bajkalský \| \| \| \| |
|  |                                                                       |
|  | Tuleň kaspický                                                        |
|  |                                                                       |
|  | Tuleň kroužkovaný                                                     |
|  |                                                                       |
|  | Tuleň bajkalský                                                       |
|  |                                                                       |

|  | Tuleň kroužkovaný |
|  |                   |
|  | Tuleň bajkalský   |
|  |                   |

|  | Tuleň pacifický |
|  |                 |
|  | Tuleň obecný    |
|  |                 |

|  | Tuleň pruhovaný |
|  |                 |
|  | Tuleň grónský   |
|  |                 |

|  | \| \| Tuleň Weddellův \| \| \| \| \| \| Tuleň leopardí \| \| \| \| |
|  |                                                                    |
|  | Tuleň krabožravý                                                   |
|  |                                                                    |
|  | Tuleň Weddellův                                                    |
|  |                                                                    |
|  | Tuleň leopardí                                                     |
|  |                                                                    |

|  | Tuleň Weddellův |
|  |                 |
|  | Tuleň leopardí  |
|  |                 |

|  | \| \| Tuleň Weddellův \| \| \| \| \| \| Tuleň leopardí \| \| \| \| |
|  |                                                                    |
|  | Tuleň krabožravý                                                   |
|  |                                                                    |
|  | Tuleň Weddellův                                                    |
|  |                                                                    |
|  | Tuleň leopardí                                                     |
|  |                                                                    |

|  | Tuleň Weddellův |
|  |                 |
|  | Tuleň leopardí  |
|  |                 |

|  | \| \| Tuleň kroužkovaný \| \| \| \| \| \| Tuleň bajkalský \| \| \| \| |
|  |                                                                       |
|  | Tuleň kaspický                                                        |
|  |                                                                       |
|  | Tuleň kroužkovaný                                                     |
|  |                                                                       |
|  | Tuleň bajkalský                                                       |
|  |                                                                       |

|  | Tuleň kroužkovaný |
|  |                   |
|  | Tuleň bajkalský   |
|  |                   |

|  | Tuleň pacifický |
|  |                 |
|  | Tuleň obecný    |
|  |                 |

|  | \| \| Tuleň kroužkovaný \| \| \| \| \| \| Tuleň bajkalský \| \| \| \| |
|  |                                                                       |
|  | Tuleň kaspický                                                        |
|  |                                                                       |
|  | Tuleň kroužkovaný                                                     |
|  |                                                                       |
|  | Tuleň bajkalský                                                       |
|  |                                                                       |

|  | Tuleň kroužkovaný |
|  |                   |
|  | Tuleň bajkalský   |
|  |                   |

|  | Tuleň pacifický |
|  |                 |
|  | Tuleň obecný    |
|  |                 |

|  | \| \| Tuleň kroužkovaný \| \| \| \| \| \| Tuleň bajkalský \| \| \| \| |
|  |                                                                       |
|  | Tuleň kaspický                                                        |
|  |                                                                       |
|  | Tuleň kroužkovaný                                                     |
|  |                                                                       |
|  | Tuleň bajkalský                                                       |
|  |                                                                       |

|  | Tuleň kroužkovaný |
|  |                   |
|  | Tuleň bajkalský   |
|  |                   |

|  | Tuleň pacifický |
|  |                 |
|  | Tuleň obecný    |
|  |                 |

|  | \| \| Tuleň kroužkovaný \| \| \| \| \| \| Tuleň bajkalský \| \| \| \| |
|  |                                                                       |
|  | Tuleň kaspický                                                        |
|  |                                                                       |
|  | Tuleň kroužkovaný                                                     |
|  |                                                                       |
|  | Tuleň bajkalský                                                       |
|  |                                                                       |

|  | Tuleň kroužkovaný |
|  |                   |
|  | Tuleň bajkalský   |
|  |                   |

|  | Tuleň pacifický |
|  |                 |
|  | Tuleň obecný    |
|  |                 |

|  | Tuleň pruhovaný |
|  |                 |
|  | Tuleň grónský   |
|  |                 |

|  | \| \| Tuleň kroužkovaný \| \| \| \| \| \| Tuleň bajkalský \| \| \| \| |
|  |                                                                       |
|  | Tuleň kaspický                                                        |
|  |                                                                       |
|  | Tuleň kroužkovaný                                                     |
|  |                                                                       |
|  | Tuleň bajkalský                                                       |
|  |                                                                       |

|  | Tuleň kroužkovaný |
|  |                   |
|  | Tuleň bajkalský   |
|  |                   |

|  | Tuleň pacifický |
|  |                 |
|  | Tuleň obecný    |
|  |                 |

|  | \| \| Tuleň kroužkovaný \| \| \| \| \| \| Tuleň bajkalský \| \| \| \| |
|  |                                                                       |
|  | Tuleň kaspický                                                        |
|  |                                                                       |
|  | Tuleň kroužkovaný                                                     |
|  |                                                                       |
|  | Tuleň bajkalský                                                       |
|  |                                                                       |

|  | Tuleň kroužkovaný |
|  |                   |
|  | Tuleň bajkalský   |
|  |                   |

|  | Tuleň pacifický |
|  |                 |
|  | Tuleň obecný    |
|  |                 |

|  | \| \| Tuleň kroužkovaný \| \| \| \| \| \| Tuleň bajkalský \| \| \| \| |
|  |                                                                       |
|  | Tuleň kaspický                                                        |
|  |                                                                       |
|  | Tuleň kroužkovaný                                                     |
|  |                                                                       |
|  | Tuleň bajkalský                                                       |
|  |                                                                       |

|  | Tuleň kroužkovaný |
|  |                   |
|  | Tuleň bajkalský   |
|  |                   |

|  | Tuleň pacifický |
|  |                 |
|  | Tuleň obecný    |
|  |                 |

|  | \| \| Tuleň kroužkovaný \| \| \| \| \| \| Tuleň bajkalský \| \| \| \| |
|  |                                                                       |
|  | Tuleň kaspický                                                        |
|  |                                                                       |
|  | Tuleň kroužkovaný                                                     |
|  |                                                                       |
|  | Tuleň bajkalský                                                       |
|  |                                                                       |

|  | Tuleň kroužkovaný |
|  |                   |
|  | Tuleň bajkalský   |
|  |                   |

|  | Tuleň pacifický |
|  |                 |
|  | Tuleň obecný    |
|  |                 |

|  | Tuleň pruhovaný |
|  |                 |
|  | Tuleň grónský   |
|  |                 |

|  | \| \| Tuleň kroužkovaný \| \| \| \| \| \| Tuleň bajkalský \| \| \| \| |
|  |                                                                       |
|  | Tuleň kaspický                                                        |
|  |                                                                       |
|  | Tuleň kroužkovaný                                                     |
|  |                                                                       |
|  | Tuleň bajkalský                                                       |
|  |                                                                       |

|  | Tuleň kroužkovaný |
|  |                   |
|  | Tuleň bajkalský   |
|  |                   |

|  | Tuleň pacifický |
|  |                 |
|  | Tuleň obecný    |
|  |                 |

|  | \| \| Tuleň kroužkovaný \| \| \| \| \| \| Tuleň bajkalský \| \| \| \| |
|  |                                                                       |
|  | Tuleň kaspický                                                        |
|  |                                                                       |
|  | Tuleň kroužkovaný                                                     |
|  |                                                                       |
|  | Tuleň bajkalský                                                       |
|  |                                                                       |

|  | Tuleň kroužkovaný |
|  |                   |
|  | Tuleň bajkalský   |
|  |                   |

|  | Tuleň pacifický |
|  |                 |
|  | Tuleň obecný    |
|  |                 |

|  | \| \| Tuleň kroužkovaný \| \| \| \| \| \| Tuleň bajkalský \| \| \| \| |
|  |                                                                       |
|  | Tuleň kaspický                                                        |
|  |                                                                       |
|  | Tuleň kroužkovaný                                                     |
|  |                                                                       |
|  | Tuleň bajkalský                                                       |
|  |                                                                       |

|  | Tuleň kroužkovaný |
|  |                   |
|  | Tuleň bajkalský   |
|  |                   |

|  | Tuleň pacifický |
|  |                 |
|  | Tuleň obecný    |
|  |                 |

|  | \| \| Tuleň kroužkovaný \| \| \| \| \| \| Tuleň bajkalský \| \| \| \| |
|  |                                                                       |
|  | Tuleň kaspický                                                        |
|  |                                                                       |
|  | Tuleň kroužkovaný                                                     |
|  |                                                                       |
|  | Tuleň bajkalský                                                       |
|  |                                                                       |

|  | Tuleň kroužkovaný |
|  |                   |
|  | Tuleň bajkalský   |
|  |                   |

|  | Tuleň pacifický |
|  |                 |
|  | Tuleň obecný    |
|  |                 |

|  | Tuleň pruhovaný |
|  |                 |
|  | Tuleň grónský   |
|  |                 |

|  | \| \| Tuleň kroužkovaný \| \| \| \| \| \| Tuleň bajkalský \| \| \| \| |
|  |                                                                       |
|  | Tuleň kaspický                                                        |
|  |                                                                       |
|  | Tuleň kroužkovaný                                                     |
|  |                                                                       |
|  | Tuleň bajkalský                                                       |
|  |                                                                       |

|  | Tuleň kroužkovaný |
|  |                   |
|  | Tuleň bajkalský   |
|  |                   |

|  | Tuleň pacifický |
|  |                 |
|  | Tuleň obecný    |
|  |                 |

|  | \| \| Tuleň kroužkovaný \| \| \| \| \| \| Tuleň bajkalský \| \| \| \| |
|  |                                                                       |
|  | Tuleň kaspický                                                        |
|  |                                                                       |
|  | Tuleň kroužkovaný                                                     |
|  |                                                                       |
|  | Tuleň bajkalský                                                       |
|  |                                                                       |

|  | Tuleň kroužkovaný |
|  |                   |
|  | Tuleň bajkalský   |
|  |                   |

|  | Tuleň pacifický |
|  |                 |
|  | Tuleň obecný    |
|  |                 |

|  | \| \| Tuleň kroužkovaný \| \| \| \| \| \| Tuleň bajkalský \| \| \| \| |
|  |                                                                       |
|  | Tuleň kaspický                                                        |
|  |                                                                       |
|  | Tuleň kroužkovaný                                                     |
|  |                                                                       |
|  | Tuleň bajkalský                                                       |
|  |                                                                       |

|  | Tuleň kroužkovaný |
|  |                   |
|  | Tuleň bajkalský   |
|  |                   |

|  | Tuleň pacifický |
|  |                 |
|  | Tuleň obecný    |
|  |                 |

|  | \| \| Tuleň kroužkovaný \| \| \| \| \| \| Tuleň bajkalský \| \| \| \| |
|  |                                                                       |
|  | Tuleň kaspický                                                        |
|  |                                                                       |
|  | Tuleň kroužkovaný                                                     |
|  |                                                                       |
|  | Tuleň bajkalský                                                       |
|  |                                                                       |

|  | Tuleň kroužkovaný |
|  |                   |
|  | Tuleň bajkalský   |
|  |                   |

|  | Tuleň pacifický |
|  |                 |
|  | Tuleň obecný    |
|  |                 |

|  | Tuleň pruhovaný |
|  |                 |
|  | Tuleň grónský   |
|  |                 |

|  | \| \| Tuleň kroužkovaný \| \| \| \| \| \| Tuleň bajkalský \| \| \| \| |
|  |                                                                       |
|  | Tuleň kaspický                                                        |
|  |                                                                       |
|  | Tuleň kroužkovaný                                                     |
|  |                                                                       |
|  | Tuleň bajkalský                                                       |
|  |                                                                       |

|  | Tuleň kroužkovaný |
|  |                   |
|  | Tuleň bajkalský   |
|  |                   |

|  | Tuleň pacifický |
|  |                 |
|  | Tuleň obecný    |
|  |                 |

|  | \| \| Tuleň kroužkovaný \| \| \| \| \| \| Tuleň bajkalský \| \| \| \| |
|  |                                                                       |
|  | Tuleň kaspický                                                        |
|  |                                                                       |
|  | Tuleň kroužkovaný                                                     |
|  |                                                                       |
|  | Tuleň bajkalský                                                       |
|  |                                                                       |

|  | Tuleň kroužkovaný |
|  |                   |
|  | Tuleň bajkalský   |
|  |                   |

|  | Tuleň pacifický |
|  |                 |
|  | Tuleň obecný    |
|  |                 |

|  | \| \| Tuleň kroužkovaný \| \| \| \| \| \| Tuleň bajkalský \| \| \| \| |
|  |                                                                       |
|  | Tuleň kaspický                                                        |
|  |                                                                       |
|  | Tuleň kroužkovaný                                                     |
|  |                                                                       |
|  | Tuleň bajkalský                                                       |
|  |                                                                       |

|  | Tuleň kroužkovaný |
|  |                   |
|  | Tuleň bajkalský   |
|  |                   |

|  | Tuleň pacifický |
|  |                 |
|  | Tuleň obecný    |
|  |                 |

|  | \| \| Tuleň kroužkovaný \| \| \| \| \| \| Tuleň bajkalský \| \| \| \| |
|  |                                                                       |
|  | Tuleň kaspický                                                        |
|  |                                                                       |
|  | Tuleň kroužkovaný                                                     |
|  |                                                                       |
|  | Tuleň bajkalský                                                       |
|  |                                                                       |

|  | Tuleň kroužkovaný |
|  |                   |
|  | Tuleň bajkalský   |
|  |                   |

|  | Tuleň pacifický |
|  |                 |
|  | Tuleň obecný    |
|  |                 |

|  | Tuleň pruhovaný |
|  |                 |
|  | Tuleň grónský   |
|  |                 |

|  | \| \| Tuleň kroužkovaný \| \| \| \| \| \| Tuleň bajkalský \| \| \| \| |
|  |                                                                       |
|  | Tuleň kaspický                                                        |
|  |                                                                       |
|  | Tuleň kroužkovaný                                                     |
|  |                                                                       |
|  | Tuleň bajkalský                                                       |
|  |                                                                       |

|  | Tuleň kroužkovaný |
|  |                   |
|  | Tuleň bajkalský   |
|  |                   |

|  | Tuleň pacifický |
|  |                 |
|  | Tuleň obecný    |
|  |                 |

|  | \| \| Tuleň kroužkovaný \| \| \| \| \| \| Tuleň bajkalský \| \| \| \| |
|  |                                                                       |
|  | Tuleň kaspický                                                        |
|  |                                                                       |
|  | Tuleň kroužkovaný                                                     |
|  |                                                                       |
|  | Tuleň bajkalský                                                       |
|  |                                                                       |

|  | Tuleň kroužkovaný |
|  |                   |
|  | Tuleň bajkalský   |
|  |                   |

|  | Tuleň pacifický |
|  |                 |
|  | Tuleň obecný    |
|  |                 |

|  | \| \| Tuleň kroužkovaný \| \| \| \| \| \| Tuleň bajkalský \| \| \| \| |
|  |                                                                       |
|  | Tuleň kaspický                                                        |
|  |                                                                       |
|  | Tuleň kroužkovaný                                                     |
|  |                                                                       |
|  | Tuleň bajkalský                                                       |
|  |                                                                       |

|  | Tuleň kroužkovaný |
|  |                   |
|  | Tuleň bajkalský   |
|  |                   |

|  | Tuleň pacifický |
|  |                 |
|  | Tuleň obecný    |
|  |                 |

|  | \| \| Tuleň kroužkovaný \| \| \| \| \| \| Tuleň bajkalský \| \| \| \| |
|  |                                                                       |
|  | Tuleň kaspický                                                        |
|  |                                                                       |
|  | Tuleň kroužkovaný                                                     |
|  |                                                                       |
|  | Tuleň bajkalský                                                       |
|  |                                                                       |

|  | Tuleň kroužkovaný |
|  |                   |
|  | Tuleň bajkalský   |
|  |                   |

|  | Tuleň pacifický |
|  |                 |
|  | Tuleň obecný    |
|  |                 |

|  | Tuleň pruhovaný |
|  |                 |
|  | Tuleň grónský   |
|  |                 |

|  | \| \| Tuleň kroužkovaný \| \| \| \| \| \| Tuleň bajkalský \| \| \| \| |
|  |                                                                       |
|  | Tuleň kaspický                                                        |
|  |                                                                       |
|  | Tuleň kroužkovaný                                                     |
|  |                                                                       |
|  | Tuleň bajkalský                                                       |
|  |                                                                       |

|  | Tuleň kroužkovaný |
|  |                   |
|  | Tuleň bajkalský   |
|  |                   |

|  | Tuleň pacifický |
|  |                 |
|  | Tuleň obecný    |
|  |                 |

|  | \| \| Tuleň kroužkovaný \| \| \| \| \| \| Tuleň bajkalský \| \| \| \| |
|  |                                                                       |
|  | Tuleň kaspický                                                        |
|  |                                                                       |
|  | Tuleň kroužkovaný                                                     |
|  |                                                                       |
|  | Tuleň bajkalský                                                       |
|  |                                                                       |

|  | Tuleň kroužkovaný |
|  |                   |
|  | Tuleň bajkalský   |
|  |                   |

|  | Tuleň pacifický |
|  |                 |
|  | Tuleň obecný    |
|  |                 |

|  | \| \| Tuleň kroužkovaný \| \| \| \| \| \| Tuleň bajkalský \| \| \| \| |
|  |                                                                       |
|  | Tuleň kaspický                                                        |
|  |                                                                       |
|  | Tuleň kroužkovaný                                                     |
|  |                                                                       |
|  | Tuleň bajkalský                                                       |
|  |                                                                       |

|  | Tuleň kroužkovaný |
|  |                   |
|  | Tuleň bajkalský   |
|  |                   |

|  | Tuleň pacifický |
|  |                 |
|  | Tuleň obecný    |
|  |                 |

|  | \| \| Tuleň kroužkovaný \| \| \| \| \| \| Tuleň bajkalský \| \| \| \| |
|  |                                                                       |
|  | Tuleň kaspický                                                        |
|  |                                                                       |
|  | Tuleň kroužkovaný                                                     |
|  |                                                                       |
|  | Tuleň bajkalský                                                       |
|  |                                                                       |

|  | Tuleň kroužkovaný |
|  |                   |
|  | Tuleň bajkalský   |
|  |                   |

|  | Tuleň pacifický |
|  |                 |
|  | Tuleň obecný    |
|  |                 |

|  | Tuleň pruhovaný |
|  |                 |
|  | Tuleň grónský   |
|  |                 |

|  | \| \| Tuleň kroužkovaný \| \| \| \| \| \| Tuleň bajkalský \| \| \| \| |
|  |                                                                       |
|  | Tuleň kaspický                                                        |
|  |                                                                       |
|  | Tuleň kroužkovaný                                                     |
|  |                                                                       |
|  | Tuleň bajkalský                                                       |
|  |                                                                       |

|  | Tuleň kroužkovaný |
|  |                   |
|  | Tuleň bajkalský   |
|  |                   |

|  | Tuleň pacifický |
|  |                 |
|  | Tuleň obecný    |
|  |                 |

|  | \| \| Tuleň kroužkovaný \| \| \| \| \| \| Tuleň bajkalský \| \| \| \| |
|  |                                                                       |
|  | Tuleň kaspický                                                        |
|  |                                                                       |
|  | Tuleň kroužkovaný                                                     |
|  |                                                                       |
|  | Tuleň bajkalský                                                       |
|  |                                                                       |

|  | Tuleň kroužkovaný |
|  |                   |
|  | Tuleň bajkalský   |
|  |                   |

|  | Tuleň pacifický |
|  |                 |
|  | Tuleň obecný    |
|  |                 |

|  | \| \| Tuleň kroužkovaný \| \| \| \| \| \| Tuleň bajkalský \| \| \| \| |
|  |                                                                       |
|  | Tuleň kaspický                                                        |
|  |                                                                       |
|  | Tuleň kroužkovaný                                                     |
|  |                                                                       |
|  | Tuleň bajkalský                                                       |
|  |                                                                       |

|  | Tuleň kroužkovaný |
|  |                   |
|  | Tuleň bajkalský   |
|  |                   |

|  | Tuleň pacifický |
|  |                 |
|  | Tuleň obecný    |
|  |                 |

|  | \| \| Tuleň kroužkovaný \| \| \| \| \| \| Tuleň bajkalský \| \| \| \| |
|  |                                                                       |
|  | Tuleň kaspický                                                        |
|  |                                                                       |
|  | Tuleň kroužkovaný                                                     |
|  |                                                                       |
|  | Tuleň bajkalský                                                       |
|  |                                                                       |

|  | Tuleň kroužkovaný |
|  |                   |
|  | Tuleň bajkalský   |
|  |                   |

|  | Tuleň pacifický |
|  |                 |
|  | Tuleň obecný    |
|  |                 |

|  | Tuleň pruhovaný |
|  |                 |
|  | Tuleň grónský   |
|  |                 |

|  | \| \| Tuleň Weddellův \| \| \| \| \| \| Tuleň leopardí \| \| \| \| |
|  |                                                                    |
|  | Tuleň krabožravý                                                   |
|  |                                                                    |
|  | Tuleň Weddellův                                                    |
|  |                                                                    |
|  | Tuleň leopardí                                                     |
|  |                                                                    |

|  | Tuleň Weddellův |
|  |                 |
|  | Tuleň leopardí  |
|  |                 |

|  | \| \| Tuleň Weddellův \| \| \| \| \| \| Tuleň leopardí \| \| \| \| |
|  |                                                                    |
|  | Tuleň krabožravý                                                   |
|  |                                                                    |
|  | Tuleň Weddellův                                                    |
|  |                                                                    |
|  | Tuleň leopardí                                                     |
|  |                                                                    |

|  | Tuleň Weddellův |
|  |                 |
|  | Tuleň leopardí  |
|  |                 |

|  | Rypouš sloní   |
|  |                |
|  | Rypouš severní |
|  |                |

|  | Tuleň středomořský |
|  |                    |
|  | Tuleň havajský     |
|  |                    |

|  | \| \| Tuleň kroužkovaný \| \| \| \| \| \| Tuleň bajkalský \| \| \| \| |
|  |                                                                       |
|  | Tuleň kaspický                                                        |
|  |                                                                       |
|  | Tuleň kroužkovaný                                                     |
|  |                                                                       |
|  | Tuleň bajkalský                                                       |
|  |                                                                       |

|  | Tuleň kroužkovaný |
|  |                   |
|  | Tuleň bajkalský   |
|  |                   |

|  | Tuleň pacifický |
|  |                 |
|  | Tuleň obecný    |
|  |                 |

|  | \| \| Tuleň kroužkovaný \| \| \| \| \| \| Tuleň bajkalský \| \| \| \| |
|  |                                                                       |
|  | Tuleň kaspický                                                        |
|  |                                                                       |
|  | Tuleň kroužkovaný                                                     |
|  |                                                                       |
|  | Tuleň bajkalský                                                       |
|  |                                                                       |

|  | Tuleň kroužkovaný |
|  |                   |
|  | Tuleň bajkalský   |
|  |                   |

|  | Tuleň pacifický |
|  |                 |
|  | Tuleň obecný    |
|  |                 |

|  | \| \| Tuleň kroužkovaný \| \| \| \| \| \| Tuleň bajkalský \| \| \| \| |
|  |                                                                       |
|  | Tuleň kaspický                                                        |
|  |                                                                       |
|  | Tuleň kroužkovaný                                                     |
|  |                                                                       |
|  | Tuleň bajkalský                                                       |
|  |                                                                       |

|  | Tuleň kroužkovaný |
|  |                   |
|  | Tuleň bajkalský   |
|  |                   |

|  | Tuleň pacifický |
|  |                 |
|  | Tuleň obecný    |
|  |                 |

|  | \| \| Tuleň kroužkovaný \| \| \| \| \| \| Tuleň bajkalský \| \| \| \| |
|  |                                                                       |
|  | Tuleň kaspický                                                        |
|  |                                                                       |
|  | Tuleň kroužkovaný                                                     |
|  |                                                                       |
|  | Tuleň bajkalský                                                       |
|  |                                                                       |

|  | Tuleň kroužkovaný |
|  |                   |
|  | Tuleň bajkalský   |
|  |                   |

|  | Tuleň pacifický |
|  |                 |
|  | Tuleň obecný    |
|  |                 |

|  | Tuleň pruhovaný |
|  |                 |
|  | Tuleň grónský   |
|  |                 |

|  | \| \| Tuleň kroužkovaný \| \| \| \| \| \| Tuleň bajkalský \| \| \| \| |
|  |                                                                       |
|  | Tuleň kaspický                                                        |
|  |                                                                       |
|  | Tuleň kroužkovaný                                                     |
|  |                                                                       |
|  | Tuleň bajkalský                                                       |
|  |                                                                       |

|  | Tuleň kroužkovaný |
|  |                   |
|  | Tuleň bajkalský   |
|  |                   |

|  | Tuleň pacifický |
|  |                 |
|  | Tuleň obecný    |
|  |                 |

|  | \| \| Tuleň kroužkovaný \| \| \| \| \| \| Tuleň bajkalský \| \| \| \| |
|  |                                                                       |
|  | Tuleň kaspický                                                        |
|  |                                                                       |
|  | Tuleň kroužkovaný                                                     |
|  |                                                                       |
|  | Tuleň bajkalský                                                       |
|  |                                                                       |

|  | Tuleň kroužkovaný |
|  |                   |
|  | Tuleň bajkalský   |
|  |                   |

|  | Tuleň pacifický |
|  |                 |
|  | Tuleň obecný    |
|  |                 |

|  | \| \| Tuleň kroužkovaný \| \| \| \| \| \| Tuleň bajkalský \| \| \| \| |
|  |                                                                       |
|  | Tuleň kaspický                                                        |
|  |                                                                       |
|  | Tuleň kroužkovaný                                                     |
|  |                                                                       |
|  | Tuleň bajkalský                                                       |
|  |                                                                       |

|  | Tuleň kroužkovaný |
|  |                   |
|  | Tuleň bajkalský   |
|  |                   |

|  | Tuleň pacifický |
|  |                 |
|  | Tuleň obecný    |
|  |                 |

|  | \| \| Tuleň kroužkovaný \| \| \| \| \| \| Tuleň bajkalský \| \| \| \| |
|  |                                                                       |
|  | Tuleň kaspický                                                        |
|  |                                                                       |
|  | Tuleň kroužkovaný                                                     |
|  |                                                                       |
|  | Tuleň bajkalský                                                       |
|  |                                                                       |

|  | Tuleň kroužkovaný |
|  |                   |
|  | Tuleň bajkalský   |
|  |                   |

|  | Tuleň pacifický |
|  |                 |
|  | Tuleň obecný    |
|  |                 |

|  | Tuleň pruhovaný |
|  |                 |
|  | Tuleň grónský   |
|  |                 |

|  | \| \| Tuleň kroužkovaný \| \| \| \| \| \| Tuleň bajkalský \| \| \| \| |
|  |                                                                       |
|  | Tuleň kaspický                                                        |
|  |                                                                       |
|  | Tuleň kroužkovaný                                                     |
|  |                                                                       |
|  | Tuleň bajkalský                                                       |
|  |                                                                       |

|  | Tuleň kroužkovaný |
|  |                   |
|  | Tuleň bajkalský   |
|  |                   |

|  | Tuleň pacifický |
|  |                 |
|  | Tuleň obecný    |
|  |                 |

|  | \| \| Tuleň kroužkovaný \| \| \| \| \| \| Tuleň bajkalský \| \| \| \| |
|  |                                                                       |
|  | Tuleň kaspický                                                        |
|  |                                                                       |
|  | Tuleň kroužkovaný                                                     |
|  |                                                                       |
|  | Tuleň bajkalský                                                       |
|  |                                                                       |

|  | Tuleň kroužkovaný |
|  |                   |
|  | Tuleň bajkalský   |
|  |                   |

|  | Tuleň pacifický |
|  |                 |
|  | Tuleň obecný    |
|  |                 |

|  | \| \| Tuleň kroužkovaný \| \| \| \| \| \| Tuleň bajkalský \| \| \| \| |
|  |                                                                       |
|  | Tuleň kaspický                                                        |
|  |                                                                       |
|  | Tuleň kroužkovaný                                                     |
|  |                                                                       |
|  | Tuleň bajkalský                                                       |
|  |                                                                       |

|  | Tuleň kroužkovaný |
|  |                   |
|  | Tuleň bajkalský   |
|  |                   |

|  | Tuleň pacifický |
|  |                 |
|  | Tuleň obecný    |
|  |                 |

|  | \| \| Tuleň kroužkovaný \| \| \| \| \| \| Tuleň bajkalský \| \| \| \| |
|  |                                                                       |
|  | Tuleň kaspický                                                        |
|  |                                                                       |
|  | Tuleň kroužkovaný                                                     |
|  |                                                                       |
|  | Tuleň bajkalský                                                       |
|  |                                                                       |

|  | Tuleň kroužkovaný |
|  |                   |
|  | Tuleň bajkalský   |
|  |                   |

|  | Tuleň pacifický |
|  |                 |
|  | Tuleň obecný    |
|  |                 |

|  | Tuleň pruhovaný |
|  |                 |
|  | Tuleň grónský   |
|  |                 |

|  | \| \| Tuleň kroužkovaný \| \| \| \| \| \| Tuleň bajkalský \| \| \| \| |
|  |                                                                       |
|  | Tuleň kaspický                                                        |
|  |                                                                       |
|  | Tuleň kroužkovaný                                                     |
|  |                                                                       |
|  | Tuleň bajkalský                                                       |
|  |                                                                       |

|  | Tuleň kroužkovaný |
|  |                   |
|  | Tuleň bajkalský   |
|  |                   |

|  | Tuleň pacifický |
|  |                 |
|  | Tuleň obecný    |
|  |                 |

|  | \| \| Tuleň kroužkovaný \| \| \| \| \| \| Tuleň bajkalský \| \| \| \| |
|  |                                                                       |
|  | Tuleň kaspický                                                        |
|  |                                                                       |
|  | Tuleň kroužkovaný                                                     |
|  |                                                                       |
|  | Tuleň bajkalský                                                       |
|  |                                                                       |

|  | Tuleň kroužkovaný |
|  |                   |
|  | Tuleň bajkalský   |
|  |                   |

|  | Tuleň pacifický |
|  |                 |
|  | Tuleň obecný    |
|  |                 |

|  | \| \| Tuleň kroužkovaný \| \| \| \| \| \| Tuleň bajkalský \| \| \| \| |
|  |                                                                       |
|  | Tuleň kaspický                                                        |
|  |                                                                       |
|  | Tuleň kroužkovaný                                                     |
|  |                                                                       |
|  | Tuleň bajkalský                                                       |
|  |                                                                       |

|  | Tuleň kroužkovaný |
|  |                   |
|  | Tuleň bajkalský   |
|  |                   |

|  | Tuleň pacifický |
|  |                 |
|  | Tuleň obecný    |
|  |                 |

|  | \| \| Tuleň kroužkovaný \| \| \| \| \| \| Tuleň bajkalský \| \| \| \| |
|  |                                                                       |
|  | Tuleň kaspický                                                        |
|  |                                                                       |
|  | Tuleň kroužkovaný                                                     |
|  |                                                                       |
|  | Tuleň bajkalský                                                       |
|  |                                                                       |

|  | Tuleň kroužkovaný |
|  |                   |
|  | Tuleň bajkalský   |
|  |                   |

|  | Tuleň pacifický |
|  |                 |
|  | Tuleň obecný    |
|  |                 |

|  | Tuleň pruhovaný |
|  |                 |
|  | Tuleň grónský   |
|  |                 |

|  | \| \| Tuleň kroužkovaný \| \| \| \| \| \| Tuleň bajkalský \| \| \| \| |
|  |                                                                       |
|  | Tuleň kaspický                                                        |
|  |                                                                       |
|  | Tuleň kroužkovaný                                                     |
|  |                                                                       |
|  | Tuleň bajkalský                                                       |
|  |                                                                       |

|  | Tuleň kroužkovaný |
|  |                   |
|  | Tuleň bajkalský   |
|  |                   |

|  | Tuleň pacifický |
|  |                 |
|  | Tuleň obecný    |
|  |                 |

|  | \| \| Tuleň kroužkovaný \| \| \| \| \| \| Tuleň bajkalský \| \| \| \| |
|  |                                                                       |
|  | Tuleň kaspický                                                        |
|  |                                                                       |
|  | Tuleň kroužkovaný                                                     |
|  |                                                                       |
|  | Tuleň bajkalský                                                       |
|  |                                                                       |

|  | Tuleň kroužkovaný |
|  |                   |
|  | Tuleň bajkalský   |
|  |                   |

|  | Tuleň pacifický |
|  |                 |
|  | Tuleň obecný    |
|  |                 |

|  | \| \| Tuleň kroužkovaný \| \| \| \| \| \| Tuleň bajkalský \| \| \| \| |
|  |                                                                       |
|  | Tuleň kaspický                                                        |
|  |                                                                       |
|  | Tuleň kroužkovaný                                                     |
|  |                                                                       |
|  | Tuleň bajkalský                                                       |
|  |                                                                       |

|  | Tuleň kroužkovaný |
|  |                   |
|  | Tuleň bajkalský   |
|  |                   |

|  | Tuleň pacifický |
|  |                 |
|  | Tuleň obecný    |
|  |                 |

|  | \| \| Tuleň kroužkovaný \| \| \| \| \| \| Tuleň bajkalský \| \| \| \| |
|  |                                                                       |
|  | Tuleň kaspický                                                        |
|  |                                                                       |
|  | Tuleň kroužkovaný                                                     |
|  |                                                                       |
|  | Tuleň bajkalský                                                       |
|  |                                                                       |

|  | Tuleň kroužkovaný |
|  |                   |
|  | Tuleň bajkalský   |
|  |                   |

|  | Tuleň pacifický |
|  |                 |
|  | Tuleň obecný    |
|  |                 |

|  | Tuleň pruhovaný |
|  |                 |
|  | Tuleň grónský   |
|  |                 |

|  | \| \| Tuleň kroužkovaný \| \| \| \| \| \| Tuleň bajkalský \| \| \| \| |
|  |                                                                       |
|  | Tuleň kaspický                                                        |
|  |                                                                       |
|  | Tuleň kroužkovaný                                                     |
|  |                                                                       |
|  | Tuleň bajkalský                                                       |
|  |                                                                       |

|  | Tuleň kroužkovaný |
|  |                   |
|  | Tuleň bajkalský   |
|  |                   |

|  | Tuleň pacifický |
|  |                 |
|  | Tuleň obecný    |
|  |                 |

|  | \| \| Tuleň kroužkovaný \| \| \| \| \| \| Tuleň bajkalský \| \| \| \| |
|  |                                                                       |
|  | Tuleň kaspický                                                        |
|  |                                                                       |
|  | Tuleň kroužkovaný                                                     |
|  |                                                                       |
|  | Tuleň bajkalský                                                       |
|  |                                                                       |

|  | Tuleň kroužkovaný |
|  |                   |
|  | Tuleň bajkalský   |
|  |                   |

|  | Tuleň pacifický |
|  |                 |
|  | Tuleň obecný    |
|  |                 |

|  | \| \| Tuleň kroužkovaný \| \| \| \| \| \| Tuleň bajkalský \| \| \| \| |
|  |                                                                       |
|  | Tuleň kaspický                                                        |
|  |                                                                       |
|  | Tuleň kroužkovaný                                                     |
|  |                                                                       |
|  | Tuleň bajkalský                                                       |
|  |                                                                       |

|  | Tuleň kroužkovaný |
|  |                   |
|  | Tuleň bajkalský   |
|  |                   |

|  | Tuleň pacifický |
|  |                 |
|  | Tuleň obecný    |
|  |                 |

|  | \| \| Tuleň kroužkovaný \| \| \| \| \| \| Tuleň bajkalský \| \| \| \| |
|  |                                                                       |
|  | Tuleň kaspický                                                        |
|  |                                                                       |
|  | Tuleň kroužkovaný                                                     |
|  |                                                                       |
|  | Tuleň bajkalský                                                       |
|  |                                                                       |

|  | Tuleň kroužkovaný |
|  |                   |
|  | Tuleň bajkalský   |
|  |                   |

|  | Tuleň pacifický |
|  |                 |
|  | Tuleň obecný    |
|  |                 |

|  | Tuleň pruhovaný |
|  |                 |
|  | Tuleň grónský   |
|  |                 |

|  | \| \| Tuleň kroužkovaný \| \| \| \| \| \| Tuleň bajkalský \| \| \| \| |
|  |                                                                       |
|  | Tuleň kaspický                                                        |
|  |                                                                       |
|  | Tuleň kroužkovaný                                                     |
|  |                                                                       |
|  | Tuleň bajkalský                                                       |
|  |                                                                       |

|  | Tuleň kroužkovaný |
|  |                   |
|  | Tuleň bajkalský   |
|  |                   |

|  | Tuleň pacifický |
|  |                 |
|  | Tuleň obecný    |
|  |                 |

|  | \| \| Tuleň kroužkovaný \| \| \| \| \| \| Tuleň bajkalský \| \| \| \| |
|  |                                                                       |
|  | Tuleň kaspický                                                        |
|  |                                                                       |
|  | Tuleň kroužkovaný                                                     |
|  |                                                                       |
|  | Tuleň bajkalský                                                       |
|  |                                                                       |

|  | Tuleň kroužkovaný |
|  |                   |
|  | Tuleň bajkalský   |
|  |                   |

|  | Tuleň pacifický |
|  |                 |
|  | Tuleň obecný    |
|  |                 |

|  | \| \| Tuleň kroužkovaný \| \| \| \| \| \| Tuleň bajkalský \| \| \| \| |
|  |                                                                       |
|  | Tuleň kaspický                                                        |
|  |                                                                       |
|  | Tuleň kroužkovaný                                                     |
|  |                                                                       |
|  | Tuleň bajkalský                                                       |
|  |                                                                       |

|  | Tuleň kroužkovaný |
|  |                   |
|  | Tuleň bajkalský   |
|  |                   |

|  | Tuleň pacifický |
|  |                 |
|  | Tuleň obecný    |
|  |                 |

|  | \| \| Tuleň kroužkovaný \| \| \| \| \| \| Tuleň bajkalský \| \| \| \| |
|  |                                                                       |
|  | Tuleň kaspický                                                        |
|  |                                                                       |
|  | Tuleň kroužkovaný                                                     |
|  |                                                                       |
|  | Tuleň bajkalský                                                       |
|  |                                                                       |

|  | Tuleň kroužkovaný |
|  |                   |
|  | Tuleň bajkalský   |
|  |                   |

|  | Tuleň pacifický |
|  |                 |
|  | Tuleň obecný    |
|  |                 |

|  | Tuleň pruhovaný |
|  |                 |
|  | Tuleň grónský   |
|  |                 |

|  | \| \| Tuleň kroužkovaný \| \| \| \| \| \| Tuleň bajkalský \| \| \| \| |
|  |                                                                       |
|  | Tuleň kaspický                                                        |
|  |                                                                       |
|  | Tuleň kroužkovaný                                                     |
|  |                                                                       |
|  | Tuleň bajkalský                                                       |
|  |                                                                       |

|  | Tuleň kroužkovaný |
|  |                   |
|  | Tuleň bajkalský   |
|  |                   |

|  | Tuleň pacifický |
|  |                 |
|  | Tuleň obecný    |
|  |                 |

|  | \| \| Tuleň kroužkovaný \| \| \| \| \| \| Tuleň bajkalský \| \| \| \| |
|  |                                                                       |
|  | Tuleň kaspický                                                        |
|  |                                                                       |
|  | Tuleň kroužkovaný                                                     |
|  |                                                                       |
|  | Tuleň bajkalský                                                       |
|  |                                                                       |

|  | Tuleň kroužkovaný |
|  |                   |
|  | Tuleň bajkalský   |
|  |                   |

|  | Tuleň pacifický |
|  |                 |
|  | Tuleň obecný    |
|  |                 |

|  | \| \| Tuleň kroužkovaný \| \| \| \| \| \| Tuleň bajkalský \| \| \| \| |
|  |                                                                       |
|  | Tuleň kaspický                                                        |
|  |                                                                       |
|  | Tuleň kroužkovaný                                                     |
|  |                                                                       |
|  | Tuleň bajkalský                                                       |
|  |                                                                       |

|  | Tuleň kroužkovaný |
|  |                   |
|  | Tuleň bajkalský   |
|  |                   |

|  | Tuleň pacifický |
|  |                 |
|  | Tuleň obecný    |
|  |                 |

|  | \| \| Tuleň kroužkovaný \| \| \| \| \| \| Tuleň bajkalský \| \| \| \| |
|  |                                                                       |
|  | Tuleň kaspický                                                        |
|  |                                                                       |
|  | Tuleň kroužkovaný                                                     |
|  |                                                                       |
|  | Tuleň bajkalský                                                       |
|  |                                                                       |

|  | Tuleň kroužkovaný |
|  |                   |
|  | Tuleň bajkalský   |
|  |                   |

|  | Tuleň pacifický |
|  |                 |
|  | Tuleň obecný    |
|  |                 |

|  | Tuleň pruhovaný |
|  |                 |
|  | Tuleň grónský   |
|  |                 |

|  | \| \| Tuleň Weddellův \| \| \| \| \| \| Tuleň leopardí \| \| \| \| |
|  |                                                                    |
|  | Tuleň krabožravý                                                   |
|  |                                                                    |
|  | Tuleň Weddellův                                                    |
|  |                                                                    |
|  | Tuleň leopardí                                                     |
|  |                                                                    |

|  | Tuleň Weddellův |
|  |                 |
|  | Tuleň leopardí  |
|  |                 |

|  | \| \| Tuleň Weddellův \| \| \| \| \| \| Tuleň leopardí \| \| \| \| |
|  |                                                                    |
|  | Tuleň krabožravý                                                   |
|  |                                                                    |
|  | Tuleň Weddellův                                                    |
|  |                                                                    |
|  | Tuleň leopardí                                                     |
|  |                                                                    |

|  | Tuleň Weddellův |
|  |                 |
|  | Tuleň leopardí  |
|  |                 |

|  | \| \| Tuleň kroužkovaný \| \| \| \| \| \| Tuleň bajkalský \| \| \| \| |
|  |                                                                       |
|  | Tuleň kaspický                                                        |
|  |                                                                       |
|  | Tuleň kroužkovaný                                                     |
|  |                                                                       |
|  | Tuleň bajkalský                                                       |
|  |                                                                       |

|  | Tuleň kroužkovaný |
|  |                   |
|  | Tuleň bajkalský   |
|  |                   |

|  | Tuleň pacifický |
|  |                 |
|  | Tuleň obecný    |
|  |                 |

|  | \| \| Tuleň kroužkovaný \| \| \| \| \| \| Tuleň bajkalský \| \| \| \| |
|  |                                                                       |
|  | Tuleň kaspický                                                        |
|  |                                                                       |
|  | Tuleň kroužkovaný                                                     |
|  |                                                                       |
|  | Tuleň bajkalský                                                       |
|  |                                                                       |

|  | Tuleň kroužkovaný |
|  |                   |
|  | Tuleň bajkalský   |
|  |                   |

|  | Tuleň pacifický |
|  |                 |
|  | Tuleň obecný    |
|  |                 |

|  | \| \| Tuleň kroužkovaný \| \| \| \| \| \| Tuleň bajkalský \| \| \| \| |
|  |                                                                       |
|  | Tuleň kaspický                                                        |
|  |                                                                       |
|  | Tuleň kroužkovaný                                                     |
|  |                                                                       |
|  | Tuleň bajkalský                                                       |
|  |                                                                       |

|  | Tuleň kroužkovaný |
|  |                   |
|  | Tuleň bajkalský   |
|  |                   |

|  | Tuleň pacifický |
|  |                 |
|  | Tuleň obecný    |
|  |                 |

|  | \| \| Tuleň kroužkovaný \| \| \| \| \| \| Tuleň bajkalský \| \| \| \| |
|  |                                                                       |
|  | Tuleň kaspický                                                        |
|  |                                                                       |
|  | Tuleň kroužkovaný                                                     |
|  |                                                                       |
|  | Tuleň bajkalský                                                       |
|  |                                                                       |

|  | Tuleň kroužkovaný |
|  |                   |
|  | Tuleň bajkalský   |
|  |                   |

|  | Tuleň pacifický |
|  |                 |
|  | Tuleň obecný    |
|  |                 |

|  | Tuleň pruhovaný |
|  |                 |
|  | Tuleň grónský   |
|  |                 |

|  | \| \| Tuleň kroužkovaný \| \| \| \| \| \| Tuleň bajkalský \| \| \| \| |
|  |                                                                       |
|  | Tuleň kaspický                                                        |
|  |                                                                       |
|  | Tuleň kroužkovaný                                                     |
|  |                                                                       |
|  | Tuleň bajkalský                                                       |
|  |                                                                       |

|  | Tuleň kroužkovaný |
|  |                   |
|  | Tuleň bajkalský   |
|  |                   |

|  | Tuleň pacifický |
|  |                 |
|  | Tuleň obecný    |
|  |                 |

|  | \| \| Tuleň kroužkovaný \| \| \| \| \| \| Tuleň bajkalský \| \| \| \| |
|  |                                                                       |
|  | Tuleň kaspický                                                        |
|  |                                                                       |
|  | Tuleň kroužkovaný                                                     |
|  |                                                                       |
|  | Tuleň bajkalský                                                       |
|  |                                                                       |

|  | Tuleň kroužkovaný |
|  |                   |
|  | Tuleň bajkalský   |
|  |                   |

|  | Tuleň pacifický |
|  |                 |
|  | Tuleň obecný    |
|  |                 |

|  | \| \| Tuleň kroužkovaný \| \| \| \| \| \| Tuleň bajkalský \| \| \| \| |
|  |                                                                       |
|  | Tuleň kaspický                                                        |
|  |                                                                       |
|  | Tuleň kroužkovaný                                                     |
|  |                                                                       |
|  | Tuleň bajkalský                                                       |
|  |                                                                       |

|  | Tuleň kroužkovaný |
|  |                   |
|  | Tuleň bajkalský   |
|  |                   |

|  | Tuleň pacifický |
|  |                 |
|  | Tuleň obecný    |
|  |                 |

|  | \| \| Tuleň kroužkovaný \| \| \| \| \| \| Tuleň bajkalský \| \| \| \| |
|  |                                                                       |
|  | Tuleň kaspický                                                        |
|  |                                                                       |
|  | Tuleň kroužkovaný                                                     |
|  |                                                                       |
|  | Tuleň bajkalský                                                       |
|  |                                                                       |

|  | Tuleň kroužkovaný |
|  |                   |
|  | Tuleň bajkalský   |
|  |                   |

|  | Tuleň pacifický |
|  |                 |
|  | Tuleň obecný    |
|  |                 |

|  | Tuleň pruhovaný |
|  |                 |
|  | Tuleň grónský   |
|  |                 |

|  | \| \| Tuleň kroužkovaný \| \| \| \| \| \| Tuleň bajkalský \| \| \| \| |
|  |                                                                       |
|  | Tuleň kaspický                                                        |
|  |                                                                       |
|  | Tuleň kroužkovaný                                                     |
|  |                                                                       |
|  | Tuleň bajkalský                                                       |
|  |                                                                       |

|  | Tuleň kroužkovaný |
|  |                   |
|  | Tuleň bajkalský   |
|  |                   |

|  | Tuleň pacifický |
|  |                 |
|  | Tuleň obecný    |
|  |                 |

|  | \| \| Tuleň kroužkovaný \| \| \| \| \| \| Tuleň bajkalský \| \| \| \| |
|  |                                                                       |
|  | Tuleň kaspický                                                        |
|  |                                                                       |
|  | Tuleň kroužkovaný                                                     |
|  |                                                                       |
|  | Tuleň bajkalský                                                       |
|  |                                                                       |

|  | Tuleň kroužkovaný |
|  |                   |
|  | Tuleň bajkalský   |
|  |                   |

|  | Tuleň pacifický |
|  |                 |
|  | Tuleň obecný    |
|  |                 |

|  | \| \| Tuleň kroužkovaný \| \| \| \| \| \| Tuleň bajkalský \| \| \| \| |
|  |                                                                       |
|  | Tuleň kaspický                                                        |
|  |                                                                       |
|  | Tuleň kroužkovaný                                                     |
|  |                                                                       |
|  | Tuleň bajkalský                                                       |
|  |                                                                       |

|  | Tuleň kroužkovaný |
|  |                   |
|  | Tuleň bajkalský   |
|  |                   |

|  | Tuleň pacifický |
|  |                 |
|  | Tuleň obecný    |
|  |                 |

|  | \| \| Tuleň kroužkovaný \| \| \| \| \| \| Tuleň bajkalský \| \| \| \| |
|  |                                                                       |
|  | Tuleň kaspický                                                        |
|  |                                                                       |
|  | Tuleň kroužkovaný                                                     |
|  |                                                                       |
|  | Tuleň bajkalský                                                       |
|  |                                                                       |

|  | Tuleň kroužkovaný |
|  |                   |
|  | Tuleň bajkalský   |
|  |                   |

|  | Tuleň pacifický |
|  |                 |
|  | Tuleň obecný    |
|  |                 |

|  | Tuleň pruhovaný |
|  |                 |
|  | Tuleň grónský   |
|  |                 |

|  | \| \| Tuleň kroužkovaný \| \| \| \| \| \| Tuleň bajkalský \| \| \| \| |
|  |                                                                       |
|  | Tuleň kaspický                                                        |
|  |                                                                       |
|  | Tuleň kroužkovaný                                                     |
|  |                                                                       |
|  | Tuleň bajkalský                                                       |
|  |                                                                       |

|  | Tuleň kroužkovaný |
|  |                   |
|  | Tuleň bajkalský   |
|  |                   |

|  | Tuleň pacifický |
|  |                 |
|  | Tuleň obecný    |
|  |                 |

|  | \| \| Tuleň kroužkovaný \| \| \| \| \| \| Tuleň bajkalský \| \| \| \| |
|  |                                                                       |
|  | Tuleň kaspický                                                        |
|  |                                                                       |
|  | Tuleň kroužkovaný                                                     |
|  |                                                                       |
|  | Tuleň bajkalský                                                       |
|  |                                                                       |

|  | Tuleň kroužkovaný |
|  |                   |
|  | Tuleň bajkalský   |
|  |                   |

|  | Tuleň pacifický |
|  |                 |
|  | Tuleň obecný    |
|  |                 |

|  | \| \| Tuleň kroužkovaný \| \| \| \| \| \| Tuleň bajkalský \| \| \| \| |
|  |                                                                       |
|  | Tuleň kaspický                                                        |
|  |                                                                       |
|  | Tuleň kroužkovaný                                                     |
|  |                                                                       |
|  | Tuleň bajkalský                                                       |
|  |                                                                       |

|  | Tuleň kroužkovaný |
|  |                   |
|  | Tuleň bajkalský   |
|  |                   |

|  | Tuleň pacifický |
|  |                 |
|  | Tuleň obecný    |
|  |                 |

|  | \| \| Tuleň kroužkovaný \| \| \| \| \| \| Tuleň bajkalský \| \| \| \| |
|  |                                                                       |
|  | Tuleň kaspický                                                        |
|  |                                                                       |
|  | Tuleň kroužkovaný                                                     |
|  |                                                                       |
|  | Tuleň bajkalský                                                       |
|  |                                                                       |

|  | Tuleň kroužkovaný |
|  |                   |
|  | Tuleň bajkalský   |
|  |                   |

|  | Tuleň pacifický |
|  |                 |
|  | Tuleň obecný    |
|  |                 |

|  | Tuleň pruhovaný |
|  |                 |
|  | Tuleň grónský   |
|  |                 |

|  | \| \| Tuleň kroužkovaný \| \| \| \| \| \| Tuleň bajkalský \| \| \| \| |
|  |                                                                       |
|  | Tuleň kaspický                                                        |
|  |                                                                       |
|  | Tuleň kroužkovaný                                                     |
|  |                                                                       |
|  | Tuleň bajkalský                                                       |
|  |                                                                       |

|  | Tuleň kroužkovaný |
|  |                   |
|  | Tuleň bajkalský   |
|  |                   |

|  | Tuleň pacifický |
|  |                 |
|  | Tuleň obecný    |
|  |                 |

|  | \| \| Tuleň kroužkovaný \| \| \| \| \| \| Tuleň bajkalský \| \| \| \| |
|  |                                                                       |
|  | Tuleň kaspický                                                        |
|  |                                                                       |
|  | Tuleň kroužkovaný                                                     |
|  |                                                                       |
|  | Tuleň bajkalský                                                       |
|  |                                                                       |

|  | Tuleň kroužkovaný |
|  |                   |
|  | Tuleň bajkalský   |
|  |                   |

|  | Tuleň pacifický |
|  |                 |
|  | Tuleň obecný    |
|  |                 |

|  | \| \| Tuleň kroužkovaný \| \| \| \| \| \| Tuleň bajkalský \| \| \| \| |
|  |                                                                       |
|  | Tuleň kaspický                                                        |
|  |                                                                       |
|  | Tuleň kroužkovaný                                                     |
|  |                                                                       |
|  | Tuleň bajkalský                                                       |
|  |                                                                       |

|  | Tuleň kroužkovaný |
|  |                   |
|  | Tuleň bajkalský   |
|  |                   |

|  | Tuleň pacifický |
|  |                 |
|  | Tuleň obecný    |
|  |                 |

|  | \| \| Tuleň kroužkovaný \| \| \| \| \| \| Tuleň bajkalský \| \| \| \| |
|  |                                                                       |
|  | Tuleň kaspický                                                        |
|  |                                                                       |
|  | Tuleň kroužkovaný                                                     |
|  |                                                                       |
|  | Tuleň bajkalský                                                       |
|  |                                                                       |

|  | Tuleň kroužkovaný |
|  |                   |
|  | Tuleň bajkalský   |
|  |                   |

|  | Tuleň pacifický |
|  |                 |
|  | Tuleň obecný    |
|  |                 |

|  | Tuleň pruhovaný |
|  |                 |
|  | Tuleň grónský   |
|  |                 |

|  | \| \| Tuleň kroužkovaný \| \| \| \| \| \| Tuleň bajkalský \| \| \| \| |
|  |                                                                       |
|  | Tuleň kaspický                                                        |
|  |                                                                       |
|  | Tuleň kroužkovaný                                                     |
|  |                                                                       |
|  | Tuleň bajkalský                                                       |
|  |                                                                       |

|  | Tuleň kroužkovaný |
|  |                   |
|  | Tuleň bajkalský   |
|  |                   |

|  | Tuleň pacifický |
|  |                 |
|  | Tuleň obecný    |
|  |                 |

|  | \| \| Tuleň kroužkovaný \| \| \| \| \| \| Tuleň bajkalský \| \| \| \| |
|  |                                                                       |
|  | Tuleň kaspický                                                        |
|  |                                                                       |
|  | Tuleň kroužkovaný                                                     |
|  |                                                                       |
|  | Tuleň bajkalský                                                       |
|  |                                                                       |

|  | Tuleň kroužkovaný |
|  |                   |
|  | Tuleň bajkalský   |
|  |                   |

|  | Tuleň pacifický |
|  |                 |
|  | Tuleň obecný    |
|  |                 |

|  | \| \| Tuleň kroužkovaný \| \| \| \| \| \| Tuleň bajkalský \| \| \| \| |
|  |                                                                       |
|  | Tuleň kaspický                                                        |
|  |                                                                       |
|  | Tuleň kroužkovaný                                                     |
|  |                                                                       |
|  | Tuleň bajkalský                                                       |
|  |                                                                       |

|  | Tuleň kroužkovaný |
|  |                   |
|  | Tuleň bajkalský   |
|  |                   |

|  | Tuleň pacifický |
|  |                 |
|  | Tuleň obecný    |
|  |                 |

|  | \| \| Tuleň kroužkovaný \| \| \| \| \| \| Tuleň bajkalský \| \| \| \| |
|  |                                                                       |
|  | Tuleň kaspický                                                        |
|  |                                                                       |
|  | Tuleň kroužkovaný                                                     |
|  |                                                                       |
|  | Tuleň bajkalský                                                       |
|  |                                                                       |

|  | Tuleň kroužkovaný |
|  |                   |
|  | Tuleň bajkalský   |
|  |                   |

|  | Tuleň pacifický |
|  |                 |
|  | Tuleň obecný    |
|  |                 |

|  | Tuleň pruhovaný |
|  |                 |
|  | Tuleň grónský   |
|  |                 |

|  | \| \| Tuleň kroužkovaný \| \| \| \| \| \| Tuleň bajkalský \| \| \| \| |
|  |                                                                       |
|  | Tuleň kaspický                                                        |
|  |                                                                       |
|  | Tuleň kroužkovaný                                                     |
|  |                                                                       |
|  | Tuleň bajkalský                                                       |
|  |                                                                       |

|  | Tuleň kroužkovaný |
|  |                   |
|  | Tuleň bajkalský   |
|  |                   |

|  | Tuleň pacifický |
|  |                 |
|  | Tuleň obecný    |
|  |                 |

|  | \| \| Tuleň kroužkovaný \| \| \| \| \| \| Tuleň bajkalský \| \| \| \| |
|  |                                                                       |
|  | Tuleň kaspický                                                        |
|  |                                                                       |
|  | Tuleň kroužkovaný                                                     |
|  |                                                                       |
|  | Tuleň bajkalský                                                       |
|  |                                                                       |

|  | Tuleň kroužkovaný |
|  |                   |
|  | Tuleň bajkalský   |
|  |                   |

|  | Tuleň pacifický |
|  |                 |
|  | Tuleň obecný    |
|  |                 |

|  | \| \| Tuleň kroužkovaný \| \| \| \| \| \| Tuleň bajkalský \| \| \| \| |
|  |                                                                       |
|  | Tuleň kaspický                                                        |
|  |                                                                       |
|  | Tuleň kroužkovaný                                                     |
|  |                                                                       |
|  | Tuleň bajkalský                                                       |
|  |                                                                       |

|  | Tuleň kroužkovaný |
|  |                   |
|  | Tuleň bajkalský   |
|  |                   |

|  | Tuleň pacifický |
|  |                 |
|  | Tuleň obecný    |
|  |                 |

|  | \| \| Tuleň kroužkovaný \| \| \| \| \| \| Tuleň bajkalský \| \| \| \| |
|  |                                                                       |
|  | Tuleň kaspický                                                        |
|  |                                                                       |
|  | Tuleň kroužkovaný                                                     |
|  |                                                                       |
|  | Tuleň bajkalský                                                       |
|  |                                                                       |

|  | Tuleň kroužkovaný |
|  |                   |
|  | Tuleň bajkalský   |
|  |                   |

|  | Tuleň pacifický |
|  |                 |
|  | Tuleň obecný    |
|  |                 |

|  | Tuleň pruhovaný |
|  |                 |
|  | Tuleň grónský   |
|  |                 |

|  | \| \| Tuleň kroužkovaný \| \| \| \| \| \| Tuleň bajkalský \| \| \| \| |
|  |                                                                       |
|  | Tuleň kaspický                                                        |
|  |                                                                       |
|  | Tuleň kroužkovaný                                                     |
|  |                                                                       |
|  | Tuleň bajkalský                                                       |
|  |                                                                       |

|  | Tuleň kroužkovaný |
|  |                   |
|  | Tuleň bajkalský   |
|  |                   |

|  | Tuleň pacifický |
|  |                 |
|  | Tuleň obecný    |
|  |                 |

|  | \| \| Tuleň kroužkovaný \| \| \| \| \| \| Tuleň bajkalský \| \| \| \| |
|  |                                                                       |
|  | Tuleň kaspický                                                        |
|  |                                                                       |
|  | Tuleň kroužkovaný                                                     |
|  |                                                                       |
|  | Tuleň bajkalský                                                       |
|  |                                                                       |

|  | Tuleň kroužkovaný |
|  |                   |
|  | Tuleň bajkalský   |
|  |                   |

|  | Tuleň pacifický |
|  |                 |
|  | Tuleň obecný    |
|  |                 |

|  | \| \| Tuleň kroužkovaný \| \| \| \| \| \| Tuleň bajkalský \| \| \| \| |
|  |                                                                       |
|  | Tuleň kaspický                                                        |
|  |                                                                       |
|  | Tuleň kroužkovaný                                                     |
|  |                                                                       |
|  | Tuleň bajkalský                                                       |
|  |                                                                       |

|  | Tuleň kroužkovaný |
|  |                   |
|  | Tuleň bajkalský   |
|  |                   |

|  | Tuleň pacifický |
|  |                 |
|  | Tuleň obecný    |
|  |                 |

|  | \| \| Tuleň kroužkovaný \| \| \| \| \| \| Tuleň bajkalský \| \| \| \| |
|  |                                                                       |
|  | Tuleň kaspický                                                        |
|  |                                                                       |
|  | Tuleň kroužkovaný                                                     |
|  |                                                                       |
|  | Tuleň bajkalský                                                       |
|  |                                                                       |

|  | Tuleň kroužkovaný |
|  |                   |
|  | Tuleň bajkalský   |
|  |                   |

|  | Tuleň pacifický |
|  |                 |
|  | Tuleň obecný    |
|  |                 |

|  | Tuleň pruhovaný |
|  |                 |
|  | Tuleň grónský   |
|  |                 |

|  | \| \| Tuleň Weddellův \| \| \| \| \| \| Tuleň leopardí \| \| \| \| |
|  |                                                                    |
|  | Tuleň krabožravý                                                   |
|  |                                                                    |
|  | Tuleň Weddellův                                                    |
|  |                                                                    |
|  | Tuleň leopardí                                                     |
|  |                                                                    |

|  | Tuleň Weddellův |
|  |                 |
|  | Tuleň leopardí  |
|  |                 |

|  | \| \| Tuleň Weddellův \| \| \| \| \| \| Tuleň leopardí \| \| \| \| |
|  |                                                                    |
|  | Tuleň krabožravý                                                   |
|  |                                                                    |
|  | Tuleň Weddellův                                                    |
|  |                                                                    |
|  | Tuleň leopardí                                                     |
|  |                                                                    |

|  | Tuleň Weddellův |
|  |                 |
|  | Tuleň leopardí  |
|  |                 |

|  | Rypouš sloní   |
|  |                |
|  | Rypouš severní |
|  |                |

|  | \| \| Tuleň kroužkovaný \| \| \| \| \| \| Tuleň bajkalský \| \| \| \| |
|  |                                                                       |
|  | Tuleň kaspický                                                        |
|  |                                                                       |
|  | Tuleň kroužkovaný                                                     |
|  |                                                                       |
|  | Tuleň bajkalský                                                       |
|  |                                                                       |

|  | Tuleň kroužkovaný |
|  |                   |
|  | Tuleň bajkalský   |
|  |                   |

|  | Tuleň pacifický |
|  |                 |
|  | Tuleň obecný    |
|  |                 |

|  | \| \| Tuleň kroužkovaný \| \| \| \| \| \| Tuleň bajkalský \| \| \| \| |
|  |                                                                       |
|  | Tuleň kaspický                                                        |
|  |                                                                       |
|  | Tuleň kroužkovaný                                                     |
|  |                                                                       |
|  | Tuleň bajkalský                                                       |
|  |                                                                       |

|  | Tuleň kroužkovaný |
|  |                   |
|  | Tuleň bajkalský   |
|  |                   |

|  | Tuleň pacifický |
|  |                 |
|  | Tuleň obecný    |
|  |                 |

|  | \| \| Tuleň kroužkovaný \| \| \| \| \| \| Tuleň bajkalský \| \| \| \| |
|  |                                                                       |
|  | Tuleň kaspický                                                        |
|  |                                                                       |
|  | Tuleň kroužkovaný                                                     |
|  |                                                                       |
|  | Tuleň bajkalský                                                       |
|  |                                                                       |

|  | Tuleň kroužkovaný |
|  |                   |
|  | Tuleň bajkalský   |
|  |                   |

|  | Tuleň pacifický |
|  |                 |
|  | Tuleň obecný    |
|  |                 |

|  | \| \| Tuleň kroužkovaný \| \| \| \| \| \| Tuleň bajkalský \| \| \| \| |
|  |                                                                       |
|  | Tuleň kaspický                                                        |
|  |                                                                       |
|  | Tuleň kroužkovaný                                                     |
|  |                                                                       |
|  | Tuleň bajkalský                                                       |
|  |                                                                       |

|  | Tuleň kroužkovaný |
|  |                   |
|  | Tuleň bajkalský   |
|  |                   |

|  | Tuleň pacifický |
|  |                 |
|  | Tuleň obecný    |
|  |                 |

|  | Tuleň pruhovaný |
|  |                 |
|  | Tuleň grónský   |
|  |                 |

|  | \| \| Tuleň kroužkovaný \| \| \| \| \| \| Tuleň bajkalský \| \| \| \| |
|  |                                                                       |
|  | Tuleň kaspický                                                        |
|  |                                                                       |
|  | Tuleň kroužkovaný                                                     |
|  |                                                                       |
|  | Tuleň bajkalský                                                       |
|  |                                                                       |

|  | Tuleň kroužkovaný |
|  |                   |
|  | Tuleň bajkalský   |
|  |                   |

|  | Tuleň pacifický |
|  |                 |
|  | Tuleň obecný    |
|  |                 |

|  | \| \| Tuleň kroužkovaný \| \| \| \| \| \| Tuleň bajkalský \| \| \| \| |
|  |                                                                       |
|  | Tuleň kaspický                                                        |
|  |                                                                       |
|  | Tuleň kroužkovaný                                                     |
|  |                                                                       |
|  | Tuleň bajkalský                                                       |
|  |                                                                       |

|  | Tuleň kroužkovaný |
|  |                   |
|  | Tuleň bajkalský   |
|  |                   |

|  | Tuleň pacifický |
|  |                 |
|  | Tuleň obecný    |
|  |                 |

|  | \| \| Tuleň kroužkovaný \| \| \| \| \| \| Tuleň bajkalský \| \| \| \| |
|  |                                                                       |
|  | Tuleň kaspický                                                        |
|  |                                                                       |
|  | Tuleň kroužkovaný                                                     |
|  |                                                                       |
|  | Tuleň bajkalský                                                       |
|  |                                                                       |

|  | Tuleň kroužkovaný |
|  |                   |
|  | Tuleň bajkalský   |
|  |                   |

|  | Tuleň pacifický |
|  |                 |
|  | Tuleň obecný    |
|  |                 |

|  | \| \| Tuleň kroužkovaný \| \| \| \| \| \| Tuleň bajkalský \| \| \| \| |
|  |                                                                       |
|  | Tuleň kaspický                                                        |
|  |                                                                       |
|  | Tuleň kroužkovaný                                                     |
|  |                                                                       |
|  | Tuleň bajkalský                                                       |
|  |                                                                       |

|  | Tuleň kroužkovaný |
|  |                   |
|  | Tuleň bajkalský   |
|  |                   |

|  | Tuleň pacifický |
|  |                 |
|  | Tuleň obecný    |
|  |                 |

|  | Tuleň pruhovaný |
|  |                 |
|  | Tuleň grónský   |
|  |                 |

|  | \| \| Tuleň kroužkovaný \| \| \| \| \| \| Tuleň bajkalský \| \| \| \| |
|  |                                                                       |
|  | Tuleň kaspický                                                        |
|  |                                                                       |
|  | Tuleň kroužkovaný                                                     |
|  |                                                                       |
|  | Tuleň bajkalský                                                       |
|  |                                                                       |

|  | Tuleň kroužkovaný |
|  |                   |
|  | Tuleň bajkalský   |
|  |                   |

|  | Tuleň pacifický |
|  |                 |
|  | Tuleň obecný    |
|  |                 |

|  | \| \| Tuleň kroužkovaný \| \| \| \| \| \| Tuleň bajkalský \| \| \| \| |
|  |                                                                       |
|  | Tuleň kaspický                                                        |
|  |                                                                       |
|  | Tuleň kroužkovaný                                                     |
|  |                                                                       |
|  | Tuleň bajkalský                                                       |
|  |                                                                       |

|  | Tuleň kroužkovaný |
|  |                   |
|  | Tuleň bajkalský   |
|  |                   |

|  | Tuleň pacifický |
|  |                 |
|  | Tuleň obecný    |
|  |                 |

|  | \| \| Tuleň kroužkovaný \| \| \| \| \| \| Tuleň bajkalský \| \| \| \| |
|  |                                                                       |
|  | Tuleň kaspický                                                        |
|  |                                                                       |
|  | Tuleň kroužkovaný                                                     |
|  |                                                                       |
|  | Tuleň bajkalský                                                       |
|  |                                                                       |

|  | Tuleň kroužkovaný |
|  |                   |
|  | Tuleň bajkalský   |
|  |                   |

|  | Tuleň pacifický |
|  |                 |
|  | Tuleň obecný    |
|  |                 |

|  | \| \| Tuleň kroužkovaný \| \| \| \| \| \| Tuleň bajkalský \| \| \| \| |
|  |                                                                       |
|  | Tuleň kaspický                                                        |
|  |                                                                       |
|  | Tuleň kroužkovaný                                                     |
|  |                                                                       |
|  | Tuleň bajkalský                                                       |
|  |                                                                       |

|  | Tuleň kroužkovaný |
|  |                   |
|  | Tuleň bajkalský   |
|  |                   |

|  | Tuleň pacifický |
|  |                 |
|  | Tuleň obecný    |
|  |                 |

|  | Tuleň pruhovaný |
|  |                 |
|  | Tuleň grónský   |
|  |                 |

|  | \| \| Tuleň kroužkovaný \| \| \| \| \| \| Tuleň bajkalský \| \| \| \| |
|  |                                                                       |
|  | Tuleň kaspický                                                        |
|  |                                                                       |
|  | Tuleň kroužkovaný                                                     |
|  |                                                                       |
|  | Tuleň bajkalský                                                       |
|  |                                                                       |

|  | Tuleň kroužkovaný |
|  |                   |
|  | Tuleň bajkalský   |
|  |                   |

|  | Tuleň pacifický |
|  |                 |
|  | Tuleň obecný    |
|  |                 |

|  | \| \| Tuleň kroužkovaný \| \| \| \| \| \| Tuleň bajkalský \| \| \| \| |
|  |                                                                       |
|  | Tuleň kaspický                                                        |
|  |                                                                       |
|  | Tuleň kroužkovaný                                                     |
|  |                                                                       |
|  | Tuleň bajkalský                                                       |
|  |                                                                       |

|  | Tuleň kroužkovaný |
|  |                   |
|  | Tuleň bajkalský   |
|  |                   |

|  | Tuleň pacifický |
|  |                 |
|  | Tuleň obecný    |
|  |                 |

|  | \| \| Tuleň kroužkovaný \| \| \| \| \| \| Tuleň bajkalský \| \| \| \| |
|  |                                                                       |
|  | Tuleň kaspický                                                        |
|  |                                                                       |
|  | Tuleň kroužkovaný                                                     |
|  |                                                                       |
|  | Tuleň bajkalský                                                       |
|  |                                                                       |

|  | Tuleň kroužkovaný |
|  |                   |
|  | Tuleň bajkalský   |
|  |                   |

|  | Tuleň pacifický |
|  |                 |
|  | Tuleň obecný    |
|  |                 |

|  | \| \| Tuleň kroužkovaný \| \| \| \| \| \| Tuleň bajkalský \| \| \| \| |
|  |                                                                       |
|  | Tuleň kaspický                                                        |
|  |                                                                       |
|  | Tuleň kroužkovaný                                                     |
|  |                                                                       |
|  | Tuleň bajkalský                                                       |
|  |                                                                       |

|  | Tuleň kroužkovaný |
|  |                   |
|  | Tuleň bajkalský   |
|  |                   |

|  | Tuleň pacifický |
|  |                 |
|  | Tuleň obecný    |
|  |                 |

|  | Tuleň pruhovaný |
|  |                 |
|  | Tuleň grónský   |
|  |                 |

|  | \| \| Tuleň kroužkovaný \| \| \| \| \| \| Tuleň bajkalský \| \| \| \| |
|  |                                                                       |
|  | Tuleň kaspický                                                        |
|  |                                                                       |
|  | Tuleň kroužkovaný                                                     |
|  |                                                                       |
|  | Tuleň bajkalský                                                       |
|  |                                                                       |

|  | Tuleň kroužkovaný |
|  |                   |
|  | Tuleň bajkalský   |
|  |                   |

|  | Tuleň pacifický |
|  |                 |
|  | Tuleň obecný    |
|  |                 |

|  | \| \| Tuleň kroužkovaný \| \| \| \| \| \| Tuleň bajkalský \| \| \| \| |
|  |                                                                       |
|  | Tuleň kaspický                                                        |
|  |                                                                       |
|  | Tuleň kroužkovaný                                                     |
|  |                                                                       |
|  | Tuleň bajkalský                                                       |
|  |                                                                       |

|  | Tuleň kroužkovaný |
|  |                   |
|  | Tuleň bajkalský   |
|  |                   |

|  | Tuleň pacifický |
|  |                 |
|  | Tuleň obecný    |
|  |                 |

|  | \| \| Tuleň kroužkovaný \| \| \| \| \| \| Tuleň bajkalský \| \| \| \| |
|  |                                                                       |
|  | Tuleň kaspický                                                        |
|  |                                                                       |
|  | Tuleň kroužkovaný                                                     |
|  |                                                                       |
|  | Tuleň bajkalský                                                       |
|  |                                                                       |

|  | Tuleň kroužkovaný |
|  |                   |
|  | Tuleň bajkalský   |
|  |                   |

|  | Tuleň pacifický |
|  |                 |
|  | Tuleň obecný    |
|  |                 |

|  | \| \| Tuleň kroužkovaný \| \| \| \| \| \| Tuleň bajkalský \| \| \| \| |
|  |                                                                       |
|  | Tuleň kaspický                                                        |
|  |                                                                       |
|  | Tuleň kroužkovaný                                                     |
|  |                                                                       |
|  | Tuleň bajkalský                                                       |
|  |                                                                       |

|  | Tuleň kroužkovaný |
|  |                   |
|  | Tuleň bajkalský   |
|  |                   |

|  | Tuleň pacifický |
|  |                 |
|  | Tuleň obecný    |
|  |                 |

|  | Tuleň pruhovaný |
|  |                 |
|  | Tuleň grónský   |
|  |                 |

|  | \| \| Tuleň kroužkovaný \| \| \| \| \| \| Tuleň bajkalský \| \| \| \| |
|  |                                                                       |
|  | Tuleň kaspický                                                        |
|  |                                                                       |
|  | Tuleň kroužkovaný                                                     |
|  |                                                                       |
|  | Tuleň bajkalský                                                       |
|  |                                                                       |

|  | Tuleň kroužkovaný |
|  |                   |
|  | Tuleň bajkalský   |
|  |                   |

|  | Tuleň pacifický |
|  |                 |
|  | Tuleň obecný    |
|  |                 |

|  | \| \| Tuleň kroužkovaný \| \| \| \| \| \| Tuleň bajkalský \| \| \| \| |
|  |                                                                       |
|  | Tuleň kaspický                                                        |
|  |                                                                       |
|  | Tuleň kroužkovaný                                                     |
|  |                                                                       |
|  | Tuleň bajkalský                                                       |
|  |                                                                       |

|  | Tuleň kroužkovaný |
|  |                   |
|  | Tuleň bajkalský   |
|  |                   |

|  | Tuleň pacifický |
|  |                 |
|  | Tuleň obecný    |
|  |                 |

|  | \| \| Tuleň kroužkovaný \| \| \| \| \| \| Tuleň bajkalský \| \| \| \| |
|  |                                                                       |
|  | Tuleň kaspický                                                        |
|  |                                                                       |
|  | Tuleň kroužkovaný                                                     |
|  |                                                                       |
|  | Tuleň bajkalský                                                       |
|  |                                                                       |

|  | Tuleň kroužkovaný |
|  |                   |
|  | Tuleň bajkalský   |
|  |                   |

|  | Tuleň pacifický |
|  |                 |
|  | Tuleň obecný    |
|  |                 |

|  | \| \| Tuleň kroužkovaný \| \| \| \| \| \| Tuleň bajkalský \| \| \| \| |
|  |                                                                       |
|  | Tuleň kaspický                                                        |
|  |                                                                       |
|  | Tuleň kroužkovaný                                                     |
|  |                                                                       |
|  | Tuleň bajkalský                                                       |
|  |                                                                       |

|  | Tuleň kroužkovaný |
|  |                   |
|  | Tuleň bajkalský   |
|  |                   |

|  | Tuleň pacifický |
|  |                 |
|  | Tuleň obecný    |
|  |                 |

|  | Tuleň pruhovaný |
|  |                 |
|  | Tuleň grónský   |
|  |                 |

|  | \| \| Tuleň kroužkovaný \| \| \| \| \| \| Tuleň bajkalský \| \| \| \| |
|  |                                                                       |
|  | Tuleň kaspický                                                        |
|  |                                                                       |
|  | Tuleň kroužkovaný                                                     |
|  |                                                                       |
|  | Tuleň bajkalský                                                       |
|  |                                                                       |

|  | Tuleň kroužkovaný |
|  |                   |
|  | Tuleň bajkalský   |
|  |                   |

|  | Tuleň pacifický |
|  |                 |
|  | Tuleň obecný    |
|  |                 |

|  | \| \| Tuleň kroužkovaný \| \| \| \| \| \| Tuleň bajkalský \| \| \| \| |
|  |                                                                       |
|  | Tuleň kaspický                                                        |
|  |                                                                       |
|  | Tuleň kroužkovaný                                                     |
|  |                                                                       |
|  | Tuleň bajkalský                                                       |
|  |                                                                       |

|  | Tuleň kroužkovaný |
|  |                   |
|  | Tuleň bajkalský   |
|  |                   |

|  | Tuleň pacifický |
|  |                 |
|  | Tuleň obecný    |
|  |                 |

|  | \| \| Tuleň kroužkovaný \| \| \| \| \| \| Tuleň bajkalský \| \| \| \| |
|  |                                                                       |
|  | Tuleň kaspický                                                        |
|  |                                                                       |
|  | Tuleň kroužkovaný                                                     |
|  |                                                                       |
|  | Tuleň bajkalský                                                       |
|  |                                                                       |

|  | Tuleň kroužkovaný |
|  |                   |
|  | Tuleň bajkalský   |
|  |                   |

|  | Tuleň pacifický |
|  |                 |
|  | Tuleň obecný    |
|  |                 |

|  | \| \| Tuleň kroužkovaný \| \| \| \| \| \| Tuleň bajkalský \| \| \| \| |
|  |                                                                       |
|  | Tuleň kaspický                                                        |
|  |                                                                       |
|  | Tuleň kroužkovaný                                                     |
|  |                                                                       |
|  | Tuleň bajkalský                                                       |
|  |                                                                       |

|  | Tuleň kroužkovaný |
|  |                   |
|  | Tuleň bajkalský   |
|  |                   |

|  | Tuleň pacifický |
|  |                 |
|  | Tuleň obecný    |
|  |                 |

|  | Tuleň pruhovaný |
|  |                 |
|  | Tuleň grónský   |
|  |                 |

|  | \| \| Tuleň kroužkovaný \| \| \| \| \| \| Tuleň bajkalský \| \| \| \| |
|  |                                                                       |
|  | Tuleň kaspický                                                        |
|  |                                                                       |
|  | Tuleň kroužkovaný                                                     |
|  |                                                                       |
|  | Tuleň bajkalský                                                       |
|  |                                                                       |

|  | Tuleň kroužkovaný |
|  |                   |
|  | Tuleň bajkalský   |
|  |                   |

|  | Tuleň pacifický |
|  |                 |
|  | Tuleň obecný    |
|  |                 |

|  | \| \| Tuleň kroužkovaný \| \| \| \| \| \| Tuleň bajkalský \| \| \| \| |
|  |                                                                       |
|  | Tuleň kaspický                                                        |
|  |                                                                       |
|  | Tuleň kroužkovaný                                                     |
|  |                                                                       |
|  | Tuleň bajkalský                                                       |
|  |                                                                       |

|  | Tuleň kroužkovaný |
|  |                   |
|  | Tuleň bajkalský   |
|  |                   |

|  | Tuleň pacifický |
|  |                 |
|  | Tuleň obecný    |
|  |                 |

|  | \| \| Tuleň kroužkovaný \| \| \| \| \| \| Tuleň bajkalský \| \| \| \| |
|  |                                                                       |
|  | Tuleň kaspický                                                        |
|  |                                                                       |
|  | Tuleň kroužkovaný                                                     |
|  |                                                                       |
|  | Tuleň bajkalský                                                       |
|  |                                                                       |

|  | Tuleň kroužkovaný |
|  |                   |
|  | Tuleň bajkalský   |
|  |                   |

|  | Tuleň pacifický |
|  |                 |
|  | Tuleň obecný    |
|  |                 |

|  | \| \| Tuleň kroužkovaný \| \| \| \| \| \| Tuleň bajkalský \| \| \| \| |
|  |                                                                       |
|  | Tuleň kaspický                                                        |
|  |                                                                       |
|  | Tuleň kroužkovaný                                                     |
|  |                                                                       |
|  | Tuleň bajkalský                                                       |
|  |                                                                       |

|  | Tuleň kroužkovaný |
|  |                   |
|  | Tuleň bajkalský   |
|  |                   |

|  | Tuleň pacifický |
|  |                 |
|  | Tuleň obecný    |
|  |                 |

|  | Tuleň pruhovaný |
|  |                 |
|  | Tuleň grónský   |
|  |                 |

|  | \| \| Tuleň Weddellův \| \| \| \| \| \| Tuleň leopardí \| \| \| \| |
|  |                                                                    |
|  | Tuleň krabožravý                                                   |
|  |                                                                    |
|  | Tuleň Weddellův                                                    |
|  |                                                                    |
|  | Tuleň leopardí                                                     |
|  |                                                                    |

|  | Tuleň Weddellův |
|  |                 |
|  | Tuleň leopardí  |
|  |                 |

|  | \| \| Tuleň Weddellův \| \| \| \| \| \| Tuleň leopardí \| \| \| \| |
|  |                                                                    |
|  | Tuleň krabožravý                                                   |
|  |                                                                    |
|  | Tuleň Weddellův                                                    |
|  |                                                                    |
|  | Tuleň leopardí                                                     |
|  |                                                                    |

|  | Tuleň Weddellův |
|  |                 |
|  | Tuleň leopardí  |
|  |                 |

|  | \| \| Tuleň kroužkovaný \| \| \| \| \| \| Tuleň bajkalský \| \| \| \| |
|  |                                                                       |
|  | Tuleň kaspický                                                        |
|  |                                                                       |
|  | Tuleň kroužkovaný                                                     |
|  |                                                                       |
|  | Tuleň bajkalský                                                       |
|  |                                                                       |

|  | Tuleň kroužkovaný |
|  |                   |
|  | Tuleň bajkalský   |
|  |                   |

|  | Tuleň pacifický |
|  |                 |
|  | Tuleň obecný    |
|  |                 |

|  | \| \| Tuleň kroužkovaný \| \| \| \| \| \| Tuleň bajkalský \| \| \| \| |
|  |                                                                       |
|  | Tuleň kaspický                                                        |
|  |                                                                       |
|  | Tuleň kroužkovaný                                                     |
|  |                                                                       |
|  | Tuleň bajkalský                                                       |
|  |                                                                       |

|  | Tuleň kroužkovaný |
|  |                   |
|  | Tuleň bajkalský   |
|  |                   |

|  | Tuleň pacifický |
|  |                 |
|  | Tuleň obecný    |
|  |                 |

|  | \| \| Tuleň kroužkovaný \| \| \| \| \| \| Tuleň bajkalský \| \| \| \| |
|  |                                                                       |
|  | Tuleň kaspický                                                        |
|  |                                                                       |
|  | Tuleň kroužkovaný                                                     |
|  |                                                                       |
|  | Tuleň bajkalský                                                       |
|  |                                                                       |

|  | Tuleň kroužkovaný |
|  |                   |
|  | Tuleň bajkalský   |
|  |                   |

|  | Tuleň pacifický |
|  |                 |
|  | Tuleň obecný    |
|  |                 |

|  | \| \| Tuleň kroužkovaný \| \| \| \| \| \| Tuleň bajkalský \| \| \| \| |
|  |                                                                       |
|  | Tuleň kaspický                                                        |
|  |                                                                       |
|  | Tuleň kroužkovaný                                                     |
|  |                                                                       |
|  | Tuleň bajkalský                                                       |
|  |                                                                       |

|  | Tuleň kroužkovaný |
|  |                   |
|  | Tuleň bajkalský   |
|  |                   |

|  | Tuleň pacifický |
|  |                 |
|  | Tuleň obecný    |
|  |                 |

|  | Tuleň pruhovaný |
|  |                 |
|  | Tuleň grónský   |
|  |                 |

|  | \| \| Tuleň kroužkovaný \| \| \| \| \| \| Tuleň bajkalský \| \| \| \| |
|  |                                                                       |
|  | Tuleň kaspický                                                        |
|  |                                                                       |
|  | Tuleň kroužkovaný                                                     |
|  |                                                                       |
|  | Tuleň bajkalský                                                       |
|  |                                                                       |

|  | Tuleň kroužkovaný |
|  |                   |
|  | Tuleň bajkalský   |
|  |                   |

|  | Tuleň pacifický |
|  |                 |
|  | Tuleň obecný    |
|  |                 |

|  | \| \| Tuleň kroužkovaný \| \| \| \| \| \| Tuleň bajkalský \| \| \| \| |
|  |                                                                       |
|  | Tuleň kaspický                                                        |
|  |                                                                       |
|  | Tuleň kroužkovaný                                                     |
|  |                                                                       |
|  | Tuleň bajkalský                                                       |
|  |                                                                       |

|  | Tuleň kroužkovaný |
|  |                   |
|  | Tuleň bajkalský   |
|  |                   |

|  | Tuleň pacifický |
|  |                 |
|  | Tuleň obecný    |
|  |                 |

|  | \| \| Tuleň kroužkovaný \| \| \| \| \| \| Tuleň bajkalský \| \| \| \| |
|  |                                                                       |
|  | Tuleň kaspický                                                        |
|  |                                                                       |
|  | Tuleň kroužkovaný                                                     |
|  |                                                                       |
|  | Tuleň bajkalský                                                       |
|  |                                                                       |

|  | Tuleň kroužkovaný |
|  |                   |
|  | Tuleň bajkalský   |
|  |                   |

|  | Tuleň pacifický |
|  |                 |
|  | Tuleň obecný    |
|  |                 |

|  | \| \| Tuleň kroužkovaný \| \| \| \| \| \| Tuleň bajkalský \| \| \| \| |
|  |                                                                       |
|  | Tuleň kaspický                                                        |
|  |                                                                       |
|  | Tuleň kroužkovaný                                                     |
|  |                                                                       |
|  | Tuleň bajkalský                                                       |
|  |                                                                       |

|  | Tuleň kroužkovaný |
|  |                   |
|  | Tuleň bajkalský   |
|  |                   |

|  | Tuleň pacifický |
|  |                 |
|  | Tuleň obecný    |
|  |                 |

|  | Tuleň pruhovaný |
|  |                 |
|  | Tuleň grónský   |
|  |                 |

|  | \| \| Tuleň kroužkovaný \| \| \| \| \| \| Tuleň bajkalský \| \| \| \| |
|  |                                                                       |
|  | Tuleň kaspický                                                        |
|  |                                                                       |
|  | Tuleň kroužkovaný                                                     |
|  |                                                                       |
|  | Tuleň bajkalský                                                       |
|  |                                                                       |

|  | Tuleň kroužkovaný |
|  |                   |
|  | Tuleň bajkalský   |
|  |                   |

|  | Tuleň pacifický |
|  |                 |
|  | Tuleň obecný    |
|  |                 |

|  | \| \| Tuleň kroužkovaný \| \| \| \| \| \| Tuleň bajkalský \| \| \| \| |
|  |                                                                       |
|  | Tuleň kaspický                                                        |
|  |                                                                       |
|  | Tuleň kroužkovaný                                                     |
|  |                                                                       |
|  | Tuleň bajkalský                                                       |
|  |                                                                       |

|  | Tuleň kroužkovaný |
|  |                   |
|  | Tuleň bajkalský   |
|  |                   |

|  | Tuleň pacifický |
|  |                 |
|  | Tuleň obecný    |
|  |                 |

|  | \| \| Tuleň kroužkovaný \| \| \| \| \| \| Tuleň bajkalský \| \| \| \| |
|  |                                                                       |
|  | Tuleň kaspický                                                        |
|  |                                                                       |
|  | Tuleň kroužkovaný                                                     |
|  |                                                                       |
|  | Tuleň bajkalský                                                       |
|  |                                                                       |

|  | Tuleň kroužkovaný |
|  |                   |
|  | Tuleň bajkalský   |
|  |                   |

|  | Tuleň pacifický |
|  |                 |
|  | Tuleň obecný    |
|  |                 |

|  | \| \| Tuleň kroužkovaný \| \| \| \| \| \| Tuleň bajkalský \| \| \| \| |
|  |                                                                       |
|  | Tuleň kaspický                                                        |
|  |                                                                       |
|  | Tuleň kroužkovaný                                                     |
|  |                                                                       |
|  | Tuleň bajkalský                                                       |
|  |                                                                       |

|  | Tuleň kroužkovaný |
|  |                   |
|  | Tuleň bajkalský   |
|  |                   |

|  | Tuleň pacifický |
|  |                 |
|  | Tuleň obecný    |
|  |                 |

|  | Tuleň pruhovaný |
|  |                 |
|  | Tuleň grónský   |
|  |                 |

|  | \| \| Tuleň kroužkovaný \| \| \| \| \| \| Tuleň bajkalský \| \| \| \| |
|  |                                                                       |
|  | Tuleň kaspický                                                        |
|  |                                                                       |
|  | Tuleň kroužkovaný                                                     |
|  |                                                                       |
|  | Tuleň bajkalský                                                       |
|  |                                                                       |

|  | Tuleň kroužkovaný |
|  |                   |
|  | Tuleň bajkalský   |
|  |                   |

|  | Tuleň pacifický |
|  |                 |
|  | Tuleň obecný    |
|  |                 |

|  | \| \| Tuleň kroužkovaný \| \| \| \| \| \| Tuleň bajkalský \| \| \| \| |
|  |                                                                       |
|  | Tuleň kaspický                                                        |
|  |                                                                       |
|  | Tuleň kroužkovaný                                                     |
|  |                                                                       |
|  | Tuleň bajkalský                                                       |
|  |                                                                       |

|  | Tuleň kroužkovaný |
|  |                   |
|  | Tuleň bajkalský   |
|  |                   |

|  | Tuleň pacifický |
|  |                 |
|  | Tuleň obecný    |
|  |                 |

|  | \| \| Tuleň kroužkovaný \| \| \| \| \| \| Tuleň bajkalský \| \| \| \| |
|  |                                                                       |
|  | Tuleň kaspický                                                        |
|  |                                                                       |
|  | Tuleň kroužkovaný                                                     |
|  |                                                                       |
|  | Tuleň bajkalský                                                       |
|  |                                                                       |

|  | Tuleň kroužkovaný |
|  |                   |
|  | Tuleň bajkalský   |
|  |                   |

|  | Tuleň pacifický |
|  |                 |
|  | Tuleň obecný    |
|  |                 |

|  | \| \| Tuleň kroužkovaný \| \| \| \| \| \| Tuleň bajkalský \| \| \| \| |
|  |                                                                       |
|  | Tuleň kaspický                                                        |
|  |                                                                       |
|  | Tuleň kroužkovaný                                                     |
|  |                                                                       |
|  | Tuleň bajkalský                                                       |
|  |                                                                       |

|  | Tuleň kroužkovaný |
|  |                   |
|  | Tuleň bajkalský   |
|  |                   |

|  | Tuleň pacifický |
|  |                 |
|  | Tuleň obecný    |
|  |                 |

|  | Tuleň pruhovaný |
|  |                 |
|  | Tuleň grónský   |
|  |                 |

|  | \| \| Tuleň kroužkovaný \| \| \| \| \| \| Tuleň bajkalský \| \| \| \| |
|  |                                                                       |
|  | Tuleň kaspický                                                        |
|  |                                                                       |
|  | Tuleň kroužkovaný                                                     |
|  |                                                                       |
|  | Tuleň bajkalský                                                       |
|  |                                                                       |

|  | Tuleň kroužkovaný |
|  |                   |
|  | Tuleň bajkalský   |
|  |                   |

|  | Tuleň pacifický |
|  |                 |
|  | Tuleň obecný    |
|  |                 |

|  | \| \| Tuleň kroužkovaný \| \| \| \| \| \| Tuleň bajkalský \| \| \| \| |
|  |                                                                       |
|  | Tuleň kaspický                                                        |
|  |                                                                       |
|  | Tuleň kroužkovaný                                                     |
|  |                                                                       |
|  | Tuleň bajkalský                                                       |
|  |                                                                       |

|  | Tuleň kroužkovaný |
|  |                   |
|  | Tuleň bajkalský   |
|  |                   |

|  | Tuleň pacifický |
|  |                 |
|  | Tuleň obecný    |
|  |                 |

|  | \| \| Tuleň kroužkovaný \| \| \| \| \| \| Tuleň bajkalský \| \| \| \| |
|  |                                                                       |
|  | Tuleň kaspický                                                        |
|  |                                                                       |
|  | Tuleň kroužkovaný                                                     |
|  |                                                                       |
|  | Tuleň bajkalský                                                       |
|  |                                                                       |

|  | Tuleň kroužkovaný |
|  |                   |
|  | Tuleň bajkalský   |
|  |                   |

|  | Tuleň pacifický |
|  |                 |
|  | Tuleň obecný    |
|  |                 |

|  | \| \| Tuleň kroužkovaný \| \| \| \| \| \| Tuleň bajkalský \| \| \| \| |
|  |                                                                       |
|  | Tuleň kaspický                                                        |
|  |                                                                       |
|  | Tuleň kroužkovaný                                                     |
|  |                                                                       |
|  | Tuleň bajkalský                                                       |
|  |                                                                       |

|  | Tuleň kroužkovaný |
|  |                   |
|  | Tuleň bajkalský   |
|  |                   |

|  | Tuleň pacifický |
|  |                 |
|  | Tuleň obecný    |
|  |                 |

|  | Tuleň pruhovaný |
|  |                 |
|  | Tuleň grónský   |
|  |                 |

|  | \| \| Tuleň kroužkovaný \| \| \| \| \| \| Tuleň bajkalský \| \| \| \| |
|  |                                                                       |
|  | Tuleň kaspický                                                        |
|  |                                                                       |
|  | Tuleň kroužkovaný                                                     |
|  |                                                                       |
|  | Tuleň bajkalský                                                       |
|  |                                                                       |

|  | Tuleň kroužkovaný |
|  |                   |
|  | Tuleň bajkalský   |
|  |                   |

|  | Tuleň pacifický |
|  |                 |
|  | Tuleň obecný    |
|  |                 |

|  | \| \| Tuleň kroužkovaný \| \| \| \| \| \| Tuleň bajkalský \| \| \| \| |
|  |                                                                       |
|  | Tuleň kaspický                                                        |
|  |                                                                       |
|  | Tuleň kroužkovaný                                                     |
|  |                                                                       |
|  | Tuleň bajkalský                                                       |
|  |                                                                       |

|  | Tuleň kroužkovaný |
|  |                   |
|  | Tuleň bajkalský   |
|  |                   |

|  | Tuleň pacifický |
|  |                 |
|  | Tuleň obecný    |
|  |                 |

|  | \| \| Tuleň kroužkovaný \| \| \| \| \| \| Tuleň bajkalský \| \| \| \| |
|  |                                                                       |
|  | Tuleň kaspický                                                        |
|  |                                                                       |
|  | Tuleň kroužkovaný                                                     |
|  |                                                                       |
|  | Tuleň bajkalský                                                       |
|  |                                                                       |

|  | Tuleň kroužkovaný |
|  |                   |
|  | Tuleň bajkalský   |
|  |                   |

|  | Tuleň pacifický |
|  |                 |
|  | Tuleň obecný    |
|  |                 |

|  | \| \| Tuleň kroužkovaný \| \| \| \| \| \| Tuleň bajkalský \| \| \| \| |
|  |                                                                       |
|  | Tuleň kaspický                                                        |
|  |                                                                       |
|  | Tuleň kroužkovaný                                                     |
|  |                                                                       |
|  | Tuleň bajkalský                                                       |
|  |                                                                       |

|  | Tuleň kroužkovaný |
|  |                   |
|  | Tuleň bajkalský   |
|  |                   |

|  | Tuleň pacifický |
|  |                 |
|  | Tuleň obecný    |
|  |                 |

|  | Tuleň pruhovaný |
|  |                 |
|  | Tuleň grónský   |
|  |                 |

|  | \| \| Tuleň kroužkovaný \| \| \| \| \| \| Tuleň bajkalský \| \| \| \| |
|  |                                                                       |
|  | Tuleň kaspický                                                        |
|  |                                                                       |
|  | Tuleň kroužkovaný                                                     |
|  |                                                                       |
|  | Tuleň bajkalský                                                       |
|  |                                                                       |

|  | Tuleň kroužkovaný |
|  |                   |
|  | Tuleň bajkalský   |
|  |                   |

|  | Tuleň pacifický |
|  |                 |
|  | Tuleň obecný    |
|  |                 |

|  | \| \| Tuleň kroužkovaný \| \| \| \| \| \| Tuleň bajkalský \| \| \| \| |
|  |                                                                       |
|  | Tuleň kaspický                                                        |
|  |                                                                       |
|  | Tuleň kroužkovaný                                                     |
|  |                                                                       |
|  | Tuleň bajkalský                                                       |
|  |                                                                       |

|  | Tuleň kroužkovaný |
|  |                   |
|  | Tuleň bajkalský   |
|  |                   |

|  | Tuleň pacifický |
|  |                 |
|  | Tuleň obecný    |
|  |                 |

|  | \| \| Tuleň kroužkovaný \| \| \| \| \| \| Tuleň bajkalský \| \| \| \| |
|  |                                                                       |
|  | Tuleň kaspický                                                        |
|  |                                                                       |
|  | Tuleň kroužkovaný                                                     |
|  |                                                                       |
|  | Tuleň bajkalský                                                       |
|  |                                                                       |

|  | Tuleň kroužkovaný |
|  |                   |
|  | Tuleň bajkalský   |
|  |                   |

|  | Tuleň pacifický |
|  |                 |
|  | Tuleň obecný    |
|  |                 |

|  | \| \| Tuleň kroužkovaný \| \| \| \| \| \| Tuleň bajkalský \| \| \| \| |
|  |                                                                       |
|  | Tuleň kaspický                                                        |
|  |                                                                       |
|  | Tuleň kroužkovaný                                                     |
|  |                                                                       |
|  | Tuleň bajkalský                                                       |
|  |                                                                       |

|  | Tuleň kroužkovaný |
|  |                   |
|  | Tuleň bajkalský   |
|  |                   |

|  | Tuleň pacifický |
|  |                 |
|  | Tuleň obecný    |
|  |                 |

|  | Tuleň pruhovaný |
|  |                 |
|  | Tuleň grónský   |
|  |                 |

|  | \| \| Tuleň kroužkovaný \| \| \| \| \| \| Tuleň bajkalský \| \| \| \| |
|  |                                                                       |
|  | Tuleň kaspický                                                        |
|  |                                                                       |
|  | Tuleň kroužkovaný                                                     |
|  |                                                                       |
|  | Tuleň bajkalský                                                       |
|  |                                                                       |

|  | Tuleň kroužkovaný |
|  |                   |
|  | Tuleň bajkalský   |
|  |                   |

|  | Tuleň pacifický |
|  |                 |
|  | Tuleň obecný    |
|  |                 |

|  | \| \| Tuleň kroužkovaný \| \| \| \| \| \| Tuleň bajkalský \| \| \| \| |
|  |                                                                       |
|  | Tuleň kaspický                                                        |
|  |                                                                       |
|  | Tuleň kroužkovaný                                                     |
|  |                                                                       |
|  | Tuleň bajkalský                                                       |
|  |                                                                       |

|  | Tuleň kroužkovaný |
|  |                   |
|  | Tuleň bajkalský   |
|  |                   |

|  | Tuleň pacifický |
|  |                 |
|  | Tuleň obecný    |
|  |                 |

|  | \| \| Tuleň kroužkovaný \| \| \| \| \| \| Tuleň bajkalský \| \| \| \| |
|  |                                                                       |
|  | Tuleň kaspický                                                        |
|  |                                                                       |
|  | Tuleň kroužkovaný                                                     |
|  |                                                                       |
|  | Tuleň bajkalský                                                       |
|  |                                                                       |

|  | Tuleň kroužkovaný |
|  |                   |
|  | Tuleň bajkalský   |
|  |                   |

|  | Tuleň pacifický |
|  |                 |
|  | Tuleň obecný    |
|  |                 |

|  | \| \| Tuleň kroužkovaný \| \| \| \| \| \| Tuleň bajkalský \| \| \| \| |
|  |                                                                       |
|  | Tuleň kaspický                                                        |
|  |                                                                       |
|  | Tuleň kroužkovaný                                                     |
|  |                                                                       |
|  | Tuleň bajkalský                                                       |
|  |                                                                       |

|  | Tuleň kroužkovaný |
|  |                   |
|  | Tuleň bajkalský   |
|  |                   |

|  | Tuleň pacifický |
|  |                 |
|  | Tuleň obecný    |
|  |                 |

|  | Tuleň pruhovaný |
|  |                 |
|  | Tuleň grónský   |
|  |                 |

|  | \| \| Tuleň Weddellův \| \| \| \| \| \| Tuleň leopardí \| \| \| \| |
|  |                                                                    |
|  | Tuleň krabožravý                                                   |
|  |                                                                    |
|  | Tuleň Weddellův                                                    |
|  |                                                                    |
|  | Tuleň leopardí                                                     |
|  |                                                                    |

|  | Tuleň Weddellův |
|  |                 |
|  | Tuleň leopardí  |
|  |                 |

|  | \| \| Tuleň Weddellův \| \| \| \| \| \| Tuleň leopardí \| \| \| \| |
|  |                                                                    |
|  | Tuleň krabožravý                                                   |
|  |                                                                    |
|  | Tuleň Weddellův                                                    |
|  |                                                                    |
|  | Tuleň leopardí                                                     |
|  |                                                                    |

|  | Tuleň Weddellův |
|  |                 |
|  | Tuleň leopardí  |
|  |                 |

|  | Rypouš sloní   |
|  |                |
|  | Rypouš severní |
|  |                |

|  | Tuleň středomořský |
|  |                    |
|  | Tuleň havajský     |
|  |                    |

Rypouši sloní jsou blízce příbuzní s rypouši severními, se kterými sdílí velkou část morfologických a biologických znaků a liší se především areálem výskytu (rypouši severní se vyskytují především ve východním Tichomoří, zatímco rypouši sloní jsou rozšíření převážně ve vodách Jižního oceánu) a v době výskytu na souši.
Tyto dva druhy jsou jedinými žijícími zástupci rodu rypouš (Mirounga), který patří do čeledi tuleňovití (Phocidae), infrařádu ploutvonožci (Pinnipedia) a řádu šelmy (Carnivora). Původ a evoluce rodu rypouš je stále předmětem vědeckých debat. Podle DNA analýz se předkové rypoušů rozdělili do dvou linií před cca 2,5–4 miliony lety. Toto vydělení je někdy dáváno do souvislosti se vzestupem Panamské šíje, která dala vzniknout novým proudům v oblasti rovníku a oddělila populace předků obou rypoušů, kteří se tak vyvinuli do dvou samostatných druhů. To by znamenalo, že předkové rypoušů se rozdělili do dvou linií na severní polokouli a až poté osídlili polokouli jižní. Tuto hypotézu však zpochybnil výzkum amerických vědců R. W. Boesseneckera a M. Churchilla z roku 2016. Tito vědci znovu přezkoumali fragmentované fosilní nálezy ploutvonožců, které byly dávány do souvislosti s potvrzením původu rypoušů na severní polokouli. Podle jejich závěru byly některé z těchto fosilních nálezů špatně interpretovány či identifikovány. R. W. Boessenecker a M. Churchill proto navrhli hypotézu, že původ rypoušů je na polokouli jižní, odkud se část rypoušů rozšířila do východního Tichomoří během raného či středního pleistocénu, kdy došlo k ochlazení oceánských vod kolem rovníku. Tato populace se pak vyvinula do samostatného druhu. Tuto hypotézu podporuje mj. fakt, že se rypouši severní rozmnožují v době, kdy je na jižní polokouli léto.

## Popis

### Tělo
Stejně jako ostatní tuleňovití, mají rypouši protáhlé tělo aerodynamického tvaru obalené tlustou vrstvou podkožního tuku, která dosahuje tloušťky až 100 mm. Na konci předních končetin se nachází ploutve zakončené drápy. Rypouši využívají drápy hlavně během lezení po skalnatém pobřeží a při škrábání své suché zrohovatělé kůže nebo při svědění způsobeném parazity. Drápy na zadních ploutvích jsou zakrnělé, což je typické pro lachtany z jižní polokoule. Rypouši, stejně jako ostatní ploutvonožci, mají pět dlouhých prstů spojených plovací blánou. Jejich zadní ploutve směřují trvale dozadu a nemohou je tedy při pohybu po souši podsouvat pod tělem jako lachtani. To způsobuje, že se rypouši pohybují po souši poměrně neobratně. K pohybu po zemi využívají krátkých přískoků, během kterých se sunou po tlustých plecích, což někdy připomíná pohyb housenky. I tak mohou vyvinout na souši rychlost až 5 km/h.

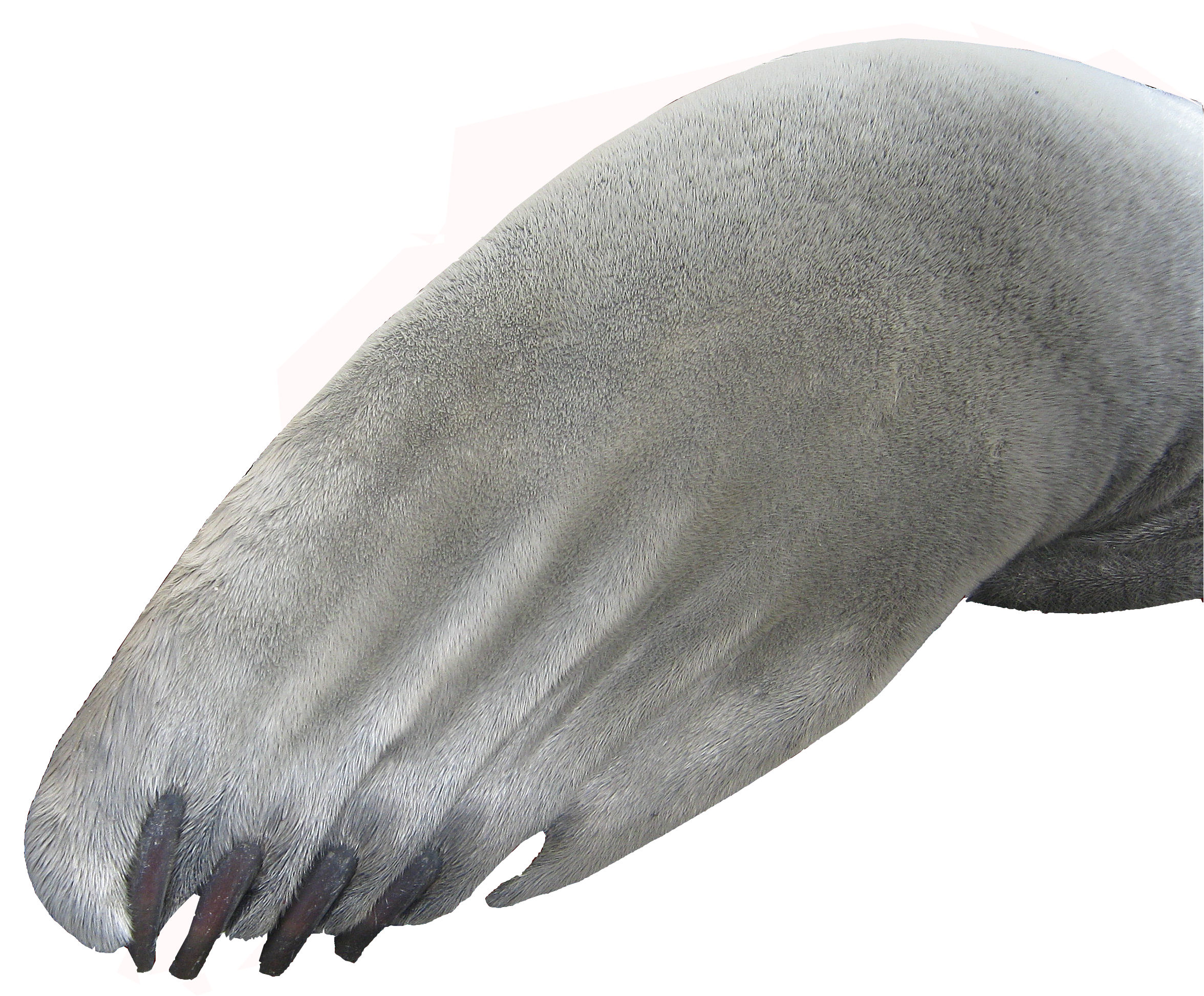
Detail přední ploutve

Rypouši mají tlustý krk, jenž je zvláště mohutný u samců, kteří jej mívají posetý jizvami z bojů s ostatními samci. U samic toto zjizvení chybí. Obě pohlaví mají hnědě zbarvenou srst s krátkými chlupy o délce 10–15 mm. Zbarvení je na spodní části těla (břicho a hruď) světlejší. Ve vodě srst vypadá spíše tmavě šedá, u mláďat je tmavá až černá. Kůže rypoušů (pokožka a škára, tzn. bez podkoží) má tloušťku od několika milimetrů až do 4 cm. Nejtlustší je na krku, kde chrání důležité orgány samců během soubojů, při kterých se samci snaží zakousnout jeden druhému právě do této oblasti. Pokožka (epidermis) rypoušů má pouze tři vrstvy (srv. pokožka u lidí má 5 vrstev), a sice bazální vrstvu (stratum basale), vrstvu ostnitých buněk (stratum spinosum) a vnější zrohovatělou horní vrstvu (stratum corneum), která je vodotěsná a je tvořena keratinizovanými buňkami. Do této svrchní vrstvy kůže ústí mazové žlázy, které vylučují sekret zabezpečující vodoodpudivost svrchní vrstvy. Zatímco u člověka i většiny dalších savců dochází k náhradě svrchní vrstvy kůže průběžně, u rypoušů sloních k tomu dochází pouze jednou ročně během cca pětitýdenního období línání. Pod kůží se nachází silná vrstva podkožního tuku. Tento tuk slouží jako přirozená tepelná izolace těla. V tom se oba druhy rypoušů i další tuleňovití liší od lachtanů z podčeledi Arctocephalinae (anglicky nazýváni jako fur seals, kde fur znamená „srst“ či „kožešina“, a seal lze přeložit jako „tuleň“ či „ploutvonožec“), u kterých je termoizolace primárně zajišťována jejich hustou srstí s huňatou podsadou (u rypoušů podsada úplně chybí). Typickými představiteli podčeledi Arctocephalinae jsou např. lachtan jihoafrický, antarktický, jihoamerický či Forsterův.

Dospělí samci rypoušů váží typicky kolem 1500–3000 kg (mohou však dosahovat váhy až 4000 kg) a jejich těla mají na délku až 6 m. Výjimečně mohou samci být ještě větší; nejtěžší známý jedinec vážil kolem 5000 kg a měřil 6,85 m. Samice naproti tomu váží typicky pouze kolem 400–600 kg (avšak mohou vážit až 900 kg) a jejich těla dosahují délky kolem 2–2,6 m. Největší změřená samice měla 3,7 m a vážila 1000 kg.

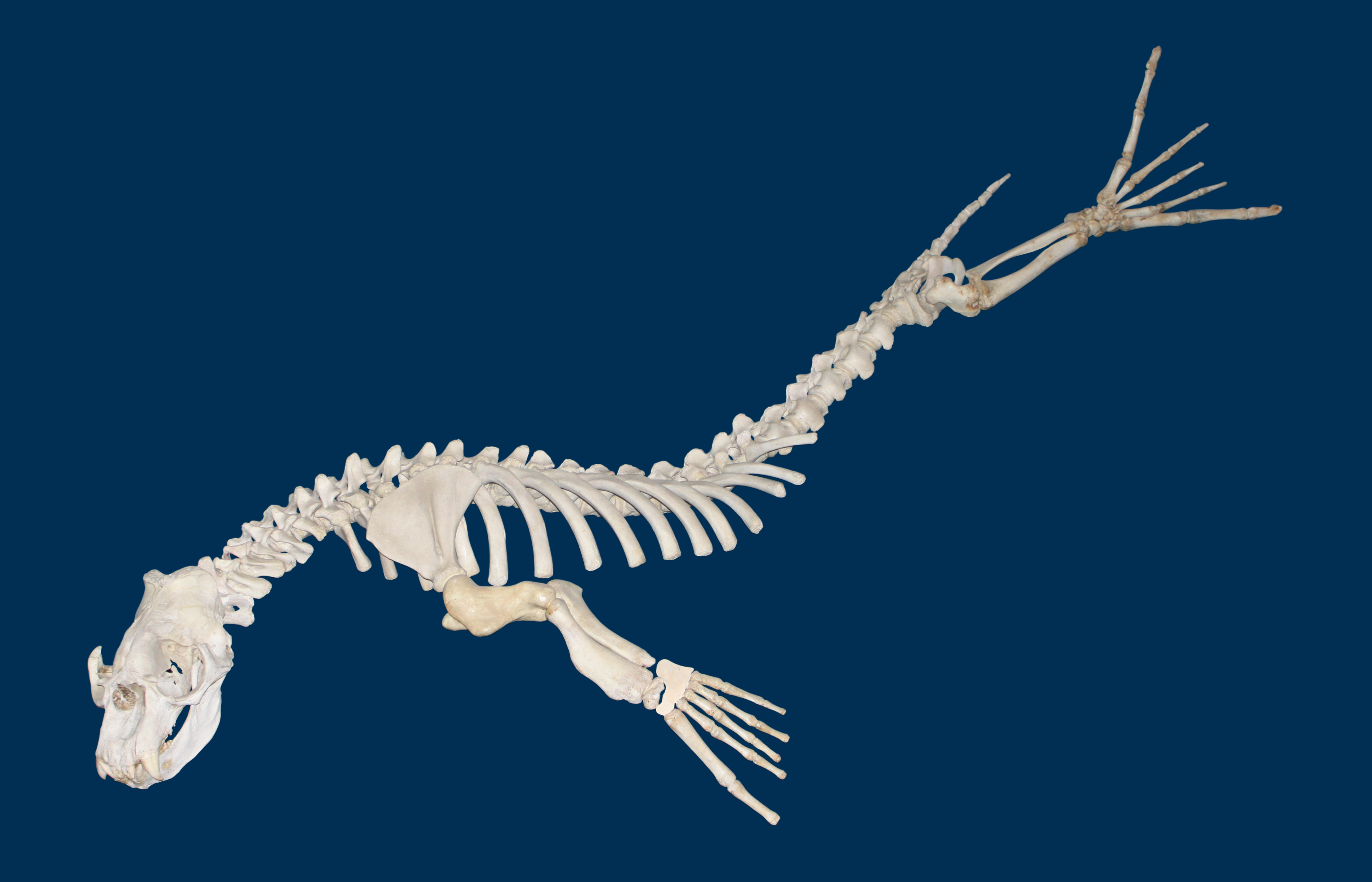
Kostra

Tyto rozměry činí z rypoušů sloních největší ploutvonožce i největší zástupce šelem na světě (největší suchozemskou šelmou je medvěd lední, který váží kolem 400–600 kg a měří cirka 2,4–2,6 m). Rozměry rypoušů sloních se však mohou mírně lišit v závislosti na geografické oblasti. V krajním případě mohou samci vážit až 10× více než samice, což představuje jeden z největších velikostních nepoměrů mezi samci a samicemi ze všech savců. Jsou v zásadě dvě hypotézy vysvětlující tento extrémní pohlavní dimorfismus. První to vysvětluje tak, že v době páření se samci postí až 3 měsíce v kuse, aby nemuseli opouštět své kolonie a dokázali si tak udržet dominantní postavení nad harémem samic. Pro toto období tedy musí nabrat mnohem větší zásoby tuku než samice, které se postí „pouze“ kolem jednoho měsíce. Podle druhé hypotézy je velikost výhodná v bojích o samice. Velká tělesná hmotnost je rovněž spojována se schopností dovedně pronásledovat vertikálně se pohybující kořist pod vodou a mohutní samci mohou lépe vzdorovat predátorům.
Stejně jako u samců, i u samic je velikost těla spojována s reprodukční úspěšností. Čím větší samice, tím větší mládě porodí, čímž se zvyšuje jeho šance na přežití, jelikož dokáže lépe překonat první půst po osamostatnění (cca 40–50 dní) a větší mláďata dokáží strávit na následné lovné výpravě delší dobu. Větší samice po porodu a během laktace nedosahují kriticky nízké váhy, jak bývá běžné u menších samic, a konečně nabrání velkého množství tuku je zásadní podmínkou úspěšného línání, které je energeticky extrémně náročné, jelikož během této doby rypouši nejedí ani nepijí, čili dochází pouze k energetickému výdeji.
Druh má jednoduchý žaludek s extrémně dlouhým tenkým střevem dosahujícím délky kolem 200 m. Samci disponují pyjovou kostí, která měří při narození kolem 10 cm a ve věku 8 let má délku cirka 34 cm. Tělesná teplota se pohybuje kolem 36–36,5 °C.

### Hlava a chobot

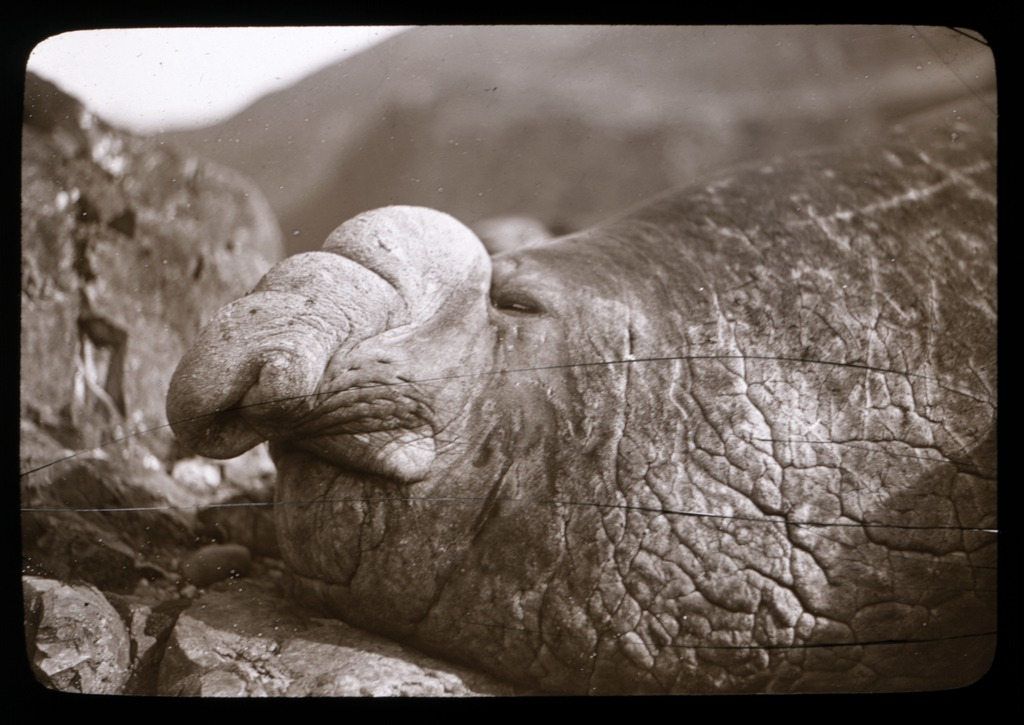
Hlava samce s patrným chobotem (historická fotografie z roku 1913 z ostrova Macquarie)

Rypouši sloní, stejně jako ostatní tuleňovití, nemají vnější ušní boltce. Ušní otvory jim kryje malý záhyb kůže. Velké oči rypoušů (průměr 60 mm) jsou uložené v ochranných tukových pouzdrech. Mají plochou rohovku a zornici, která je roztažitelná, což jim umožňuje dobře vidět pod vodou, kde není tolik světla. Mezi čenichem a tlamou a také na čele vyrůstají hmatové vousky, které slouží především k vnímání vibrací pod vodou a k lokaci potravy. Většinu těchto vousků rypouši nahrazují během línání. Podobně jako u ostatních ploutvonožců, je čich rypoušů důležitý hlavně u samic při rozpoznávání mláďat.
Vzorec mléčného chrupu je I 2/1, C 1/1, P 3/3, tedy 22 zubů. První zuby se vyvíjejí ještě v plodové fázi v první polovině březosti, poté se rozmělní a v době porodu už začnou vyrůstat zuby stálého chrupu. Všechny tyto zuby jsou prořezány kolem 35. dne po narození. Zubní vzorec stálého chrupu je I 2/1, C 1/1, PM 4/4, M 1/1, tedy 30 zubů. Dominantou chrupu jsou špičáky, které jsou zvláště dobře vyvinuté u samců. Řezáky a lícní zuby jsou zakrnělé.
Výraznou dominantu hlavy samců představuje kožní vak, někdy též zvaný chobot. Kožní vak se nachází na konci čenichu, který v klidovém stavu přesahuje asi o 10 cm, avšak při vzrušení dokáže samec tento vak nadout prokrvením okolních svalů až do 50 cm délky (na stejném principu se ztopořuje pyj). I když se patrně částečně jedná o sekundární pohlavní znak, hlavní funkcí vaku je zesilování řevu rypoušů. Ten je důležitý při ustanovování hierarchie na počátku rozmnožovacího období, která rozhodne o tom, jaký samec se bude pářit. Vak rovnoměrně roste až do věku 9 let a v dalších letech se nadále zvětšují jen některé jeho části. Na základě velikosti chobotu se tak dá poměrně dobře odhadnout stáří samců a nakonec i velikost těla, která je přímo úměrná velikosti chobotu. U rypoušů severních navíc bylo zjištěno, že jejich kožní vaky slouží i k reabsorpci vlhkosti v době půstu (k tomu dochází během línání a rozmnožování).
Kondylobazální délka lebky (vzdálenost od mezičelisti po týlní výběžky) je u samic kolem 280–330 mm, u samců cca 400–530 mm. Délka lebky typicky závisí na věku. Lebka samců roste do šířky, délky i výšky až do 11 let, a to zvláště v oblasti obličeje, kde je potřeba dostatečně silná kost pro podporu chobotu. U samic růst lebky do šířky a výšky dosahuje vrcholu kolem 30–40 měsíců, poté pozvolna pokračuje v růstu délky pouze u obličejové části lebky a mozkovny.
Mozek při narození váží kolem 500 g u samic a 540 g u samců. U dospělců je to u samic kolem 900 g a kolem 1350 g u samců.

## Biologie

### Rozmnožování

#### Hierarchie samců

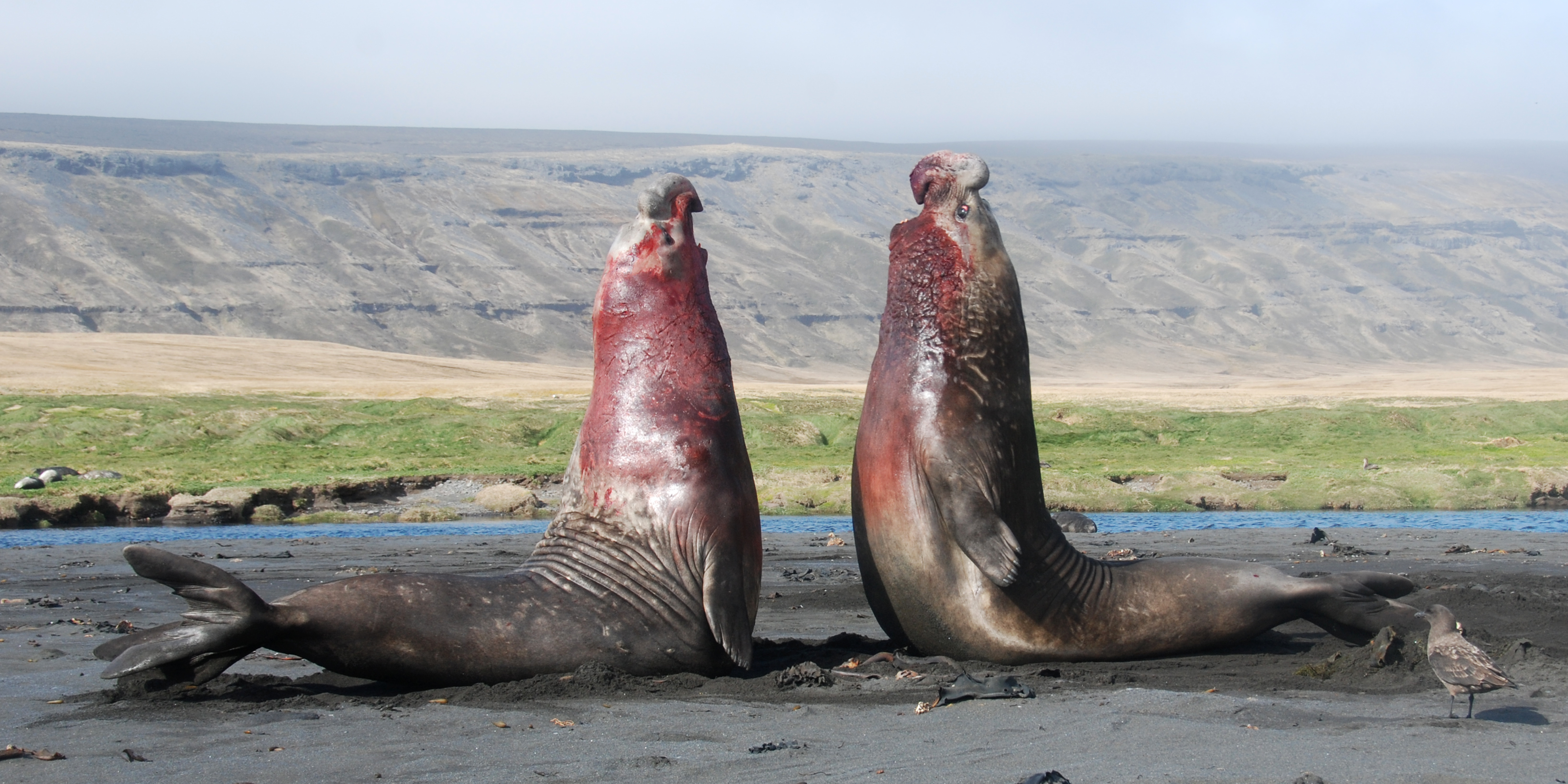
Souboj samců s patrnými zakrvavenými krky

Období rozmnožování začíná počátkem srpna, kdy se samci začínají stahovat do kolonií, které jsou ve stejných lokalitách každý rok. Samci postupně začnou s utvářením hierarchie, které je zásadní pro období říje. Rypouši jsou polygynní a na jednoho samce připadne více samic, takže pouze ti nejsilnější samci se nakonec spáří. V ustanovování hierarchie hrají klíčovou úlohu vokální projevy umocněné choboty, obranné i útočné pózy, kdy rypouší vypínají své tlusté plece, a fyzické boje přetlačováním a kousáním. Přímé boje jsou však vzácné a pouze kolem 4 % interakcí mezi samci zahrnuje fyzický kontakt a pouze méně než 2 % interakcí zahrnuje kousání. Při souboji zahrnujícím kousání se rypouši vzepřou na zadní část těla, vypnou plece a rozmáchnou se silným krkem a s otevřenou tlamou se snaží zarýt své špičáky do oblasti soupeřova krku. Kousání má však pouze doprovodnou roli a o skutečném vítězi rozhoduje celková síla samce a výdrž, s jakou dokáže odolávat svému soku. Soupeři se též snaží zahryznout jeden druhému do chobotu. Při fyzických soubojích mají samci často celý krk pokrytý krví. I přes množství krve valící se z krků končí souboje pouze ojediněle smrtí. K soubojům dochází hlavně mezi staršími jedinci.
Někdy od počátku do půlky září na pobřeží začnou dorážet březí samice a dominantní samci se je snaží nahnat do relativně ucelených skupin, kterým se říká harémy. Během tohoto procesu přitom pokračují boje samců o to, kdo bude mít výhradní právo přístupu k těmto samicím. O dominanci rozhoduje hlavně mohutnost těla, a tak alfa samci (nejdominantnější rypouši) bývají hlavně starší jedinci (12 let a více), jelikož ti mívají nejmohutnější těla. Alfa samec dominuje harému, avšak hlavně k větším harémům jsou přidruženi i další samci (u harému do 50 samic dominuje harému prakticky vždy pouze jeden samec). Jedná se o vyzyvatele (v angl. literatuře označováni jako challengers), kteří občas vyzývají alfa samce k souboji o dominanci nad harémem, a tzv. periferní samce (v angl. peripheral males). Periferní samci jsou přitom nejníže postavení samci v rámci harému, při jehož okrajích se shlukují. Periferní samci se často pokusí o kopulaci se samicemi na konci pářícího období, kdy samice začnou lézt do vody a opouštět kolonii. I když je pro alfa samce těžší, resp. energeticky náročnější uhlídat velké harémy, obecně platí, že alfa samci velkých harémů se nakonec spáří s více samicemi než alfa samci menších harémů a to i přesto, že jsou k větším harémům přidruženi další samci.

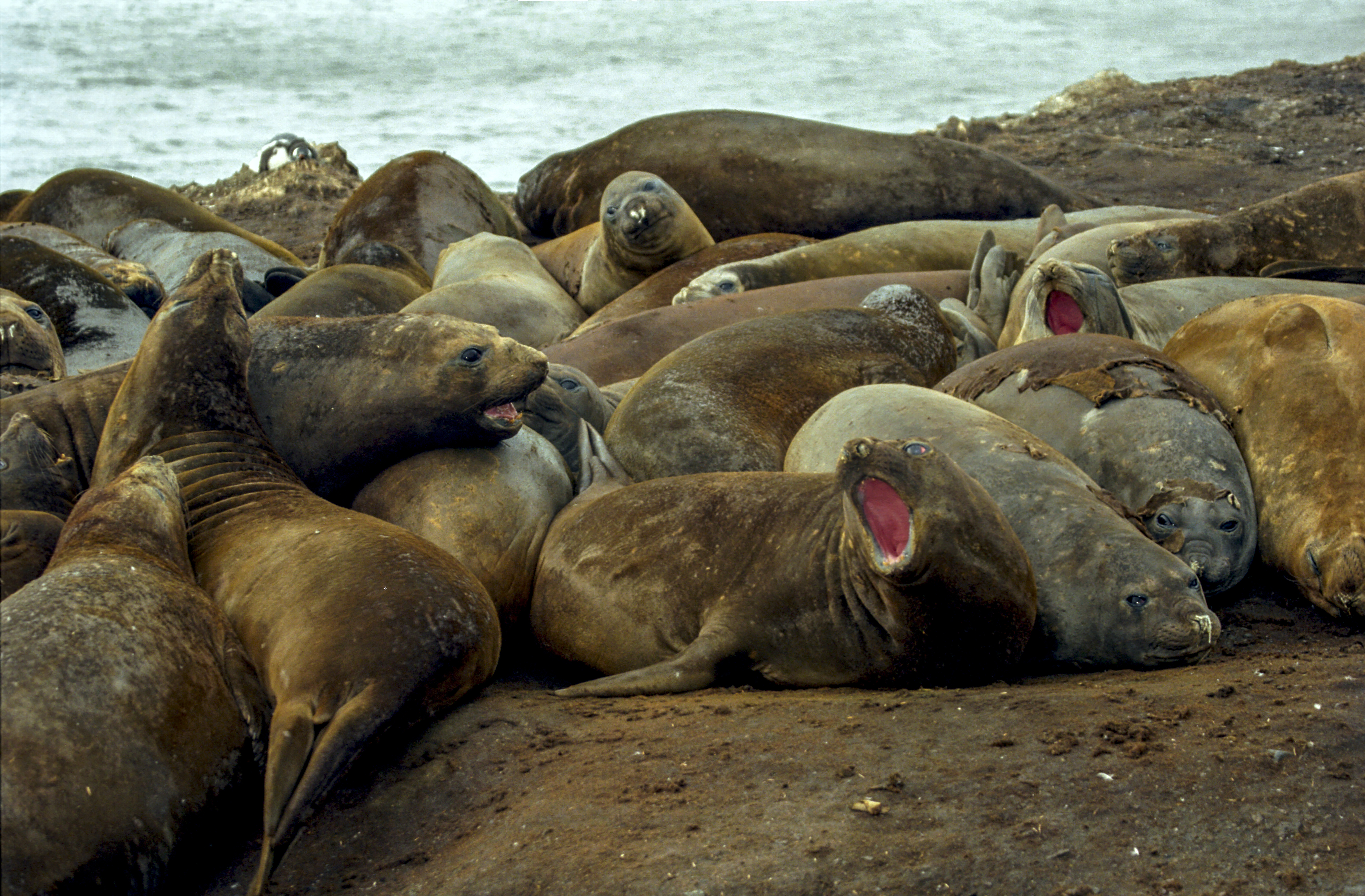
Rypouši sloní na pobřeží na Livingstonově ostrově

Hierarchické postavení samců je dynamické a během pářícího období se může proměňovat. Nahrazení dominantního samce jiným samcem může nastat zejména na vrcholném období páření. Většinou však místo změny alfa samce dochází k dosažení toho, že alfa samec začne tolerovat ostatní velké samce – vyzyvatele – kteří pak jsou připuštěni k samicím. Velikost harémů se nejčastěji pohybuje v desítkách či nižších stovkách samic, avšak mohou existovat harémy jen s několika rypoušicemi nebo naopak harémy přesahující tisíc samic. Na Jižní Georgii byly pozorovány harémy čítající až kolem 300 rypoušic na ostrově Macquarie kolem 1 tisíce a na Kerguelenech se vědci setkali s harémem co měl cca 1350 samic. Čím větší je harém samic, tím těžší je pro samce harém udržet a roste šance toho, že se samice spáří s jinými samci, kteří se o to pravidelně pokouší. Nicméně na Jižní Georgii byl pozorován vysoce dominantní samec, který vládl hned třem harémům, mezi kterými se pravidelně pohyboval a odháněl z nich ostatní samce.
Reprodukční úspěšnost samce závisí na jeho velikosti – čím větší samec, tím větší šance, že se spáří s větším počtem samic, jelikož čím větší samec, tím větší harém typicky ovládá. Alfa samci se nachází ve středu harému a nejmenší samci se nachází při jeho krajích (nebo také „na periferii“, odtud „periferní samci“). Alfa samci většinou zůstávají na souši nejdéle, což jim umožňují jejich mohutné tukové zásoby. Samci totiž během období páření nejedí ani nepijí a po celou dobu zůstávají na pobřeží. Ti největší z nich stráví na břehu kolem 3 měsíců.
Dominance samce nad harémem nezajišťuje, že se tento samec úspěšně spáří se všemi samicemi. Na poloostrově Valdés byly provedeny genetické testy 50 mláďat z jednoho harému. U 21 z nich bylo zjištěno, že mláďata nebyla počata alfa samcem daného harému. U 3 z nich stál za otcovstvím samec, který byl alfa samcem v harému v předešlých letech, 1 mládě bylo zplozeno alfa samcem z jiného harému, 1 mládě mělo za otce bývalého alfa samce z jiného harému, 6 mláďat mělo za otce samce přidružené k harému (tzn. jiného samce než alfa samce) a u 10 mláďat nebylo genetické otcovství určeno. Pouze okolo 30 % kopulací vyústilo v otcovství a více než polovina samic se pářila s více než jedním samcem.

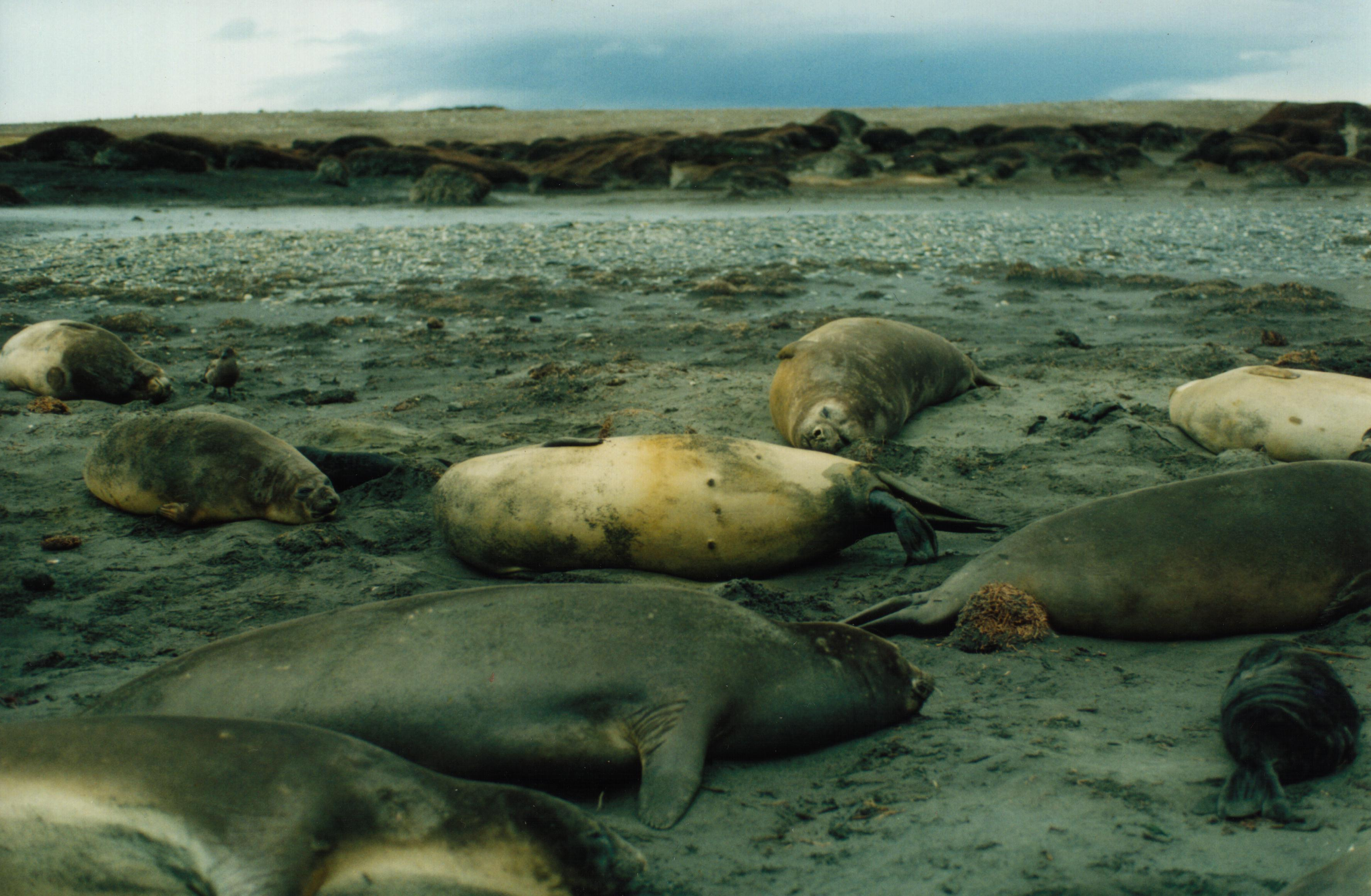
Samice při porodu

Podle studie z let 1991–1993 z Jižní Georgie byla míra kopulační frekvence pozitivně spjata s fyzickým postavením samce v harému – dominantní samci ve středu harému se pářili nejčastěji, periferní samci při okraji se pářili jen zřídka. Míra kopulační frekvence samců dosahovala vrcholu v harémech o velikosti kolem 100–150 samic (v průměru cca 1–2× za hodinu), což patrně odráží fakt, že u větších harémů tráví samec více času a energie zaháněním konkurenčních samců, a naopak v menších harémech je větší šance na to, že žádná samice zrovna nebude svolná ke kopulaci. Nejaktivnější alfa samci byli zaznamenáni u harémů o velikosti s cca 60 a 240 samicemi. V prvně zmíněném harému vykonal alfa samec kolem 900 kopulací během jednoho pářícího období, u druhého většího harému provedl dominantní rypouš kolem 800 kopulací.

#### Samice a porody
Samice se téměř vždy páří v tom harému, ve kterém vrhly. Rypoušice nemají vliv na vztahy mezi dominantními samci a v procesu zápasů samců o harémy hrají pouze minimální úlohu – nemohou si „vybrat“, do jakého harému budou nakonec patřit či jaký samec bude dominovat harému, ve kterém se nachází. Mohou se nicméně bránit kopulacím s níže postavenými samci, a to hlasitým protestním voláním, jehož cílem je přilákat pozornost majitele harému, který takového samce většinou zažene. Čím nižší je sociální postavení samce, který se chystá zmocnit samice, tím bývají její volání hlasitější. Vrcholná doba páření, tzn. doba, kdy je v harémech přítomno největší množství samic, se liší podle lokality a částečně závisí na zeměpisné šířce. Na poloostrově Valdés (42° j. š.) k tomuto momentu dochází kolem 2. října, na ostrově Macquarie (55° j. š.) kolem 15. října, na Heardově ostrově (53° j. š.) to je cca 18. října, na Jižní Georgii (54° j. š.) a na ostrově krále Jiřího (62° j. š.) kolem 25. října. Již několik dní po příchodu samic dochází k porodu mláďat, která jsou výsledkem kopulace v předchozím období říje. Každá rypoušice rodí vždy jen jedno mládě, dvojčata jsou velmi vzácná.
Mláďata se rodí nohama nebo hlavou napřed, přičemž porody nohama napřed jsou mírně častější.

#### Páření
Zhruba 3 týdny po porodu mláďat a těsně před odchodem na moře vstupují samice do estrálního cyklu a po dobu cca 2–3 dnů jsou připraveny k páření. Ke kopulaci dochází jednou až několikrát, např. na ostrově Valdés se samice pářily v průměru 2,5×. K páření dochází buď v harému nebo v době, kdy samice opouští kolonii. Utvoření páru je pouze velmi dočasné a po skončení období říje nepokračuje dále.
U samic probíhá odložená nidace. I když dochází k oplodnění vajíčka, to se neimplantuje do stěny dělohy hned, ale až někdy koncem února nebo počátkem března, čili až po skončení období línání. Samice tedy tráví na souši kolem 30 dní, během kterých se postí, načež se vrací zpět na moře, aby se vykrmily a nabraly tak ztracenou energii v podobě podkožního tuku. Zhruba 60–70 dní po intenzivním krmení se vrací na souš, aby prodělaly každoroční línání.

#### Mláďata

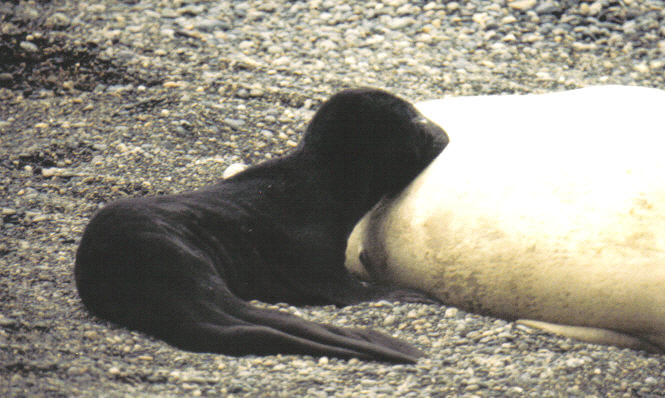
Mládě při sání mléka

Mláďata po narození měří kolem 127 cm a váží 35–50 kg. Platí, že novorození samci bývají o trochu těžší než samice. Po narození začne probíhat extrémní energetická výměna mezi samicí a jejím potomkem prostřednictvím laktace. Po následujících cca 18–23 dnů mláďata sají mateřské mléko, které je extrémně tučné a obsahuje poměrně velké množství cukru. V prvních dnech laktace mléko obsahuje kolem 12 % tuku, avšak během následujících dní obsah tuku roste až k 52 %, zatímco obsah vody se snižuje z původních 70 % na 33 %. Mléko je velmi husté a konzistencí spíše připomíná puding. Každé mládě průměrně vysaje necelých 5 litrů mléka denně. Mláďata během tří týdnů až ztrojnásobí svou váhu na cca 100–130 kg. Samice naproti tomu ztratí kolem 160 kg své váhy, což představuje cca třetinu jejich celkové váhy. Během tohoto procesu samice nejedí ani nepijí a dochází tedy pouze k energetickému výdeji.

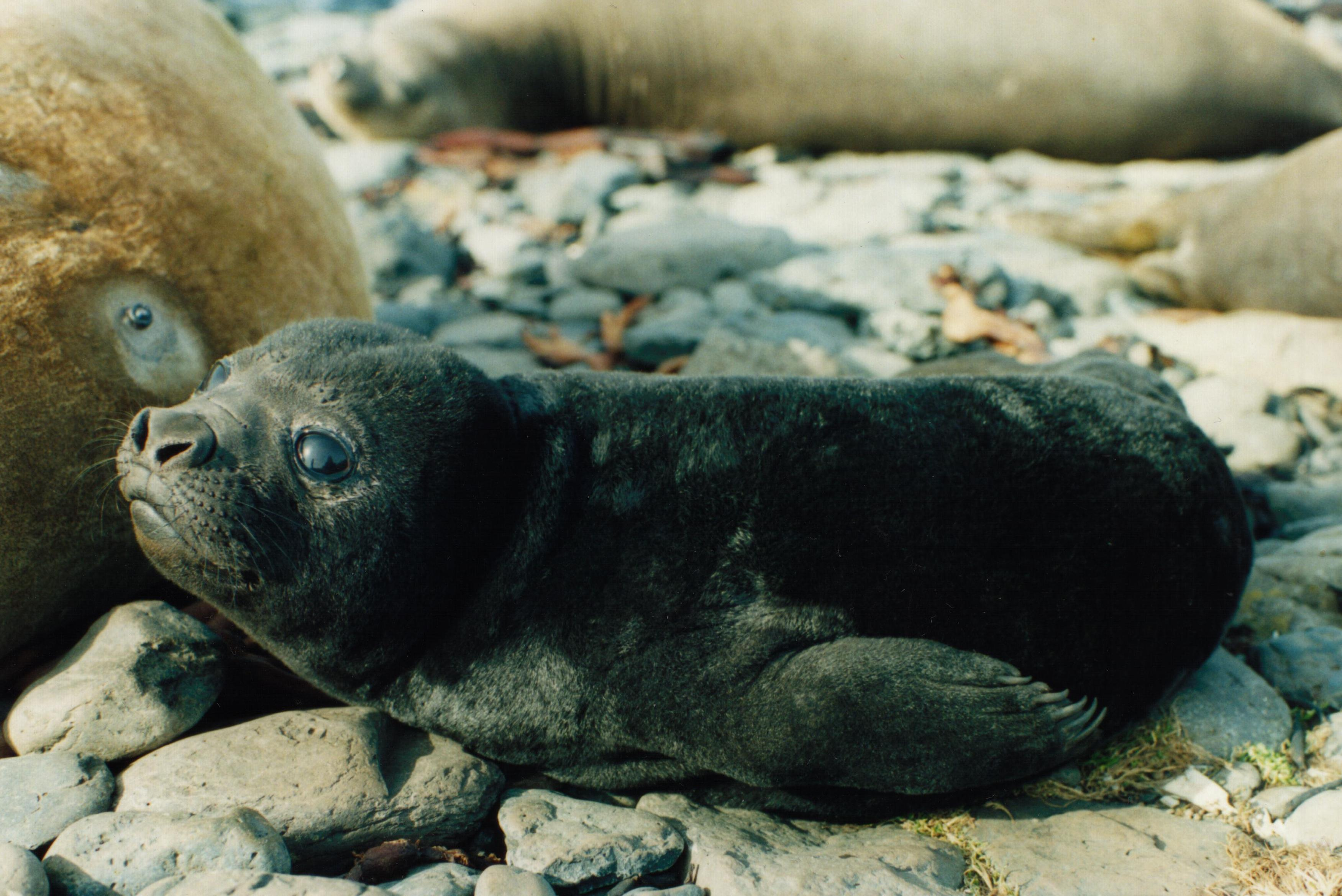
Novorozeně s patrnou tmavě zbarvenou srstí

Po skončení třítýdenního období laktace mláďata zůstávají dalších cca 40–50 dní u břehu. Během tohoto období prodělají první línání, kdy dojde k nahrazení chundelatých a měkkých chlupů za srst s lepšími vlastnostmi pro pobyt ve vodě. V této době ještě neloví a žijí z tukových zásob, takže ztratí až 30 % své váhy. Plavat a potápět se naučí až koncem tohoto období. Někdy koncem prosince mláďata opustí své natální kolonie (kolonie, kde se narodila) a rozšíří se do cca 10 km vzdálenosti od kolonie a začnou si obstarávat potravu. Na poloostrově Valdés byl průměrný věk mláďat v době opuštění kolonie 67,5 dne (± 8 dní). Platilo přitom, že mláďata, která se narodila v kolonii mezi prvními, strávila na břehu nebo v jeho těsné blízkosti o cca 9 dní déle než později narozená mláďata. Juvenilní rypouši se vrací ze své první lovecké výpravy zpět do natální kolonie za 5–7 měsíců. Do té doby se jejich těla zvětší až o 75 %. Následující týdny až měsíce odpočívají. Jejich odchod zpět na moře či na jiné pláže nastává někdy v srpnu, kdy do kolonie začnou dorážet první dospělí samci.

### Období línání
Po období rozmnožování se dospělí rypouši i rypoušice vydávají na několik týdnů na moře, kde se intenzivně krmí, aby alespoň částečně doplnili své zásoby tuku, a připravili se tak na následující línání, během kterého se (opět) postí. Např. samice z Ostrova krále Jiřího strávili krmením v průměru 58 dní, během kterých nabraly v průměru 135 kg, což představovalo znovuzískání 55 % hmoty ztracené během laktace.
Línání probíhá jednou za rok. Nedospělí jedinci línají mezi listopadem a lednem a tento proces u nich trvá 4–6 týdnů. Dospělí samci línají v období mezi koncem ledna do března a dospělé samice mezi prosincem a lednem. Dospělým jedincům trvá línání v průměru o něco déle než mladým jedincům, cca 5–6 týdnů. Na línání se rypouši vrací na tu stejnou pláž, kde došlo k páření.
Během tohoto období jsou nahrazeny nejen chlupy (včetně hmatových vousků), ale i zrohovatělá pokožka (svrchní část kůže), která se spolu se srstí v cárech odlupuje. Během línání je rychlost metabolismu rypoušů zhruba 2–3krát vyšší než v době odpočinku. Rypouši setrvávají po celou dobu línání na souši, takže celý měsíc nejedí. I tak dochází k výraznému úbytku jejich tělesné hmotnosti následkem zvýšeného energetického výdeje, který je potřeba k tvorbě nové srsti a kůže. U samic byl naměřen úbytek váhy 4–5 kg denně.
Rypouši se často stahují do bahnitých prohlubní, kde jsou natěsnáni vedle sebe, čímž dochází u jedinců ve středu skupiny ke zvýšení povrchové teploty těla, takže spotřebují méně energie na termoregulaci. K línání je totiž potřeba udržovat poměrně vysokou povrchovou teplotu kůže. Ke shromažďování v bahně dochází hlavně při zhoršení počasí, kdy klesne teplota, a uprostřed línacího období, kdy je energetická náročnost termoregulace nejvyšší. Bahno patrně rypoušům pomáhá i ve snížení pocitu svědění, který během línání pociťují. Natěsnání těl těsně vedle sebe navíc podporuje mechanické opotřebení a odlupování staré kůže a srsti.
Během línání rypoušům pomáhá k udržování vysoké povrchové teploty těla zvýšený průtok krve. Pokud naopak dojde k přehřátí těla rypoušů, dochází k odvodu tepla pomocí termálních oken umístěných na trupu a ploutvích. Termální okna představují místa, kde se těsně pod kůží nachází velké cévy, a kudy se v případě potřeby efektivně odvádí teplo z těla.

### Plavání a potápění

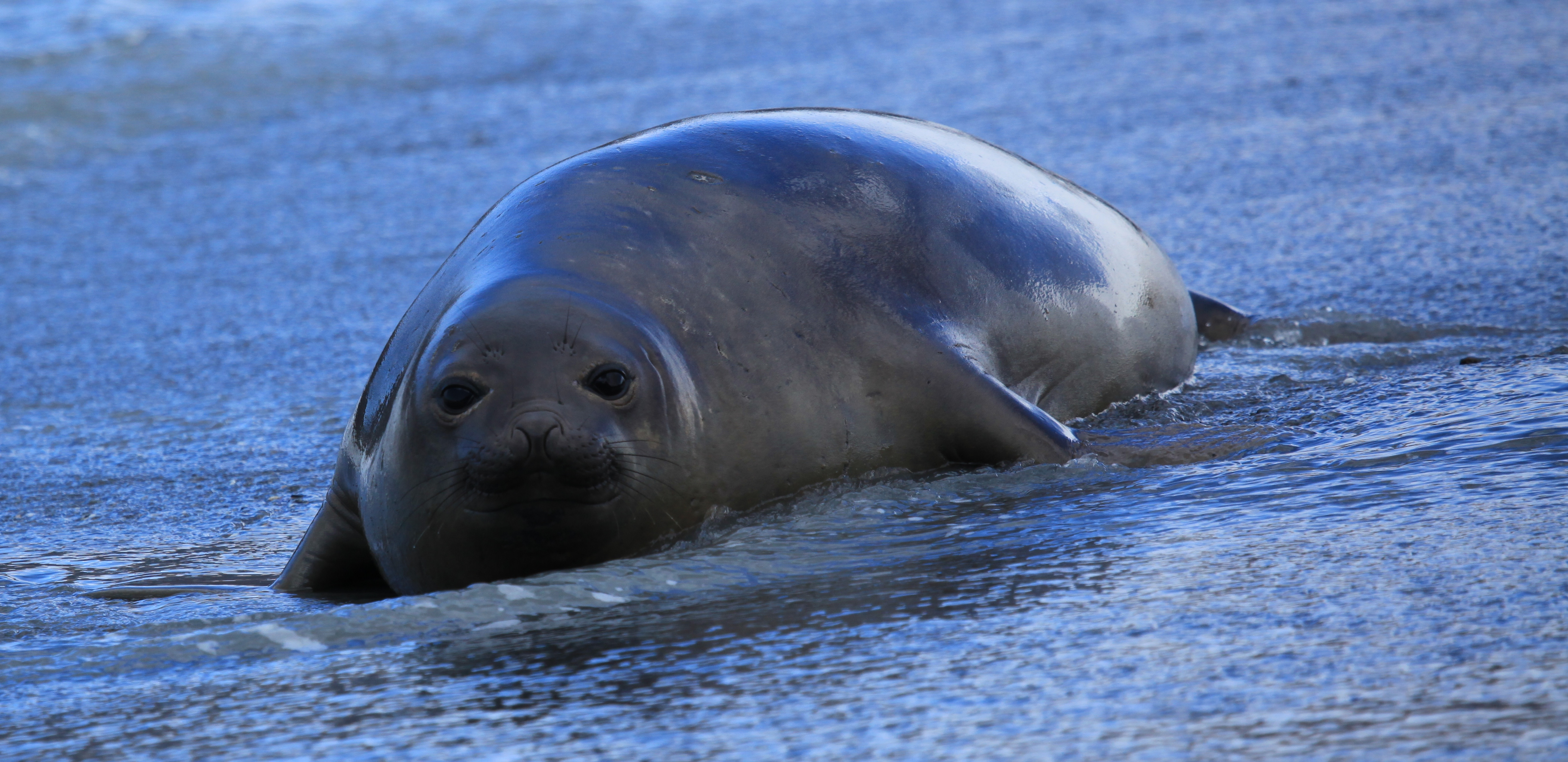
Rypouš na pláži na Jižní Georgii

I když se rypouši již rodí s četnými fyziologickými předpoklady pro pobyt ve vodě, některé fyziologické adaptace pro vodní život nastávají až po narození. Jedná se např. o nabírání podkožního tuku, který izoluje těla rypoušů při pobytu ve vodě. Mláďata ho získávají až prostřednictvím extra tučného mateřského mléka. Laktace u rypoušů trvá pouze cca tři týdny, avšak v této době dokáží mláďata nabrat i 60 kg podkožního tuku. Postupem času u mláďat narůstá poměr krve k celkovému objemu těla – zatímco při narození představuje podíl krve na celkovém tělesném objemu kolem 11 %, kolem 8. měsíce věku se jedná až o 16 %. Poté, co mláďata vstoupí poprvé do vody a začnou se učit plavat, začne docházet k rapidnímu růstu svaloviny potřebné k pohybu ve vodě a pod ní jako jsou svaly kolem páteře a proximální svaly předních končetin. Ve vodě se rypouši sloní pohybují mnohem obratněji než na souši. Pod vodou dosahují průměrné rychlosti kolem 7–8 km/h, avšak krátkodobě dokáží plavat rychlostí až 25 km/h.
Rypouši sloní představují velice zdatné potápěče. Během 10 měsíců, které každoročně tráví na moři, stráví kolem 90 % času pod vodou. Průměrná hloubka ponoru je 400–600 m a průměrná doba ponoru je 20–30 minut s vynořením na nadechnutí na cca 2–3 minuty. Rypouši sloní se však dokáží ponořit i na mnohem delší dobu, do hlubších vod a na hladině někdy setrvávají mnohem déle. Největší zaznamenaná hloubka, do které se rypouš sloní potopil, byla 2 388 m. Samice rypouše byla zaznamenána při ponoru trvajícím 120 minut. Doba, jakou rypouši stráví na hladině mezi ponory, přitom není přímo úměrná délce ponoru – např. zmíněná samice, která se ponořila na 120 minut, strávila na hladině po vynoření pouze 2,5 minuty, načež následoval 30 minutový ponor do hloubky 600 m. Rypouši mohou na hladině strávit i 14 hodin.
Fyziologické mechanismy, které umožňují rypoušům potápění do takových hloubek, přitom nejsou úplně jasné. Zdá se, že rypouši sloní během potápění mohou navýšit svou aerobní kapacitu (schopnost kardiovaskulárního systému produkovat okysličenou krev) pomocí snížení rychlosti metabolismu na cca 40 % rychlosti metabolismu během odpočinku.
U rypoušů severních bylo zaznamenáno, jak během potápění i spí. Položí se na záda a s břichem obráceným vzhůru pomalými krouživými pohyby připomínajícím padání listu klesají ke dnu. Rypouši severní takto pomalu padají i desítky minut až do hloubek kolem 400 m, kde jsou dobře chráněni před predátory. Usuzuje se, že takto dokáží spát i rypouši sloní.

### Potrava

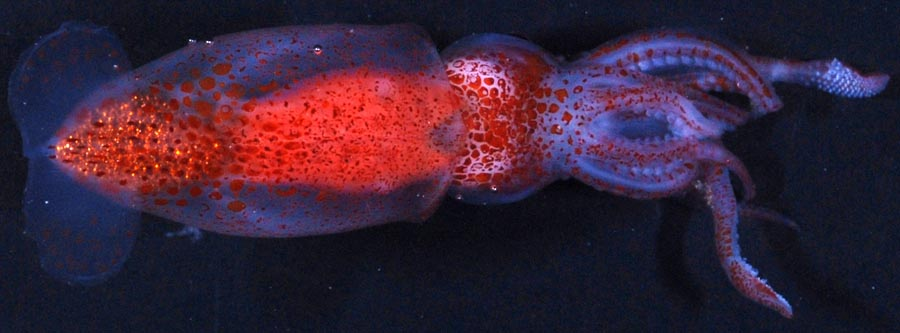
Krakatice glaciální, oblíbená potrava rypoušů z Ostrova krále Jiřího

Potravu si shání výhradně na moři, a to ve dvou habitatech: v hlubokých otevřených oceánských vodách a v mělkých oblastech kontinentálních šelfů jako jsou Antarktický kontinentální šelf, plošina Kerguelen nebo Patagonský šelf. Složení potravy přitom není úplně jasné, jelikož rypouši tráví podstatnou část života na otevřeném moři a kořist loví pod vodou, což se vědcům složitě zkoumá. Studie zabývající se potravním složením rypoušů se zaměřují hlavně na identifikaci zbytků potravy v koloniích rypoušů na souši, takže výsledky takových výzkumů jsou předpojaté k potravě z poslední doby. Obecně se dá říci, že se rypouši sloní živí rybami a desetiramenatci, avšak přesné složení jídelníčku se liší v závislosti na populaci a dostupnosti potravy.
Např. při průzkumu obsahu žaludků rypoušů z Ostrova krále Jiřího se zjistilo, že tamější populace se živí hlavně chobotnicemi a desetiramenatci, přičemž nejčastěji loveným živočichem byla krakatice glaciální (Psychroteuthis glacialis), a to jak do počtu (až 77 % zkoumaných vzorků patřilo tomuto druhu), tak do biomasy (81 % objemu vzorků). K důležitým druhům, které loví tamější samice, patří kalmar antarktický (Alluroteuthis antarcticus) a u samců to byla chobotnice z rodu Pareledone, patrně Pareledone charcoti. Ryby byly nalezeny v cca 15 % případů, přičemž k nejdůležitějším loveným druhům patřily ryby z čeledi lampovníkovití (Myctophidae), zvláště lampovnice Nicholsova (Gymnoscopelus nicholsi), a ledovka antarktická (Pleuragramma antarctica). Naproti tomu při průzkumu jídelníčku rypoušů z Heardova ostrova dominovaly ve složení jídla vedle desetiramenatců i ryby (77,3 % vzorků patřilo rybám). Na ostrově Macquarie pak dominovala jídelníčku krakatice Histioteuthis eltaninae a zbytky ryb byly nalezeny ve 33,8 % případů.
Rypouši cestují do míst, kde shánějí potravu, stovky až tisíce kilometrů. Během rozsáhlé studie z let 2004–2010, kdy byli sledováni rypouši z různých populací a ostrovů, byla nejdelší vzdálenost, kterou rypouš sloní urazil do svého loviště, 5482 km. Průměrná vzdálenost však byla 1765 km. Rozdíly v uražené vzdálenosti mezi pohlavími byly minimální (cca 5 %), avšak byly zaznamenány znatelné rozdíly v různých regionech. Nejdéle za potravou plavaly samice z jižního Tichomoří (2975 km), a naopak nejkratší lovnou trasu měly samice z oblasti Antarktického poloostrova, které plavaly za kořistí v průměru „pouze“ 1464 km. Rypouši nicméně mohou zůstat i v relativní blízkosti kolonie; během výzkumu loveckých výprav rypoušů z Jižní Georgie byli pozorováni samci, kteří se zdržovali do 450 km od kolonie, zatímco většina samic se vydala k antarktickým břehům. Pokud rypouši plavali za potravou do dalekých míst vzdálených přes tisíc kilometrů, typicky pravidelně uráželi 70–80 km denně s občasnými kratšími dny.
Množství potravy, které rypouši každoročně spotřebují, se pohybuje v tunách a sezónně se liší. V zajetí samec spotřeboval 8–11,6 tun ryb ročně, samice kolem 3,4 tun.
Podobné jako ostatní ploutvonožci, ani rypouši sloní nepijí mořskou ani sladkou vodu a tekutiny získávají výhradně ze své kořisti. V době sníženého přísunu potravy (např. v době půstu) získávají jejich těla vodu štěpením vlastních tuků.

### Úmrtnost a dožití
Typická úmrtnost mláďat (tzn. úmrtnost bez neobvyklé události jako je např. nedostatek potravy) je poměrně malá, pouze okolo 5 %. Úmrtnost mláďat roste s velikostí harému, jelikož ve velkých harémech je na sobě natěsnáno velké množství jedinců a spíše tam dojde k umačkání mláděte.
Samci i samice se mohou dožít až cca 23 let, avšak pouze minimum z nich se dožije tak vysokého věku. Např. na ostrově Macquarie se pouze 2,6 % samců dožilo věku 10 let a na ostrově Marion se jen 7 % samic dočkalo věku 14 let. Samice se začínají pářit nejčastěji mezi 4. až 7. rokem života. Samci sice dosahují pohlavní dospělosti již v 5 letech, avšak v takto nízkém věku se jim jen málokdy podaří spářit se samicí v přísně střeženém harému, nad kterým má dohled mnohem větší alfa samec. Kolem věku 10 let se samci často dočkají prvního páření coby „periferní“ samci harémů. Ve věku 12 let samci konečně dostanou reálnou šanci stát se alfa samci a vládnout harému, čímž si zajistí výhradní právo na kopulaci se samicemi v harému. Délka jedné generace je kolem 9,5 let.
O obou zástupcích rodu rypouš se dá říci, že rostou rychleji a umírají dříve než ostatní tuleňovití.

## Výskyt

### Biotop
Rypouši sloní tráví většinu času v oceánu. Na souši vyhledávají především písčité a štěrkové rovné pláže s občasnou trávou či křovím. Takové prostředí jim umožňuje relativně snadný pohyb po souši i přístup k oceánu. Pro odpočinek si někdy vybírají travnaté a bahnité plochy poblíž pláží. V nejjižnějších oblastech a na pobřeží Antarktidy mohou obývat ledem a sněhem pokryté břehy.

### Populace a rozšíření

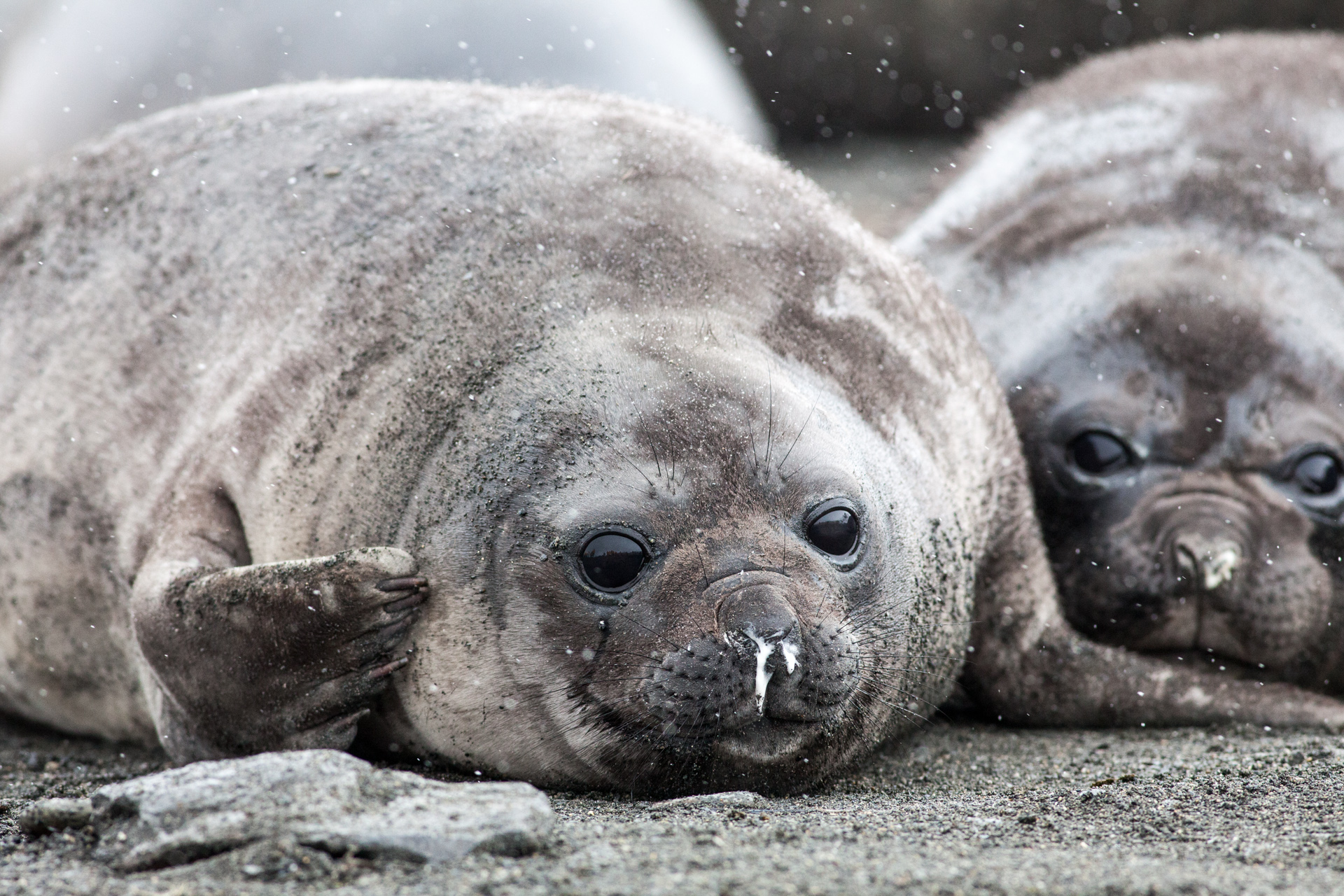
Mláďata na Jižní Georgii

Rypouši sloní se vyskytují kolem celé Země v pomyslném páse, který je na jihu ohraničený pobřežím Antarktidy a na severu vodami na jih od Jihoafrické republiky, Austrálie, Nového Zélandu, pobřežím Argentiny a nejjižnějším pobřeží Chile. U druhu se rozlišují čtyři populace, které se mísí pouze ojediněle. Tyto populace jsou geograficky rozděleny do následujících oblastí:
1. Argentina (poloostrov Valdés, Faklandy)
2. Atlantik (Jižní Georgie, Jižní Orkneje, Jižní Shetlandy, Bouvetův ostrov, Goughův ostrov)
3. Indický oceán (Kergueleny, Crozetovy ostrovy, Heardův ostrov, Ostrovy prince Edvarda)
4. Tichomoří (Macquarie, Campbellovy ostrovy, Ostrovy Protinožců)[13]

Zdaleka největší množství těchto ploutvonožců se přitom páří na Jižní Georgii, kde se každoročně shromažďuje cca 54 % z celkové pářící populace. K dalším významným lokalitám rypoušů sloních patří Kergueleny, kde se každoročně rodí cca 21 % z celkového počtu rypouších mláďat, a dále poloostrov Valdés, Heardův ostrov a ostrov Macquarie, na kterých se rodí více než 5 % z celkové populace mláďat.

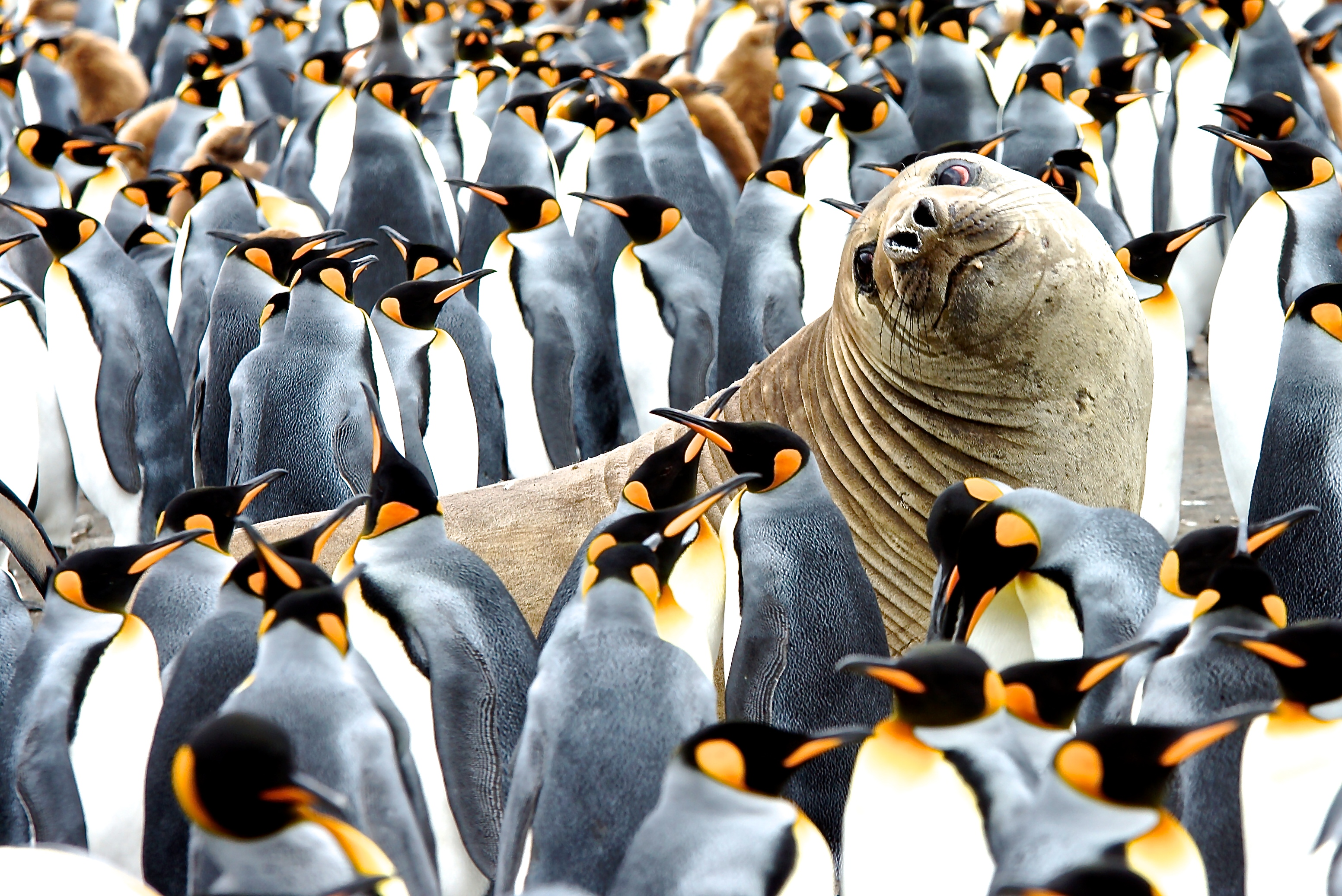
Na plážích se biotop rypoušů často překrývá s tučňáky, se kterými lze rypouše na subantarktických ostrovech často spatřit

Vedle zmíněných ostrovů bylo zaznamenáno narození malého množství mláďat i na některých dalších místech, jako je pobřeží Antarktidy, Ostrov Svatého Pavla či na australské pevnině. Taková pozorování jsou však výjimečná. Rypouši sloní jsou občas pozorováni i na březích Jihoafrické republiky a Nového Zélandu. Zatoulaní jedinci byli spatřeni ve vodách či na pobřeží i mnohem vzdálenějších států od běžného areálu výskytu rypoušů, jako jsou Brazílie, Ekvádor, Mauricius, Mosambik, Namibie, Peru, Uruguay či dokonce Šrí Lanka a Omán. Rypouši tedy výjimečně mohou překročit i rovník. Vůbec nejsevernější výskyt druhu byl zaznamenán v americké Indianě, kde byl na řece Wabash nalezen kosterní pozůstatek lebky rypouše sloního. Pomocí radiokarbonové metody datování bylo určeno, že tento pozůstatek pochází z cca 8. století. I když nebylo vyloučeno, že by se mohlo jednat o artefakt přenesený člověkem, autoři studie zkoumající vzorek jsou přesvědčeni, že se jednalo o zatoulaného samce rypouše sloního, který překročil rovník, přeplaval Mexický záliv a poté se vydal na cca 1000 km dlouhou pouť po řece Mississippi a jejích přítocích, až uvázl na mělčině a pošel. Nejsevernější potvrzené pozorování živého jedince proběhlo v roce 2019 v Mexickém zálivu na 23° s. š.
Vedle zmíněných čtyř současných populací jsou ještě známy čtyři historické populace, a sice populace z Ostrova Svaté Heleny, souostroví Tristan da Cunha, Ostrovů Juana Fernándeze a z Bassova průlivu. Všechny čtyři populace jsou považovány za vyhynulé, a to patrně následkem lovu člověkem.
Poslední rypouš sloní z východotichomořské populace Ostrovů Juana Fernándeze (cca 34. rovnoběžka j. š.) byl uloven v roce 1840. Od 40. let 20. století však začali být rypouši sloní znovu zaznamenávání po celé délce chilského pobřeží a výjimečně až u Ekvádoru a Panamy. Jelikož se počet pozorování rypoušů v těchto vodách neustále stupňuje, dá se předpokládat, že dochází k pozvolné rekolonizaci původního habitatu východního Tichomoří. Nicméně kolonie, kde dochází k páření (jednotky či nižší desítky mláďat ročně), existují pouze na jižním cípu Chile (jižně od 51. rovnoběžky j. š.), čili tento – potenciální – rekolonizační proces zatím nebyl úspěšný. V roce 2019 byl zaznamenán vůbec nejsevernější porod, a sice na souostroví Chiloé v jižním Chile na 42° j. š.).
Celkový počet rypoušů je složité odhadnout; na vině je především jejich biologie (většinu času tráví na moři, většinou pod vodou; pohybují se po celém obvodu Země apod.) a jejich relativně roztroušený výskyt. V 70. letech 20. století se nicméně jejich počet odhadoval na cca 758 tisíc jedinců, v 90. letech na 654 tisíc, a počátkem 21. století na 739 tisíc. Úbytek ve druhé polovině 20. století nastal hlavně u populace Macquarie, částečně i u populace Indického oceánu. Populace z Jižní Georgie zaznamenala mírný nárůst, a argentinská populace zaznamenala razantní nárůst z cca 14 tisíc jedinců na cca 42 tisíc (odhad k počátku 21. století). Není přitom zcela zřejmé, co způsobilo populační pokles, který je nejvýraznější u populace z ostrova Macquarie, avšak bývá dáván do souvislosti s vysokou mortalitou samic a mláďat, na což má klíčový vliv zhoršená dostupnost potravy. V úvahu přichází i další hypotézy jako změna životního prostředí. Sčítání rypoušů na ostrově Macquarie v letech 2015 a 2016 ukázalo, že v těchto letech začal počet rypoušů mírně stoupat. Zatím však není úplně jasné, zda se jedná o krátkodobou záležitost či zvrácení dlouhodobého klesajícího trendu.
Výzkum z roku 2005 odhadoval celkový počet rypoušů na 740 tisíc (tento počet přebralo i australské Ministerstvo zemědělství, vody a životního prostředí). IUCN odhaduje k roku 2015 celkový počet dospělých rypoušů sloních (tzn. nepočítají mláďata a nedospělé jedince) na 325 tisíc jedinců.

## Vztah k lidem

### Lov domorodci

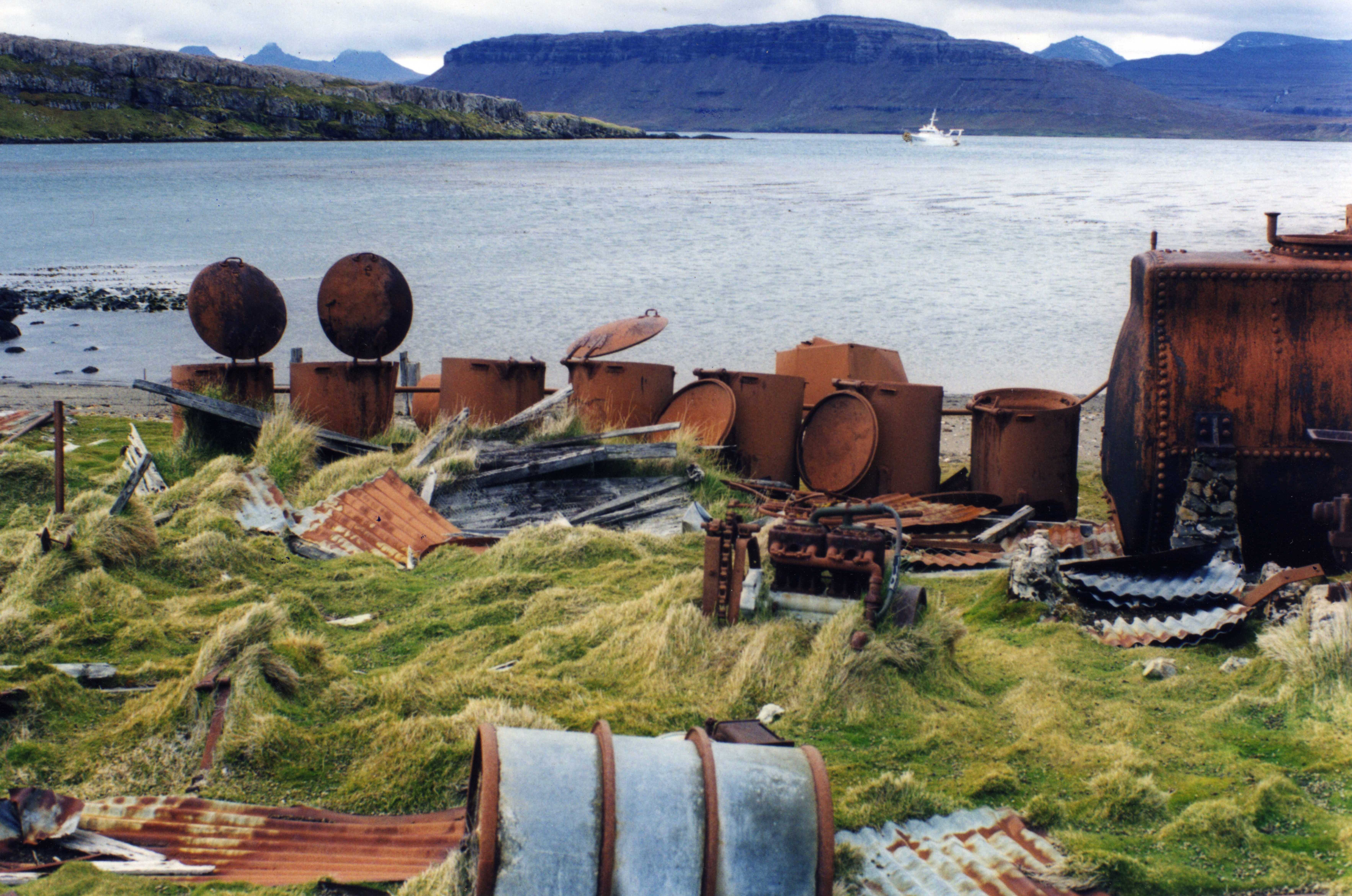
Pozůstatky hrnců používaných k výrobě rypoušího oleje (Kergueleny, fotografie z roku 1999)

Rypouši sloní byli loveni domorodými etniky Austrálie, Chile, a patrně i Nového Zélandu. Představovali pro ně poměrně snadný zdroj potravy. Podle archeologických nálezů se kdysi nacházela kolonie rypoušů i v severozápadní Tasmánii, avšak tamější Austrálci rypouše lovili až k vyhynutí, ke kterému došlo zhruba kolem roku 1000. Archeologické nálezy kosterních pozůstatků rypoušů sloních na území Nového Zélandu z doby kolem roku 1500 ukazují, že rypouši byli patrně loveni i tamějšími Maory, avšak důkazy o přítomnosti kolonie zatím chybí.

### Komerční lov
Stejně jako ostatní ploutvonožci, i rypouši sloní byli od konce 18. století masově loveni. Lovci ploutvonožců evropského původu se nejdříve zaměřovali na lachtany podčeledi Arctocephalinae, kteří byli loveni pro vynikající kvalitu srsti, po níž byla poptávka ze strany evropského módního průmyslu. Po jejich rapidním úbytku se však pozornost lovců obrátila k rypoušům, kteří byli loveni hlavně pro svůj tuk. Ten byl používán ke svícení a svou kvalitou se takřka vyrovnal tuku vorvaňů, který byl ceněn nejvíce. Rypouší tuk při hoření totiž nevydával zápach ani kouř a hořel jasným plamenem. Vedle svítilen byl olej používán k lubrikaci strojů a kůží, na výrobu lan či při výrobě textilií.
Komerční lov rypoušů probíhal tak, že skupina lovců nejprve dopravila na vhodnou pláž obří litinové hrnce (v angličtině se tyto hrnce nazývají trypots), pod kterými se nachystalo ohniště. Lovci se poté vydali na pláž, kde se vyskytovali rypouši (typicky v době rozmnožování nebo línání), které začali postupně masakrovat. Loveni byli samci i samice. Po zabití rypouše byla z jeho těla nejprve stažena kůže a poté z něj byl odřezán podkožní tuk. Podkožní tuk byl naporcován na kusy, svázán dohromady a na vorech či menších loďkách dopraven na nákladní lodi kotvící nedaleko břehu. Ta převezla náklad do míst se sestavenými hrnci, kde byl podkožní tuk rozvařen a výsledný olej se uskladnil do sudů. Z jedné rypoušice se dalo získat kolem 45–75 litrů oleje, ze samce kolem 400 litrů. Na podobném principu se získával i olej z tučňáků a kytovců. Na Jižní Georgii se na místních plážích lze s pozůstatky těchto hrnců stále setkat. Lovci rypoušů takto drancovali kolonie i po 2 či 3 roky, dokud se s plným nákladem sudů s olejem nevrátili do místa vyplutí.

Vybraná dobová vyobrazení komerčního lovu rypoušů sloních
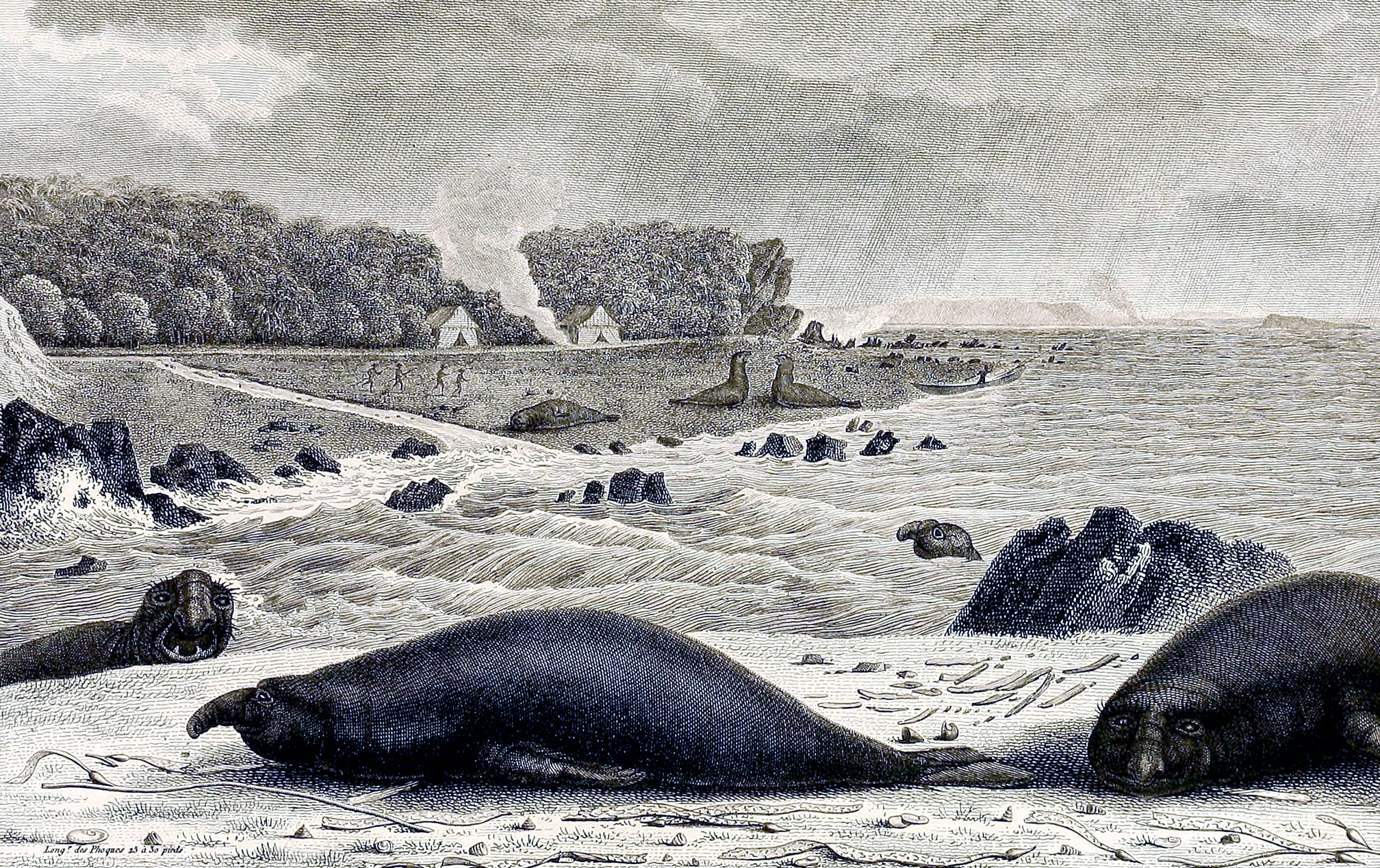
Rypouši na pláži, na pozadí stany a lovci s třímající kopí (Charles-Alexandre Lesueur, 1807)
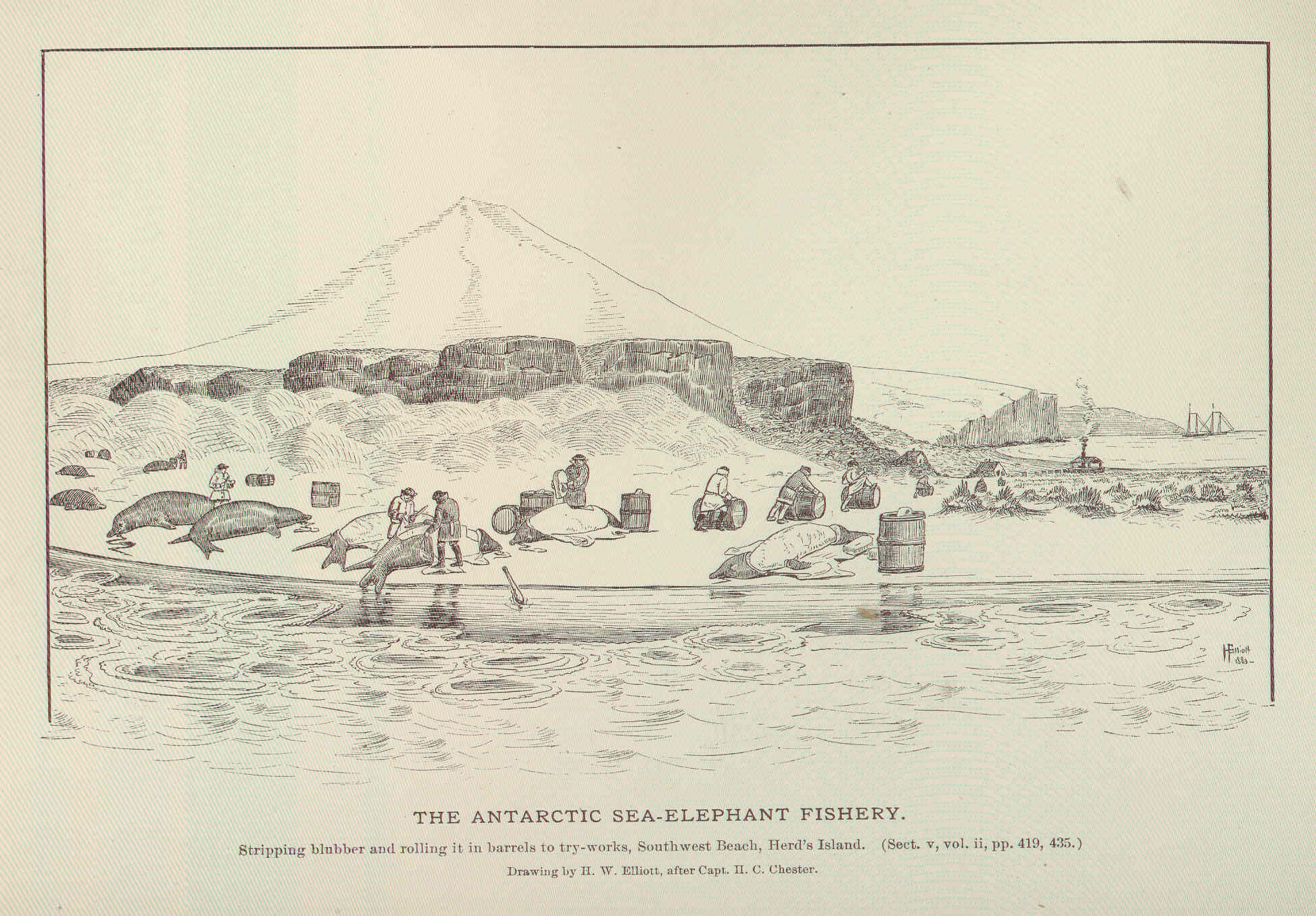
Ilustrace zobrazující lovce rypoušů během získávání podkožního tuku (Henry Wood Elliott, 1887)
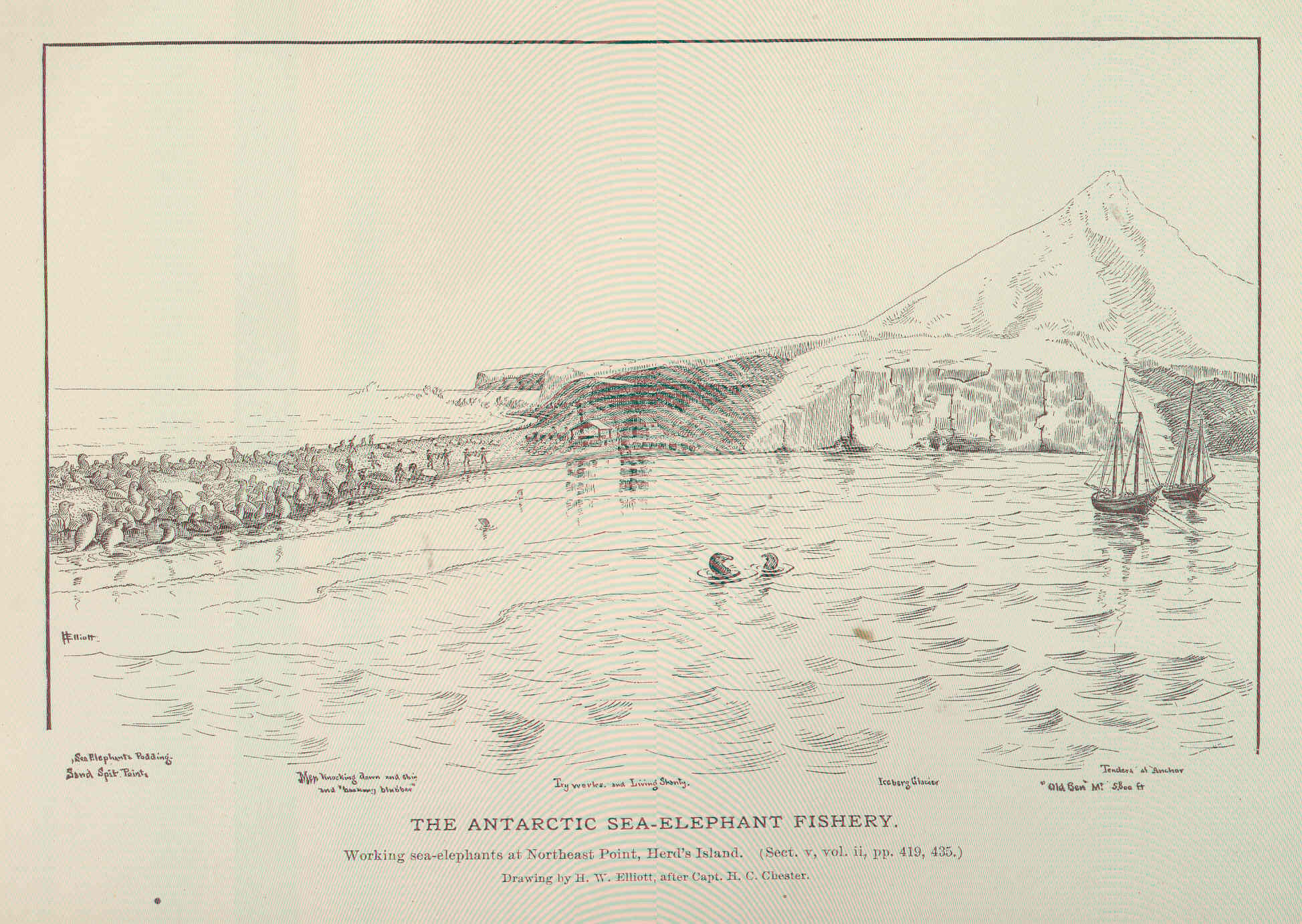
Rypouši na pláži, na pozadí lovci s kopími a jejich stany (Henry Wood Elliott, 1887)
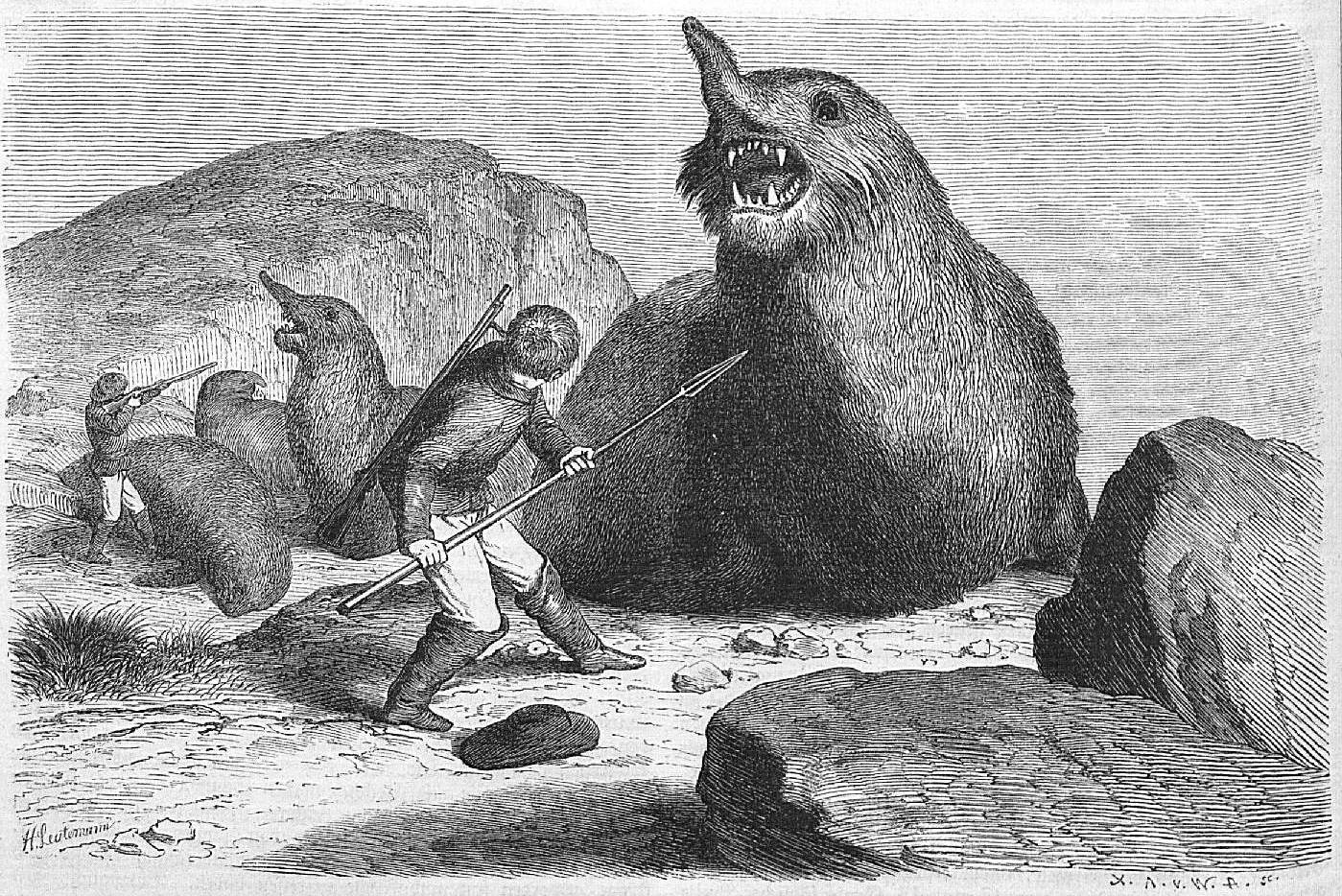
Lov rypoušů na dobovém rytu (Heinrich Leutemann, 1859)

Lov rypoušů probíhal s pomocí velkých nákladních lodí a námořníci proto hledali hlavně místa, kde se nacházelo velké množství těchto ploutvonožců, aby se to ekonomicky vyplatilo. Místa s nízkým výskytem rypoušů většinou pomíjeli. Díky tomu nakonec přežilo nájezdy lovců dostatečné množství jedinců, kteří se po skončení lovu ploutvonožců znovu rozšířili do většiny míst, kde byli předtím masově loveni. Celkové počty ulovených rypoušů nejsou známy, nicméně předpokládá se, že to bylo přes jeden milion zvířat. Následkem lovu rypoušů zaznamenala populace na některých oblastech drastický úbytek. Z některých oblastí, jako je tasmánský ostrov King, rypoušové vymizeli úplně.
Komerční lov rypoušů (i dalších ploutvonožců) povětšinou skončil na počátku 20. století, jak lov přestal být ziskový a zároveň se začala objevovat opatření na ochranu ploutvonožců. Po skončení komerčního lovu se většina populací rypoušů rychle zotavila na svou původní velikost. Na některých místech však lov probíhal i nadále. V Jižní Georgii se mezi lety 1909–1964 pokračovalo s omezeným, kontrolovaným lovem rypoušů, který provozovaly licencované společnosti. Podobně kontrolovaný lov probíhal mezi lety 1958–1961 i na Kerguelenech. Odhaduje se, že mezi lety 1909–1964 bylo v Jižní Georgii zabito kolem 260 tisíc rypoušů, převážně dospělých samců.

### Právní ochrana
Jelikož je celková populace rypoušů sloních relativně stabilní a nehrozí jim žádné akutní nebezpečí, IUCN hodnotí druh jako málo dotčený. Rypouši jsou prakticky ve všech oblastech výskytu chráněni; jejich ochrana je zajištěna Úmluvou o zachování antarktických ploutvonožců a Úmluvou o zachování živých mořských zdrojů Antarktidy. Obě úmluvy byly vytvořeny v rámci Antarktického smluvního systému. Rypouši jsou chránění i na lokální úrovni v rámci jednotlivých států, kde se vyskytují. Např. na Novém Zélandu se jedná o „Zákon na ochranu mořských savců 1978“ (Marine Mammals Protection Act 1978) a v Austrálii „Zákon na ochranu životního prostředí a biodiverzity 1999“ (Environment Protection and Biodiversity Conservation Act 1999).
Nad výše zmíněnou ochranu jsou některá místa výskytu rypouších kolonií chráněna jako přírodní památky UNESCO – jedná se např. o poloostrov Valdés, Heardův ostrov a McDonaldovy ostrovy či Campbellovy ostrovy.

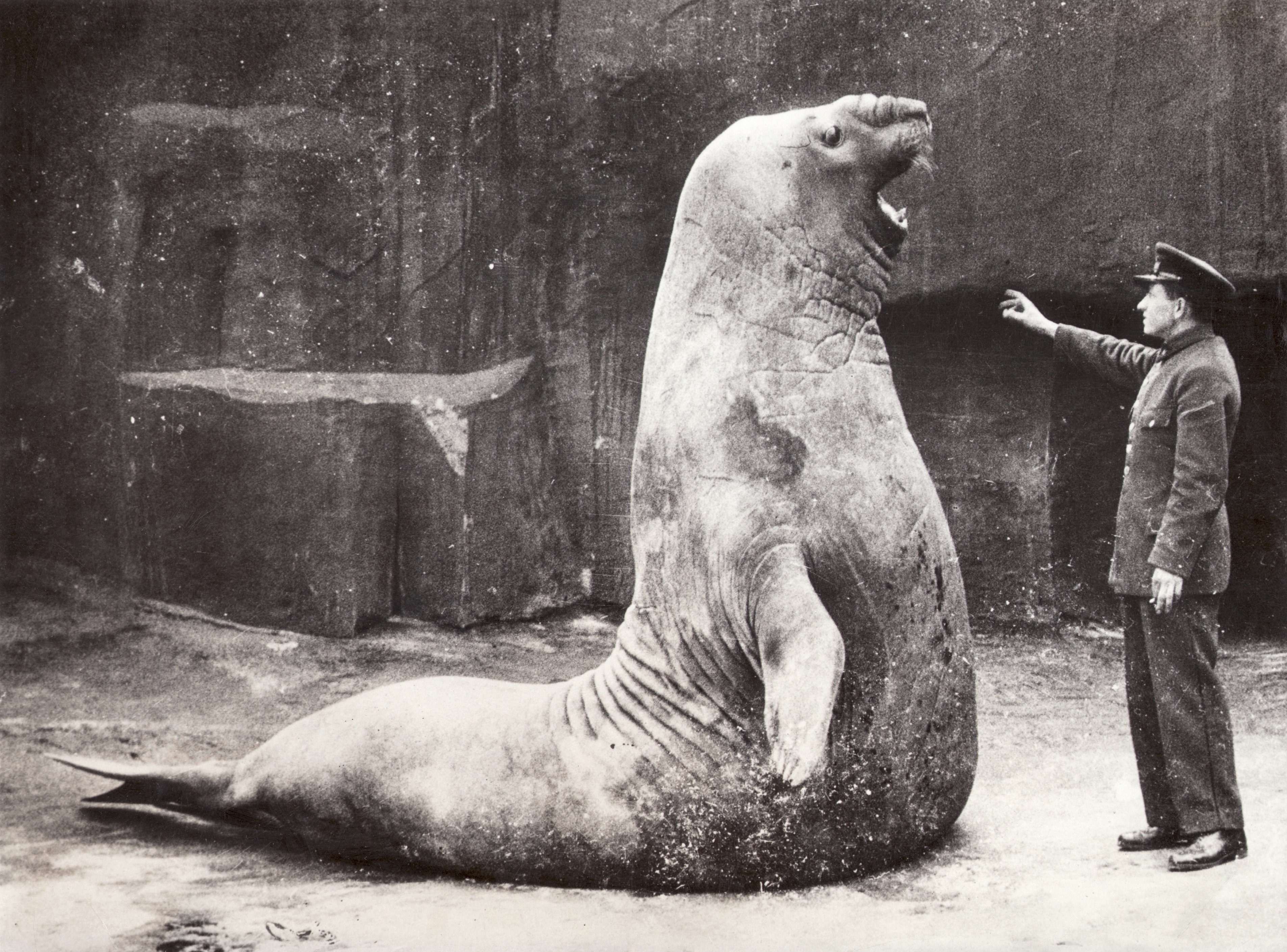
Dospělý samec jménem Goliáš (ve francouzském originále Goliath) s chovatelem v Zoologické zahradě v Paříži v roce 1936

### Chov v zajetí
Rypouši sloní se vyskytují v chovných zařízeních spíše výjimečně. V minulosti se objevili v zoologických zahradách v Austrálii, Evropě a Spojených státech. Např. ve 30. a 60. letech 20. století byli rypouši chováni v zoo v americké Filadelfii, a někdy od 70. let až do počátku 21. století bylo několik jedinců přítomno v Marinelandu v Antibes na Francouzské Riviéře. Snad nejúspěšnější v chovu rypoušů sloních byla ve 2. polovině 20. století zoo v německém Stuttgartu, které se podařil i odchov mláďat. Podle webu Zootierliste.de se rypouši sloní k roku 2021 nenachází v žádné z evropských zoo.

### Vědecký výzkum
Vědecký výzkum rypoušů akcelerovaly především nové technologie, jako jsou satelitní sledovací zařízení a různá nahrávací zařízení, která umožnila zjistit více o biologii zvířat v době života na moři. Rypouši sloní představují vůbec nejstudovanější ploutvonožce jižní polokoule.

## Ohrožení

### Člověk a jeho aktivity

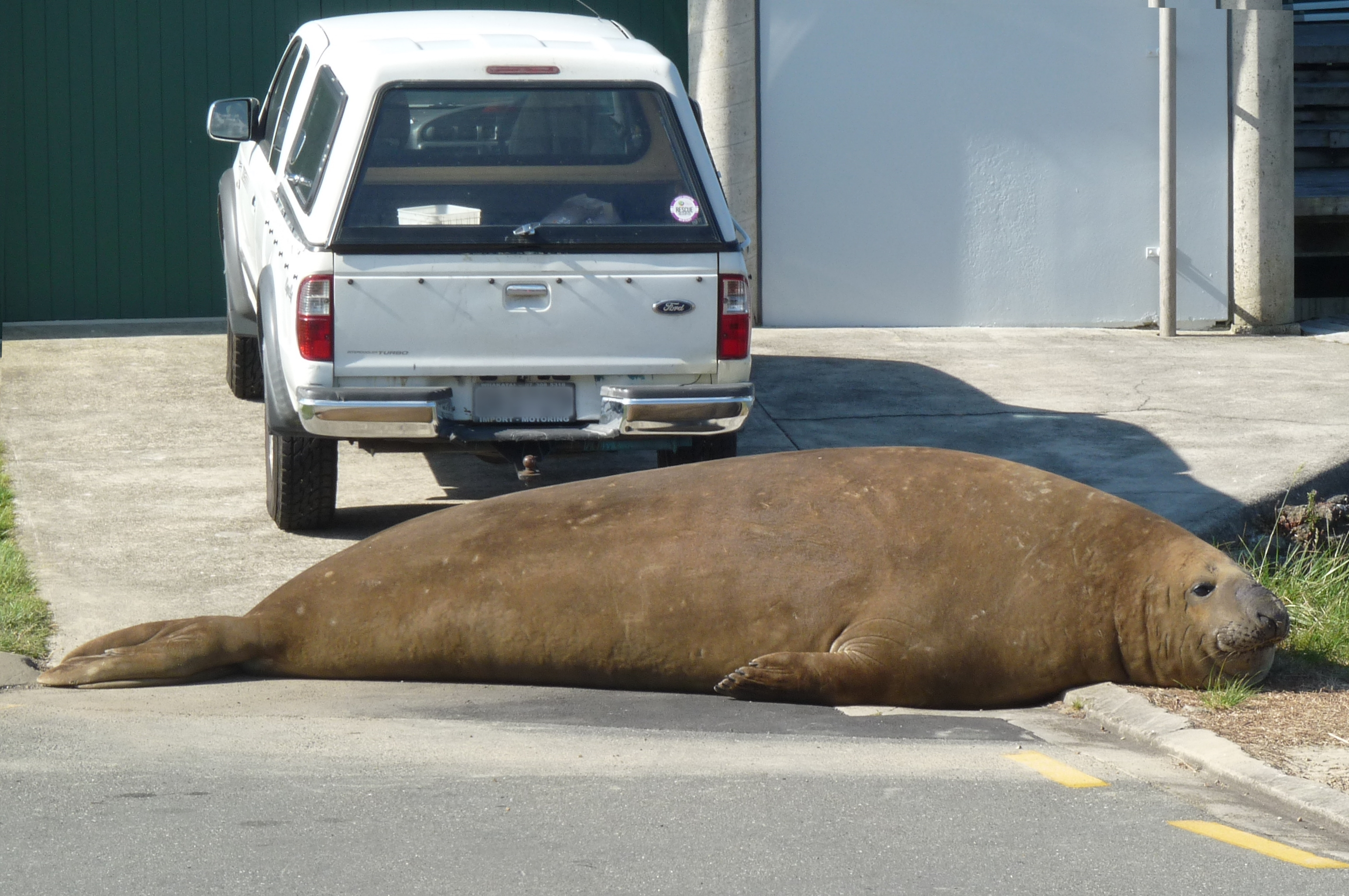
Rypouš odpočívající za autem (Bay of Plenty, Nový Zéland)

Jelikož rypouši sloni žijí daleko od lidských obydlí, člověk a jeho aktivity je přímo neohrožují. Potenciální nebezpečí však druhu hrozí následkem nadměrného rybolovu, který ohrožuje dostupnost jeho potravy. V případě příchodu rypoušů na souš je mohou ohrozit divoká i zdomácnělá zvířata, jako jsou psi. K dalším potenciálním hrozbám patří rušení rypoušů turisty, interakce s loděmi při rybolovu, šíření nemocí a znečištění oceánů (olejové skvrny, pozření plastů apod.).
Oblast Antarktidy patří spolu s Arktidou k nejcitlivějším prostředím na probíhající změny klimatu. Tyto změny budou mít vliv na míru zalednění i dostupnost potravy. Co se týče zalednění, tak při nejmenším některé subpopulace rypoušů mohou z ustupujícího ledu profitovat. Rypouši se totiž až na výjimky nepáří na ledu a ústup ledu z některých pobřežních oblastí by mohl odkrýt nová stanoviště pro páření a línání a přispět tím k růstu populace. Na druhou stranu ústup zalednění bude mít vliv na dynamiku potravní sítě a dostupnosti potravy, což může mít na populaci rypoušů negativní vliv. Např. v Jižním oceánu v oblasti Jižní Ameriky bylo prokázáno, že s růstem teploty vody se snižuje početnost krilu, na kterém závisí dostupnost rypouší kořisti, takže se očekává, že zvyšování teploty oceánu v blízkosti Antarktidy bude mít na rypouší populaci negativní dopad.

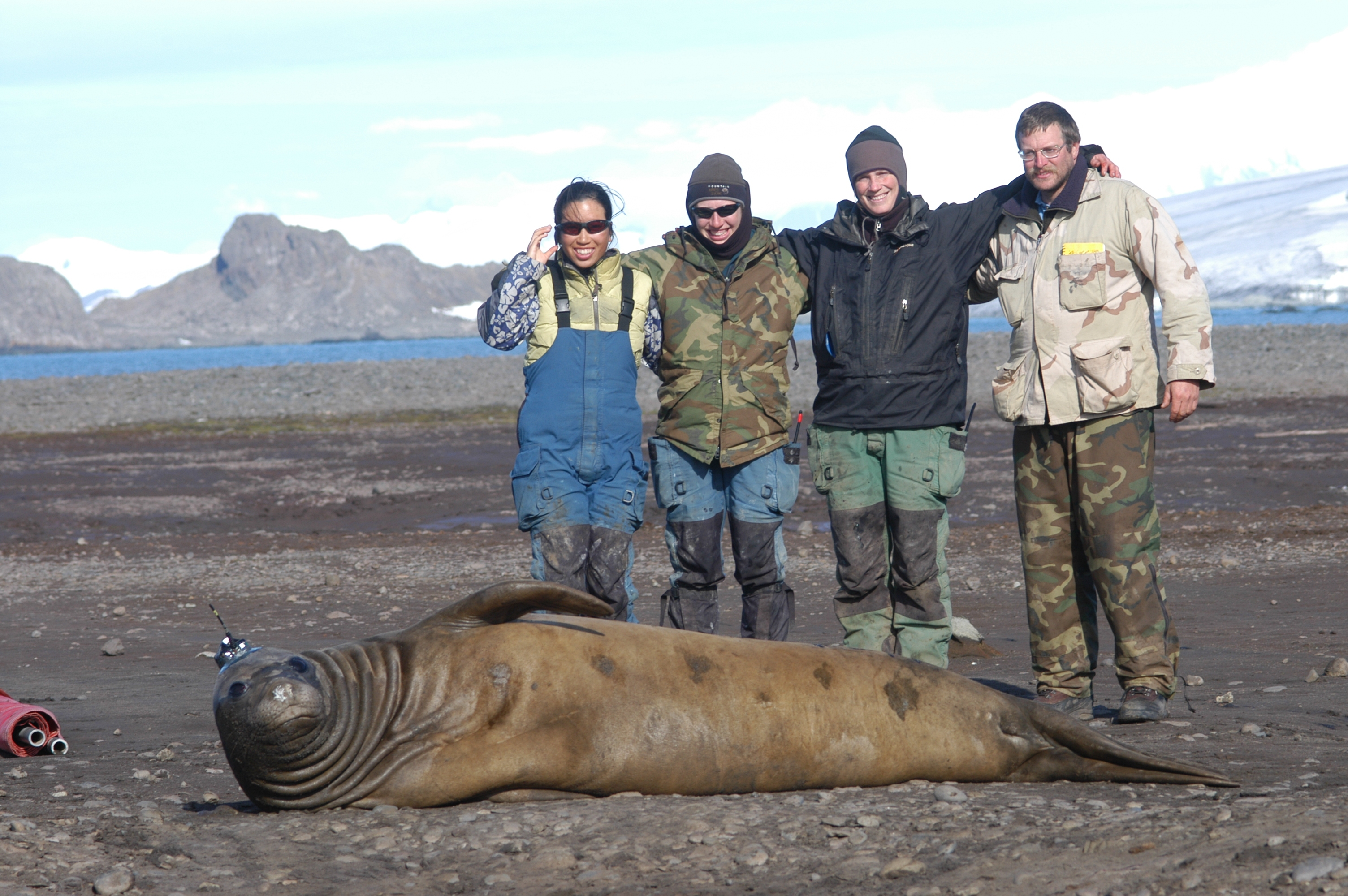
Vědečtí pracovníci a samice rypouše se satelitním zařízením na hlavě

### Přirození predátoři a parazité
I když se rypouši sloní díky své velikosti řadí k vrcholovým stupňům potravního řetězce, přesto mají vedle člověka několik přirozených predátorů. Přinejmenším ve vodách ostrovů Macquarie, Crozetových ostrovů a kolem poloostrova Valdés loví mláďata i dospělce kosatky dravé. K dalším predátorům patří žraloci bílí, kteří byli pozorováni při útocích na rypouše mj. u Campbelových a Aucklandových ostrovů. Na mláďata a juvenilní jedince mohou občas zaútočit tuleni leopardí a lachtani novozélandští. Podle kousanců pozorovaných na rypouších na ostrově Macquarie byl za predátora rypoušů identifikován též žralok Somniosus antarcticus z čeledi světlošovití (Somniosidae).
K parazitům patří tasemnice (Diphyllobothrium tectum a především Baylisiella tecta, která byla zaznamenána jen u rypoušů sloních), hlístice (Anisakis patagonica, Anisakis similis, Contracaecum osculatum, Contracaecum radiatum, Contracaecum rectangulum, Porrocaecum decipiens, Uncinaria hamiltoni), vrtejš Corynosoma bullosum, roztoči z rodu Halarachne, veš Lepidophthirus macrorhini (tato veš si hloubí malé dírky v kůži zadních ploutví) a kokcidie Isospora mirungae.
Starší samci někdy mají na kůži přichycené korýše z řádu Pedunculata.